# Gmina polityczna (Szwajcaria)
Gmina polityczna (od niem. Gemeinde – gmina, a także komuna (fr. commune, wł. comune, rm. vischnanca) lub społeczność) – jednostka podziału administracyjnego w Szwajcarii.
Każda z gmin jest częścią jednego z kantonów, które wspólnie tworzą Konfederację Szwajcarską. W większości kantonów, gmina jest również częścią okręgu, odpowiadającego polskim powiatom. Niektóre z gmin określają się jako „miasta” (fr. ville lub niem. Stadt) lub „wsie” (niem. Dorf). Te określenia wynikają z tradycji lub z lokalnych preferencji i nie wprowadzają żadnej różnicy w stosowaniu prawa kantonowego lub federalnego.
Na dzień 1 stycznia 2020 roku na terenie Szwajcarii istniało 2212 gmin. Ich populacja różni się znacznie, od Zurychu, w którym mieszka ponad 415 000 osób, po Corippo, w którym mieszka tylko 11 osób. Gminy różnią się również rozmiarem, od małej z 0,32 km² gminy Kaiserstuhl, po rozległą na ponad 439 km² gminę Scuol.

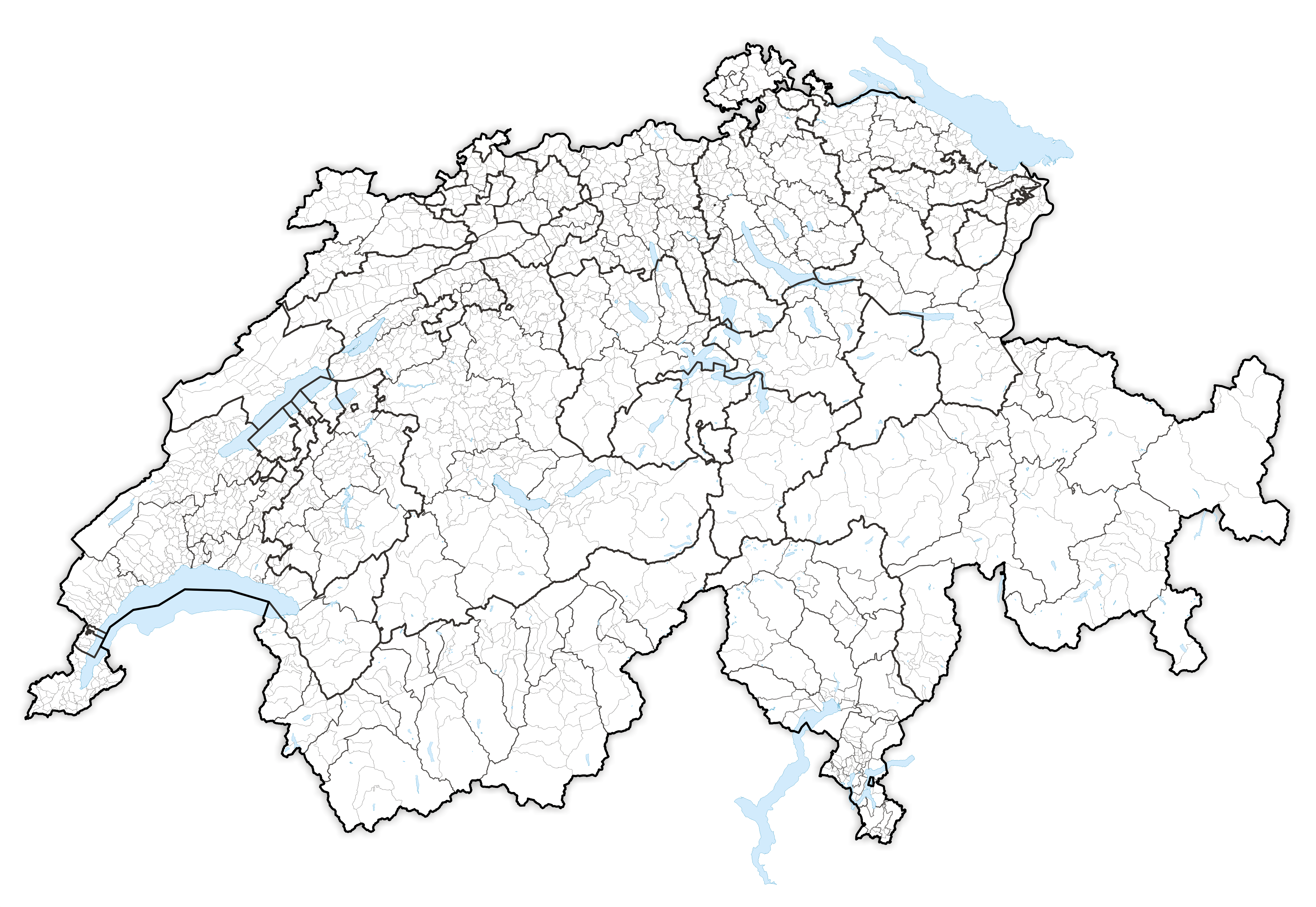
Mapa Szwajcarii z granicami kantonów, okręgów oraz gmin (1 stycznia 2025)

## Historia
Za początek systemu gmin można uznać czasy Republiki Helweckiej. W czasach Starej Konfederacji Szwajcarskiej to gminy przyznawały obywatelstwo swoim mieszkańcom. Poprzez obywatelstwo dostawali oni dostęp do własności wspólnej gminy, prawo głosu, a w niektórych przypadkach dostęp np. do ochrony prawnej lub medycznej. We wczesnych latach istnienia Starej Konfederacji Szwajcarskiej zaognił się konflikt między ośrodkami miejskimi, a wsiami, który dotyczył wprowadzenia jednolitego obywatelstwa dla wszystkich obywateli kraju. Zamożniejsi mieszkańcy miast mieli prawo do korzystania z lasów, rzek, nieruchomości komunalnych oraz innych obiektów wspólnej własności, których nie chcieli dzielić z biednymi przybywającymi ze wsi. W efekcie utworzono kompromis, który w okrojonej formie obowiązuje do dzisiaj. Spowodowało to utworzenie gmin politycznych (niem. Politische Gemeinde), oraz Bürgergemeinde (gmin obywatelskich). Obywatelstwo w gminie politycznej nie oznaczało uzyskania praw do własności Bürgergemeinde. W okresie następującym po wydaniu Aktu Mediacyjnego, a w szczególności w latach 1814–1830, w okresie Restauracji Konfederacji Szwajcarskiej zwiększyły się wpływy Bürgergemeinde, a w niektórych kantonach gminy straciły prawie wszystkie prawa, w tym do decydowania o własnej niezależności i prawach panujących na ich terenach. W latach 1830–1848 rozpoczęła się liberalna rewolucja obyczajowa, podczas której niektóre gminy pozbawione wcześniej praw obywatelskich uzyskały je ponownie. W większości kantonów Bürgergemeinden zachowały prawa do decyzji politycznych. Gmina Zurych odzyskała prawa polityczne dopiero w 1886 roku.
W stosunkach między gminami politycznymi oraz obywatelskimi, często dominowały te drugie. W większości kantonów codzienna administracja oraz zarządzanie nieruchomościami i majątkiem gmin politycznych należało do dzielącej z nią teren Bürgergemeinde. Dopiero po uchwaleniu Konstytucji Szwajcarii w 1874 roku gminy na terenie całej Szwajcarii zdobyły prawa do nakładania podatków, budowania nieruchomości komunalnych (takich jak szkoły lub remizy strażackie), a także do zarządzania własnym majątkiem.
Konstytucja Szwajcarii z 1999 roku odebrała na szczeblu federalnym wszystkie prawa Bürgergemeinden, oddając pełnię władzy w ręce gmin. Spowodowało to, że Bürgergemeinden straciły większość swoich wpływów. Pod koniec XX wieku obywatele Bürgergemeinden zaczęli stanowić coraz mniejszą część populacji miast, co było spowodowane zwiększeniem migracji wewnętrznej oraz wyludnianiem się wsi. Niektóre Bürgergemeinden istnieją do dzisiaj, a ich obywatelstwo (niem. Bürgerrecht) zdobywa się poprzez dziedziczenie po rodzicach. Są takie przypadki, jak w niewielkiej gminie politycznej Kammersrohr w kantonie Solura, liczącej zaledwie 28 mieszkańców, która w 2010 roku miała 958 dziedzicznych obywateli Bürgergemeinde (gminy obywatelskiej), a z których żaden nie mieszkał w gminie.
Część Bürgergemeinden do dzisiaj posiada również prawa do zarządzania swoją własnością. Jednym z przykładów jest Bürgergemeinde Berno, która jest właścicielem i zarządcą dworca kolejowego w Bernie.

## Struktura i obowiązki
Każdy kanton jest odpowiedzialny za ustalenie zasad działania samorządu terytorialnego na swoim terenie. Oddelegowane do gmin czynności mogą obejmować świadczenie usług samorządu lokalnego, takich jak edukacja, usługi medyczne i społeczne, transport publiczny lub pobór podatków. Stopień centralizacji różni się w zależności od kantonu. Konstytucja federalna chroni autonomię gmin przed uchwaleniem przez kanton prawa, które zbytnio centralizuje władzę.

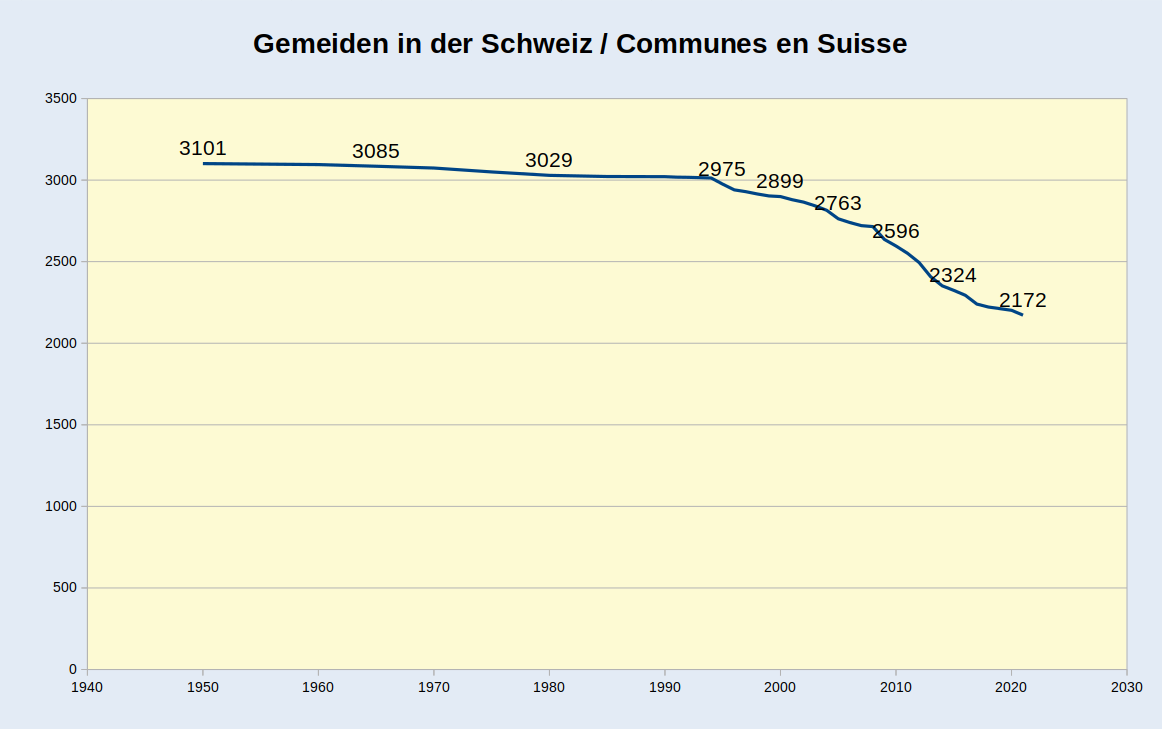
Zmiana liczby gmin w latach 1940–2010 (niebieski) oraz w średniej liczbie mieszkańców w gminie (czerwony)

Władzą wykonawczą gmin jest urząd prezydenta lub burmistrza gminy, który wybierany jest w wyborach powszechnych. W zależności od rozmiaru gminy, władza ustawodawcza należy do zgromadzenia gminy (niem. Gemeindeversammlung) lub do lokalnej rady/parlamentu, również wybieranych w wyborach powszechnych. W wielu kantonach również obcokrajowcy, mieszkający na terenie danej gminy przez określony czas, zyskują prawo do brania udziału w życiu politycznym gminy, w żadnym nie zyskują oni jednak prawa do brania udziału w wyborach federalnych i referendach.
Podatki (m.in. podatek dochodowy) są ustalane bezpośrednio przez gminy, jednak te ustalenia podlegają limitom (widełkom) ustalanym przez kantony, które natomiast podlegają limitom ustalanym przez rząd federalny.

## Rozmiar i numeracja
Szwajcaria posiada wiele gmin mających mniej niż 1000 mieszkańców. Wiele z nich znajduje się na terenach wiejskich. Ze względu na rosnące trudności w świadczeniu profesjonalnych usług administracyjnych i poszukiwaniu wolontariuszy do sprawowania urzędów w małych gminach, kantony zachęcają do dobrowolnego łączenia się sąsiadujących gmin. Spowodowało to, że pomiędzy 2010, a 2020 rokiem liczba gmin zmniejszyła się o 384.

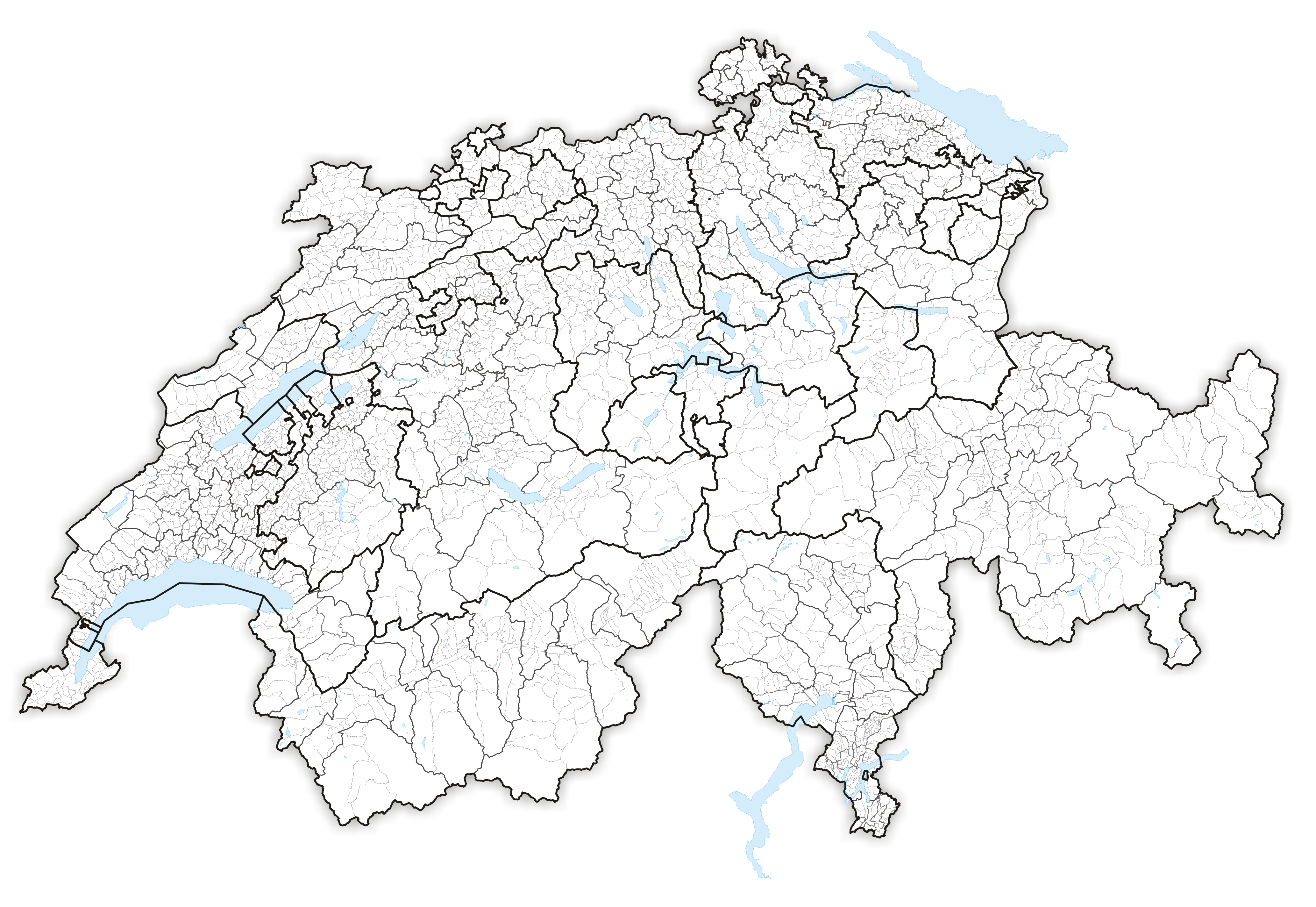
1 stycznia 1959 do 31 Grudnia 1960
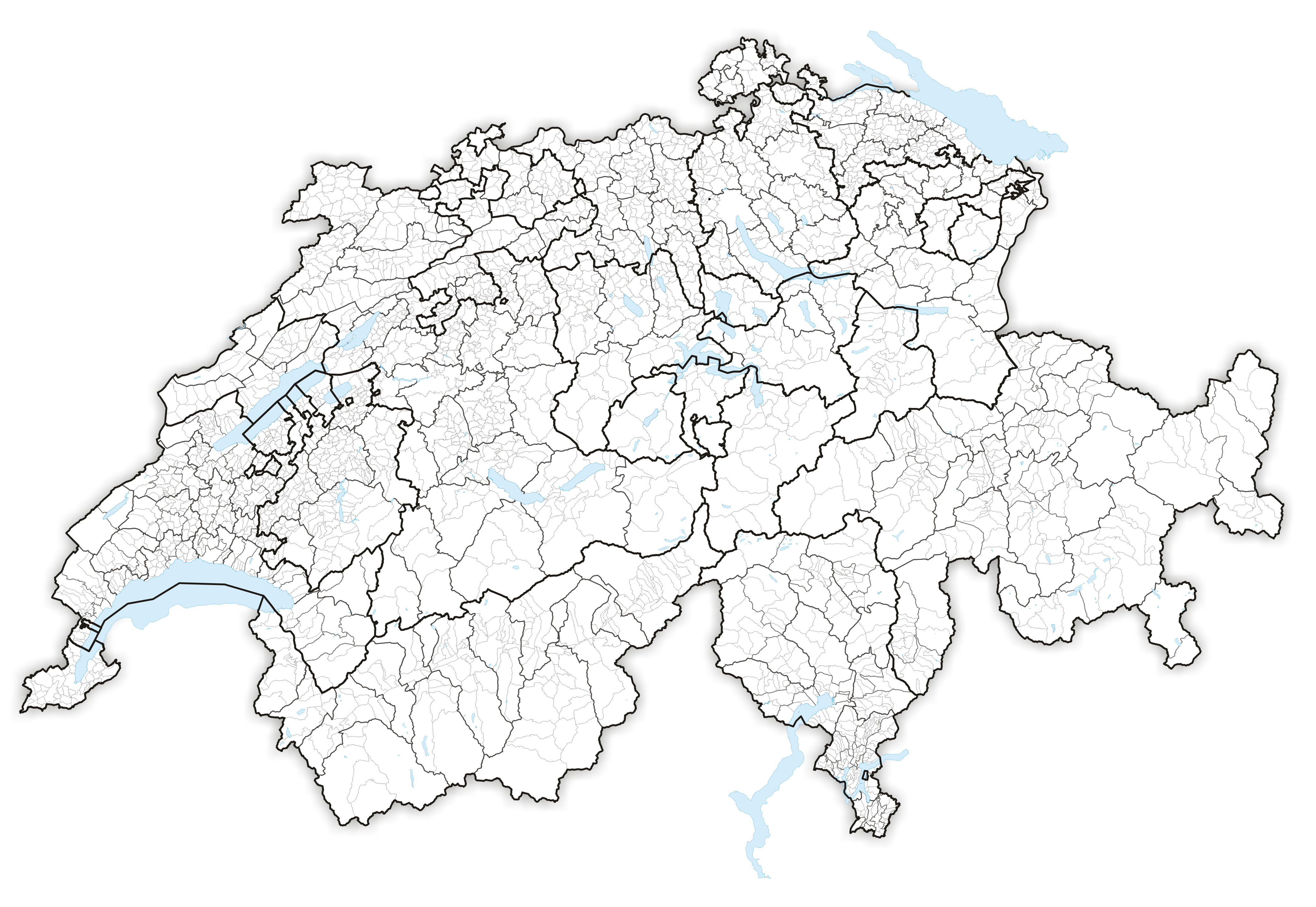
1 stycznia 1961 do 31 marca 1961
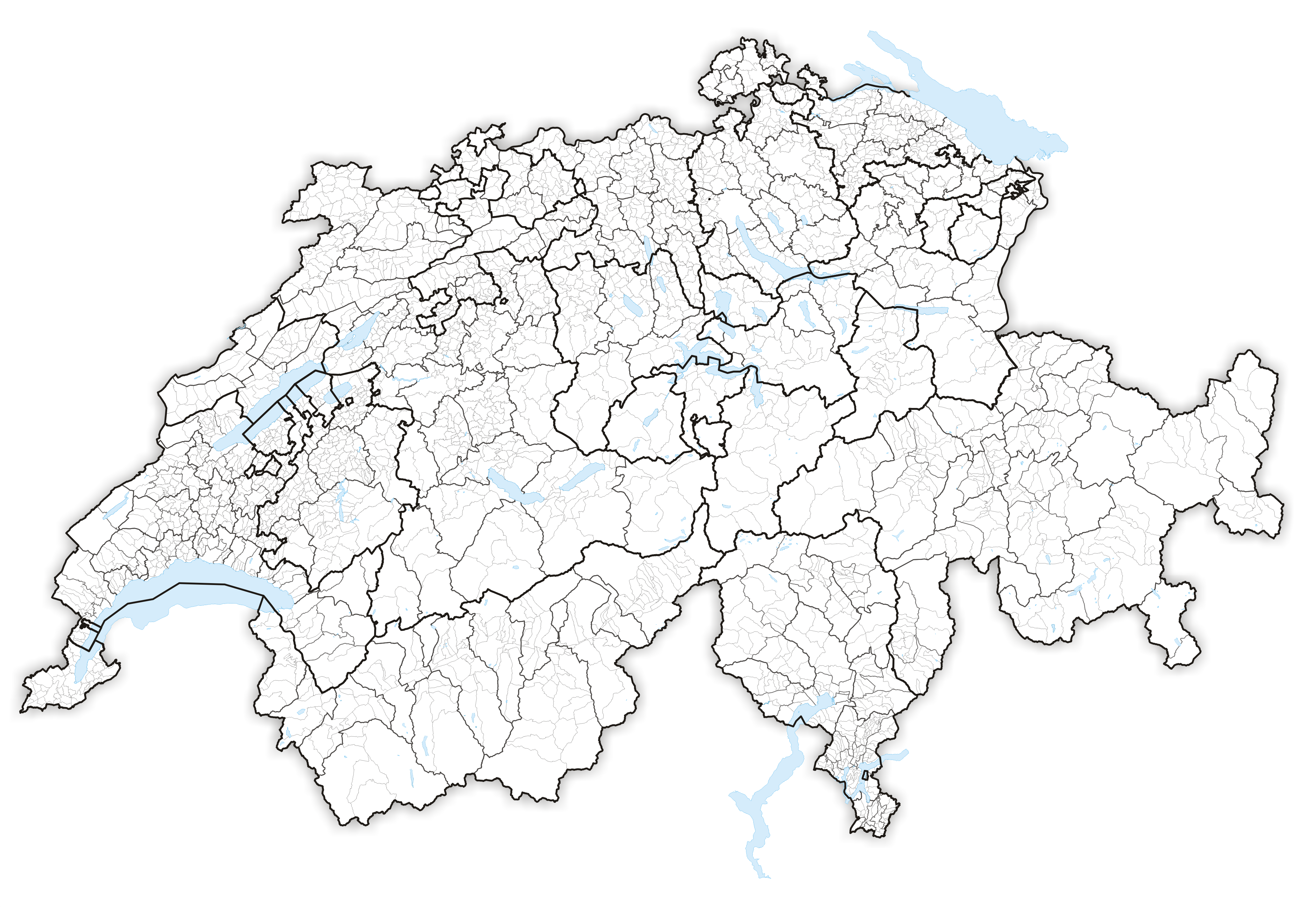
1 kwietnia 1961 do 31 grudnia 1961
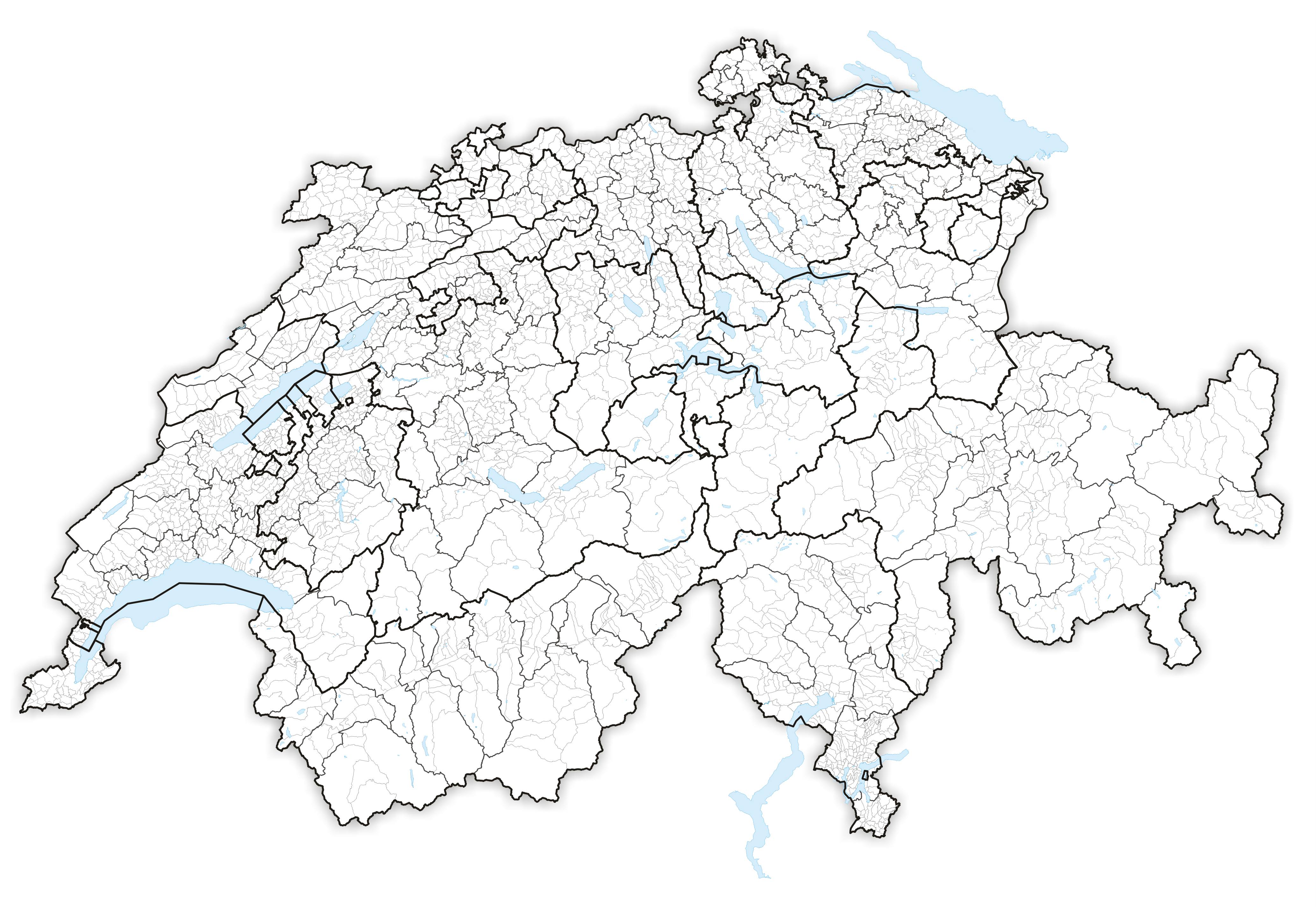
1 stycznia 1962 do 23 maja 1963
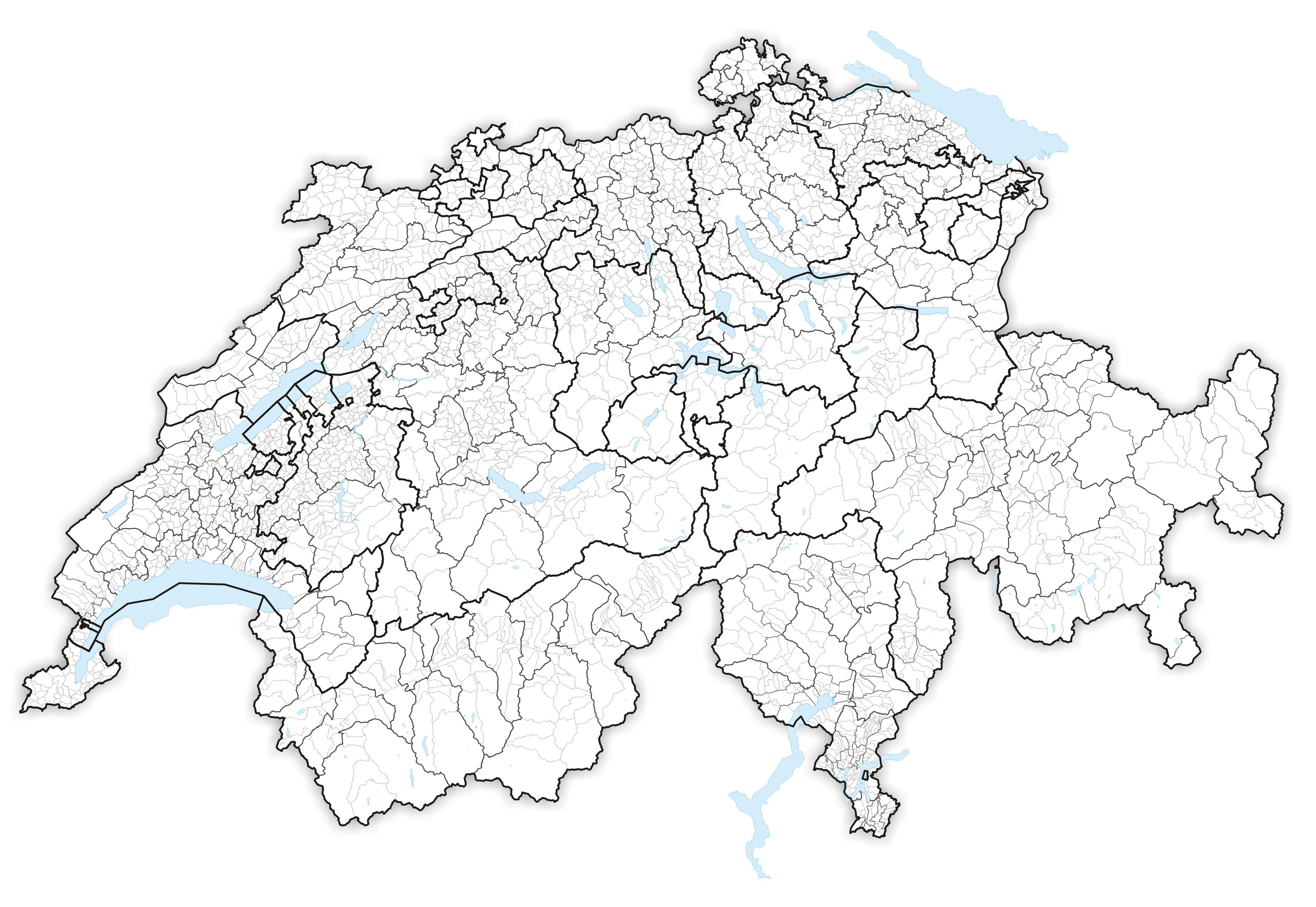
24 maja 1963 do 31 grudnia 1963
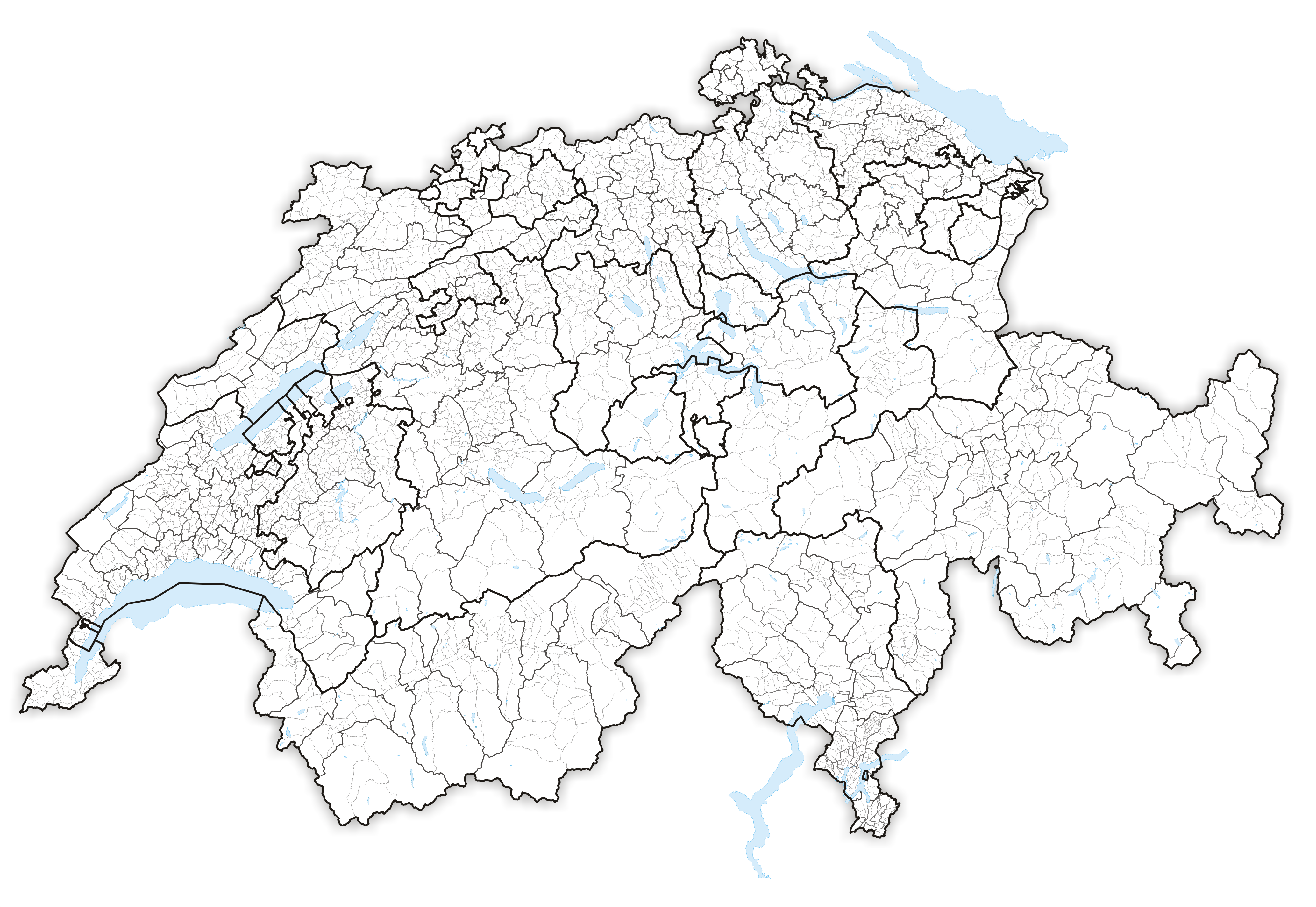
1 stycznia 1964 do 31 maja 1964
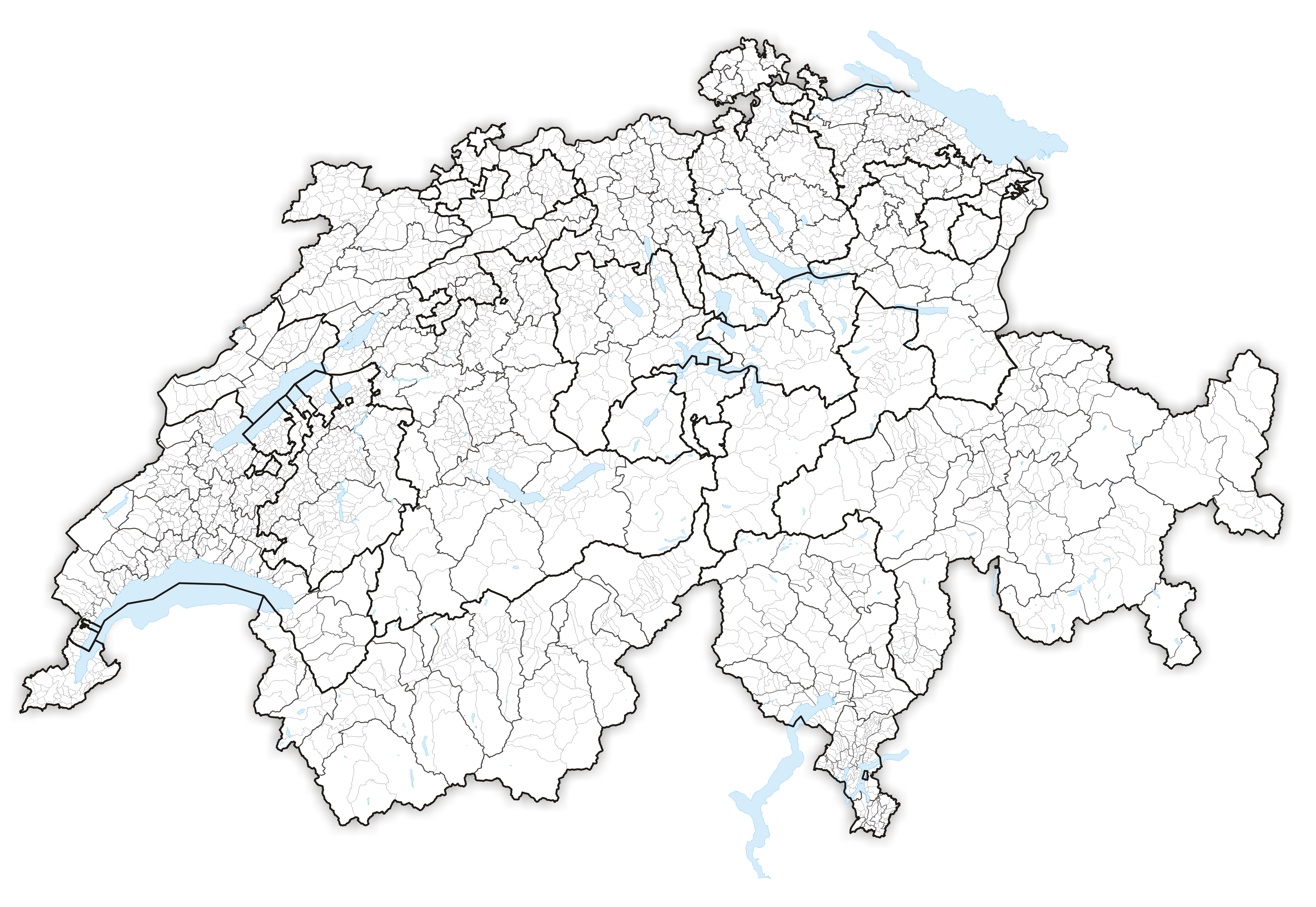
1 czerwca 1964 do 31 lipca 1964
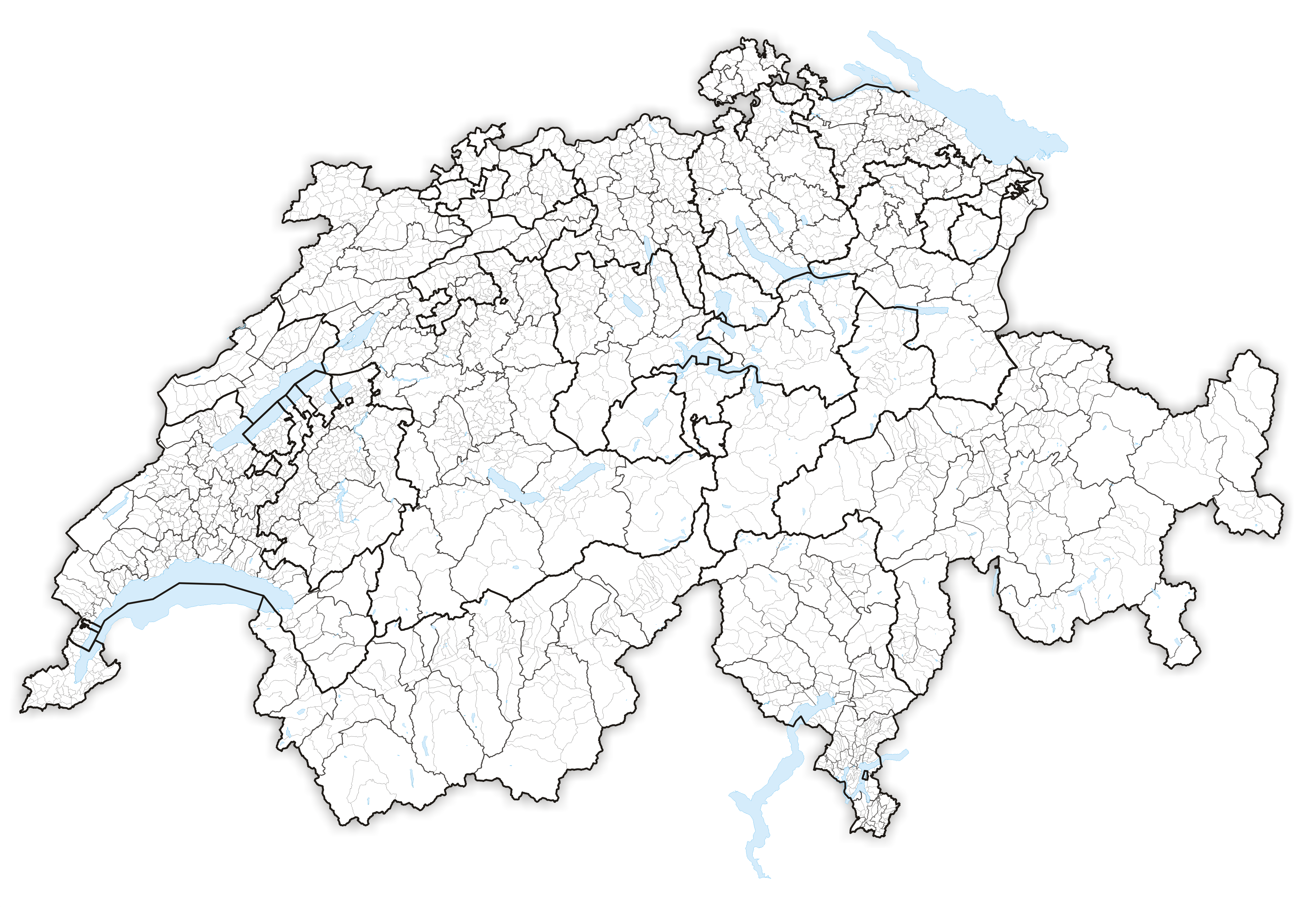
1 sierpnia 1964 do 31 grudnia 1965
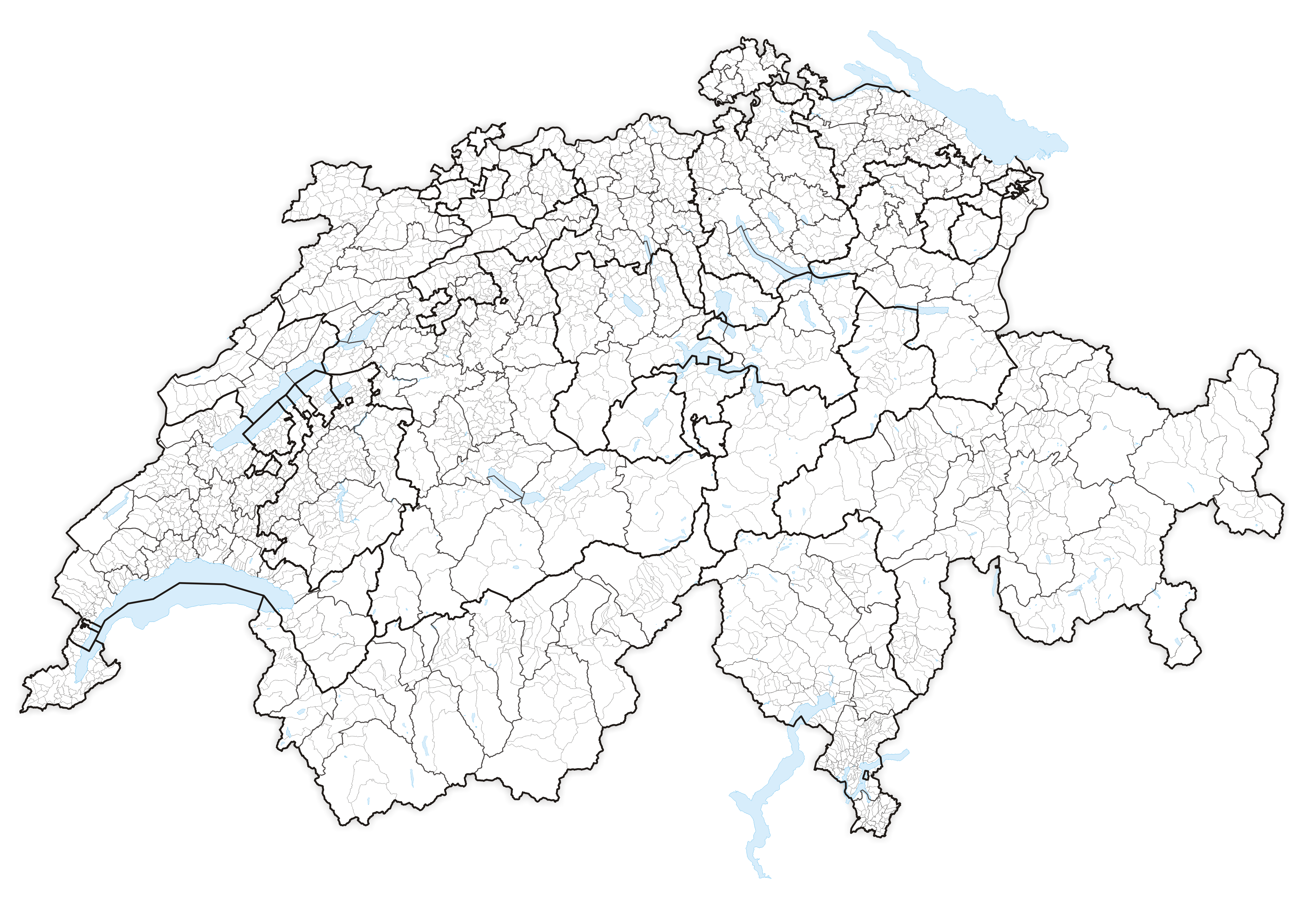
1 stycznia 1966 do 31 maja 1967
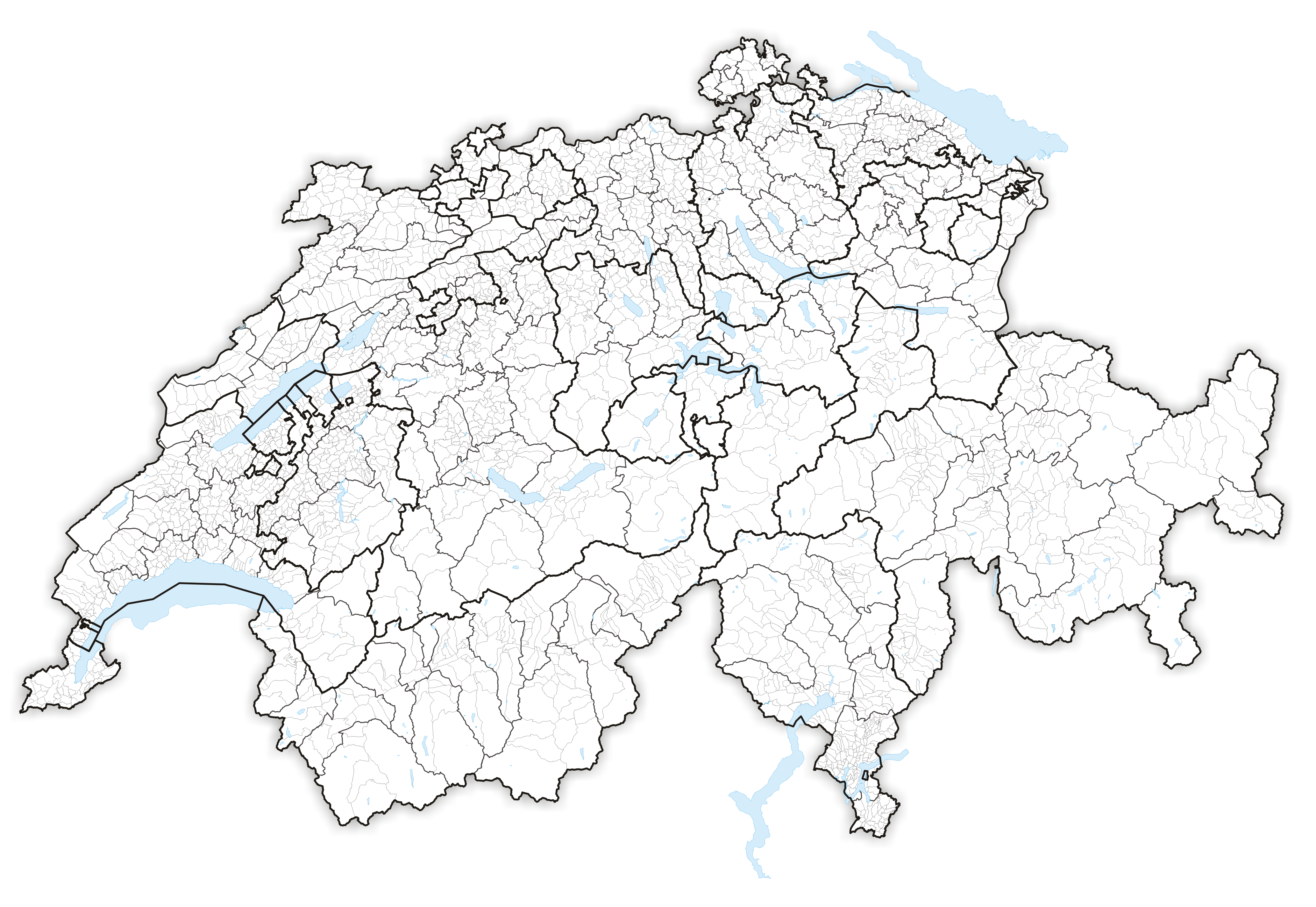
1 czerwca 1967 do 31 grudnia 1967
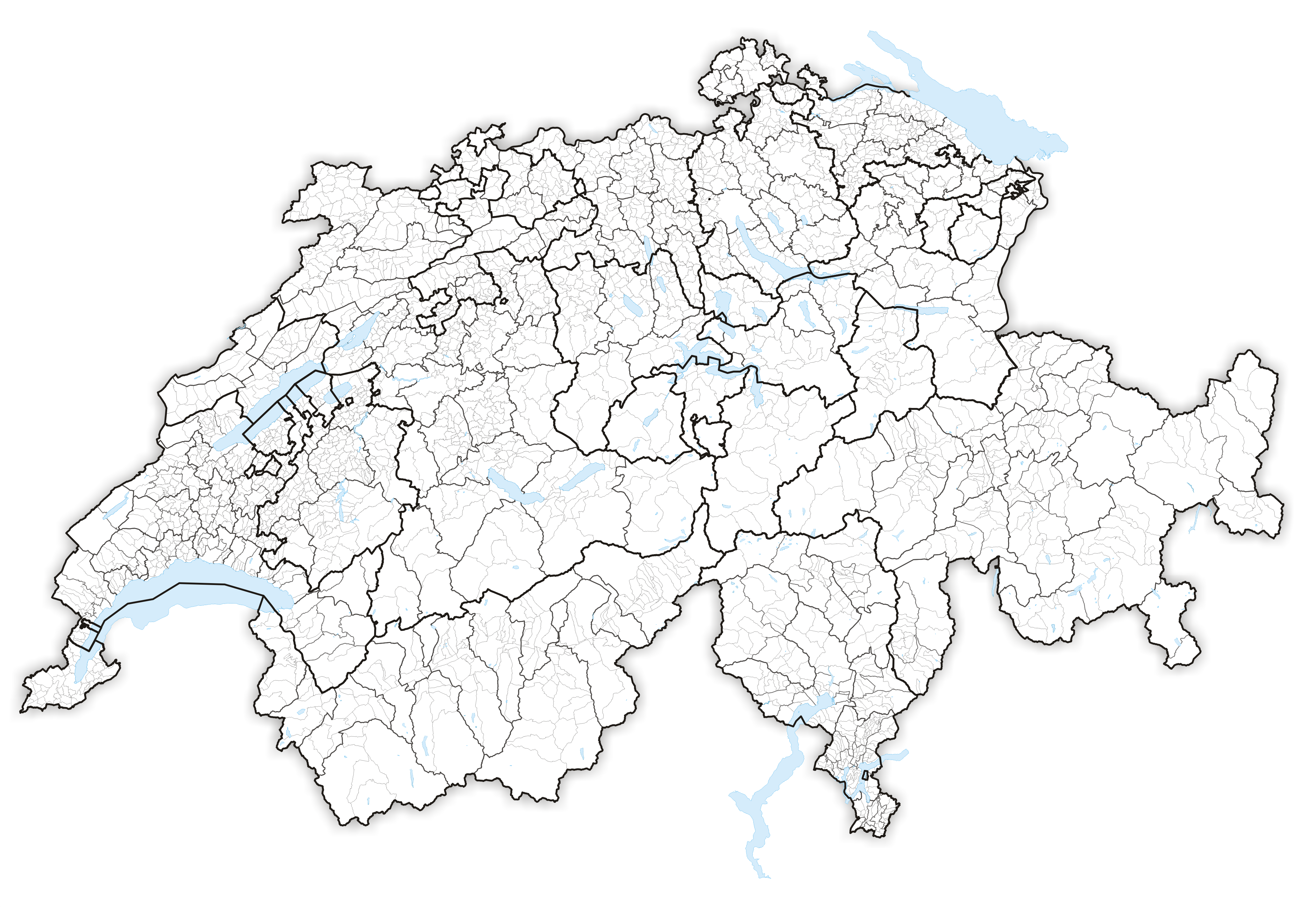
1 stycznia 1968 do 16 listopada 1968
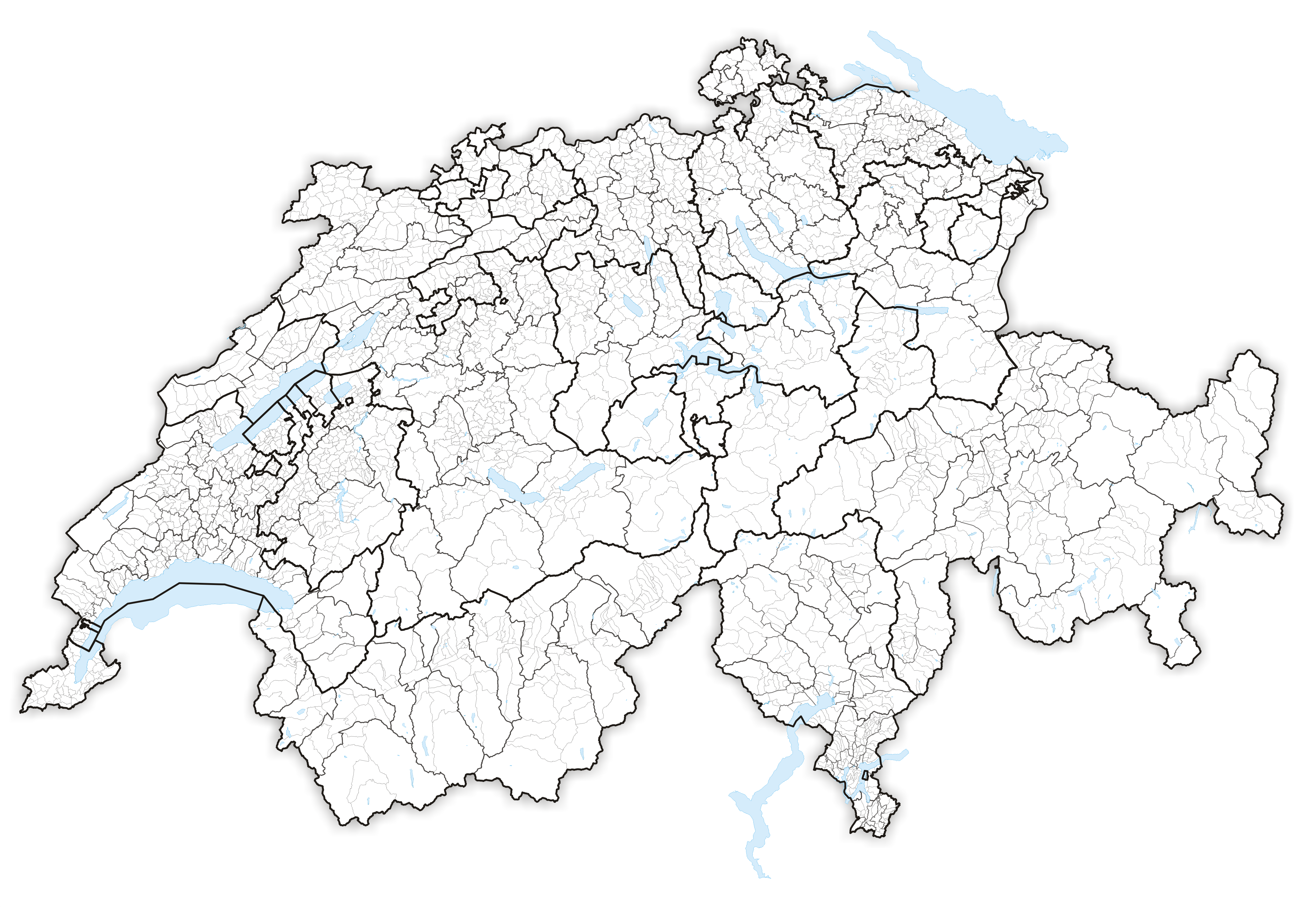
17 listopada 1968 do 31 grudnia 1968
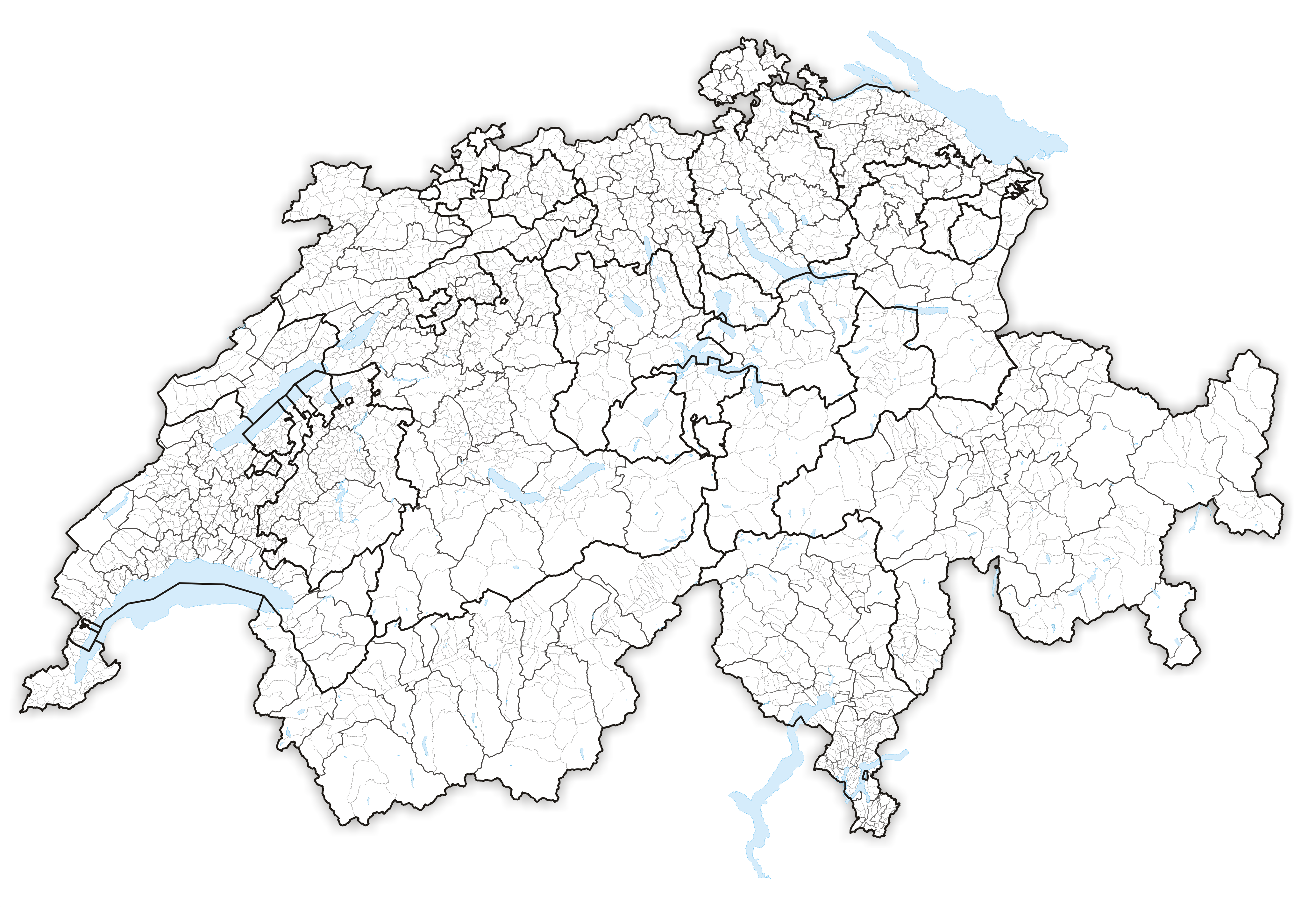
1 stycznia 1969 do 28 lutego 1969
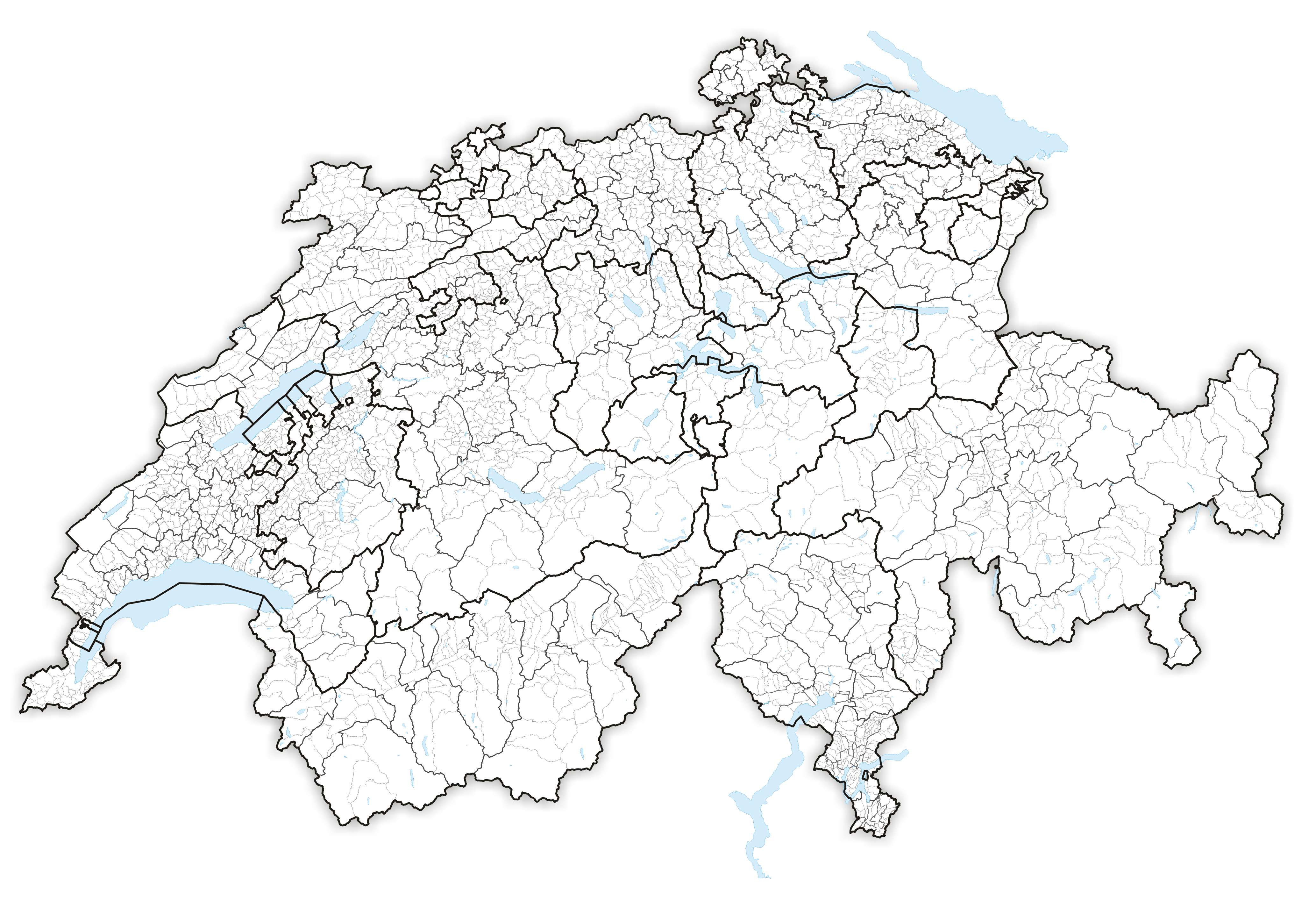
1 marca 1969 do 31 grudnia 1969
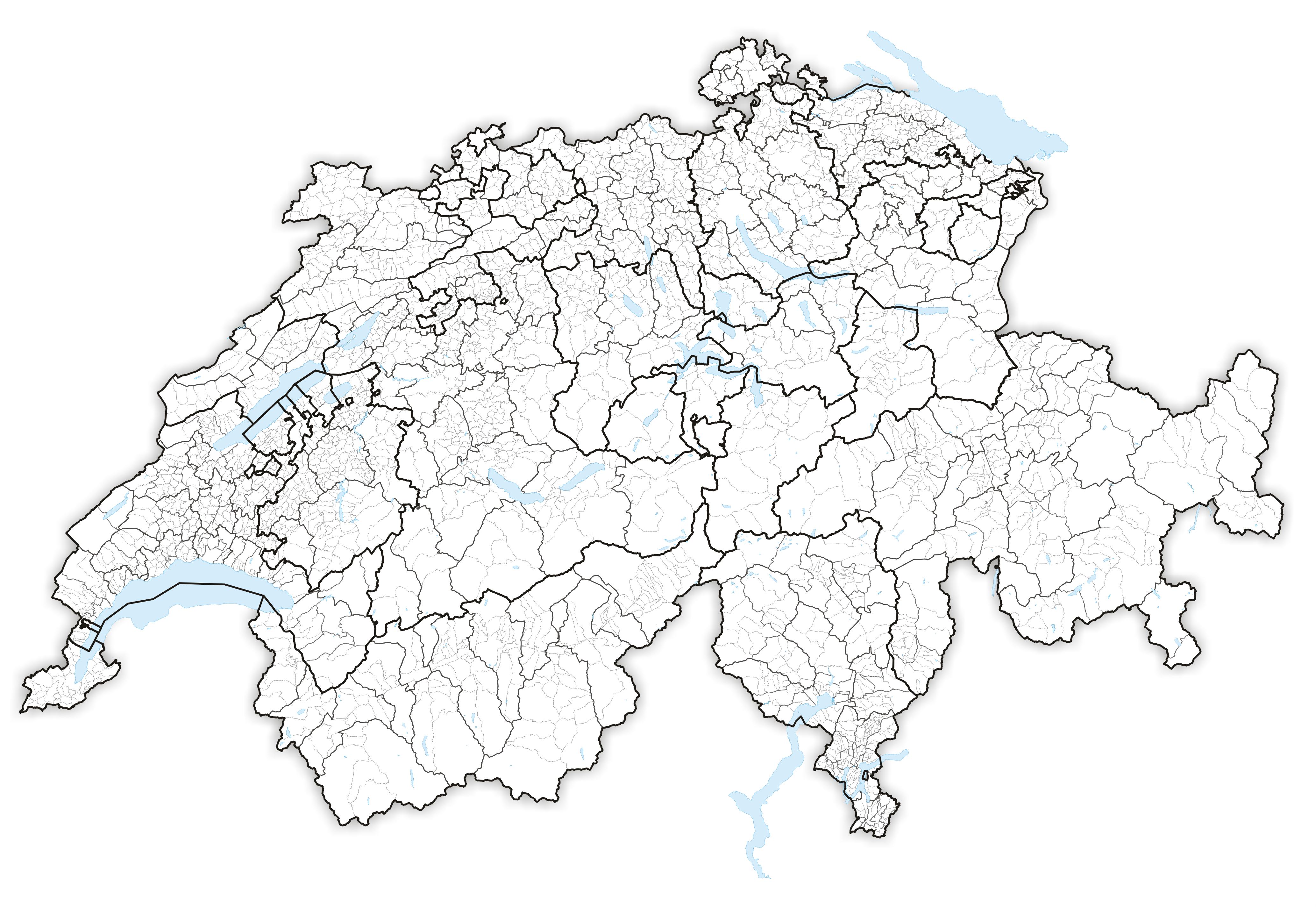
1 stycznia 1970 do 2 stycznia 1970
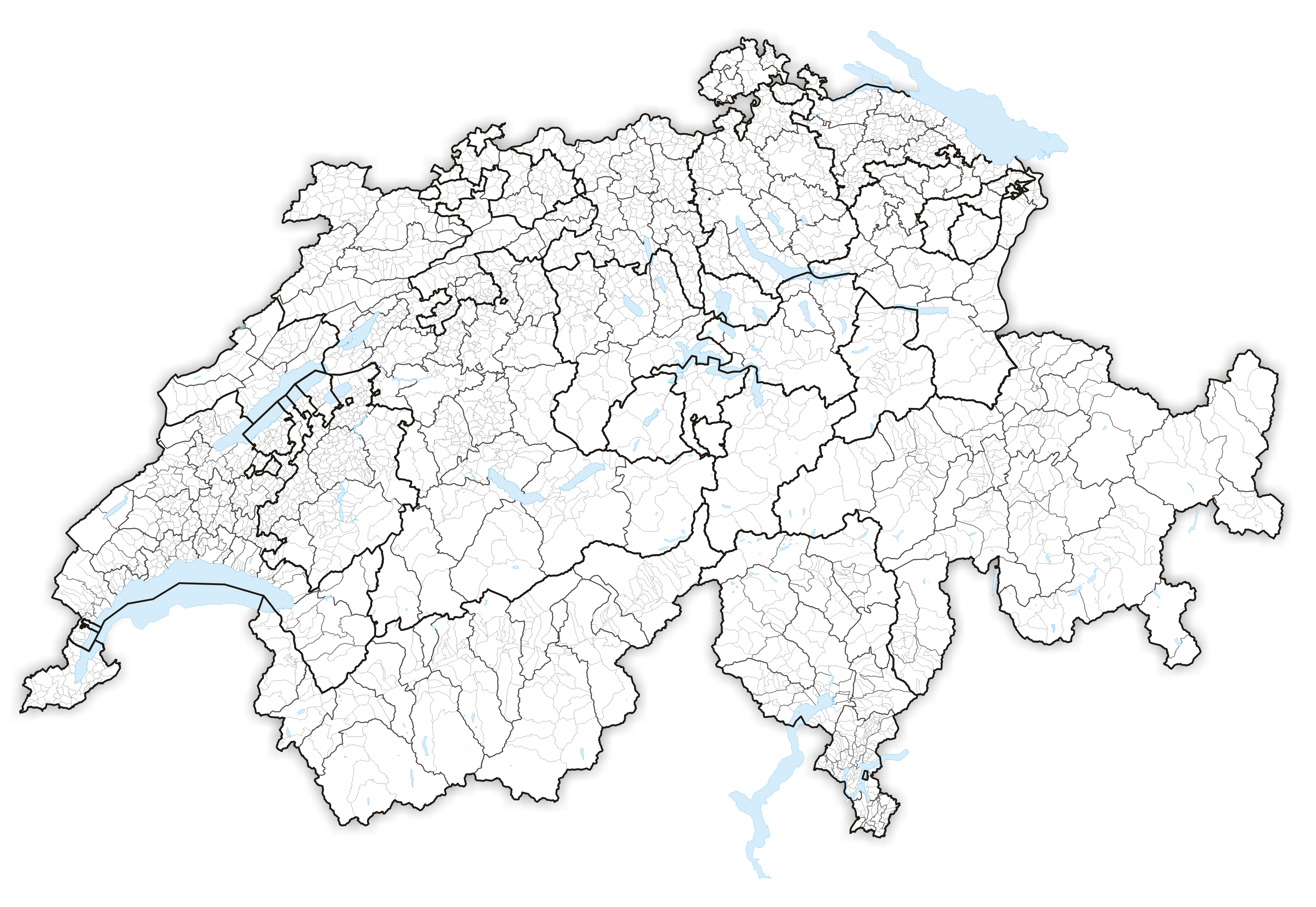
26 stycznia 1970 do 13 marca 1970
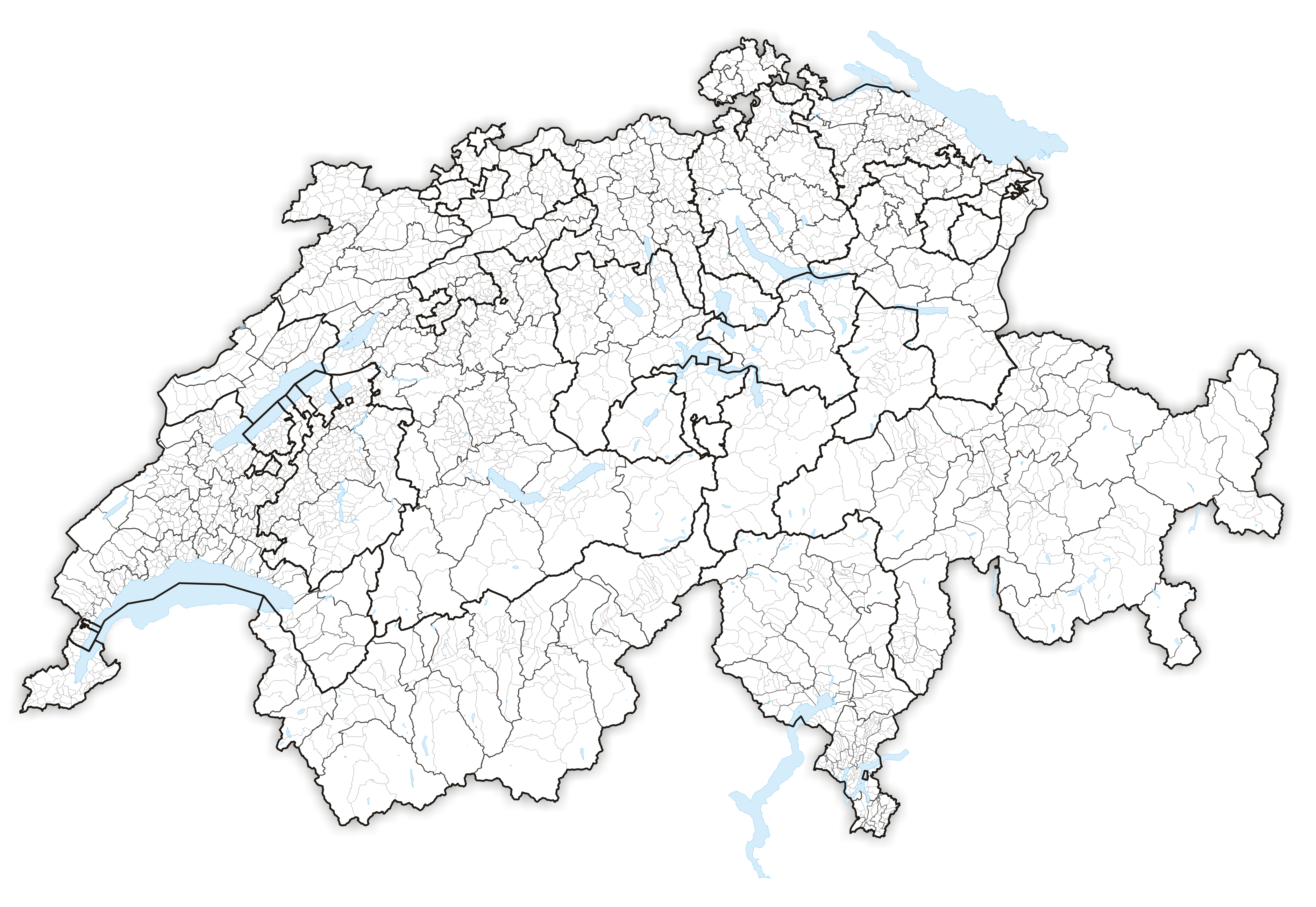
14 marca 1970 do 31 grudnia 1970
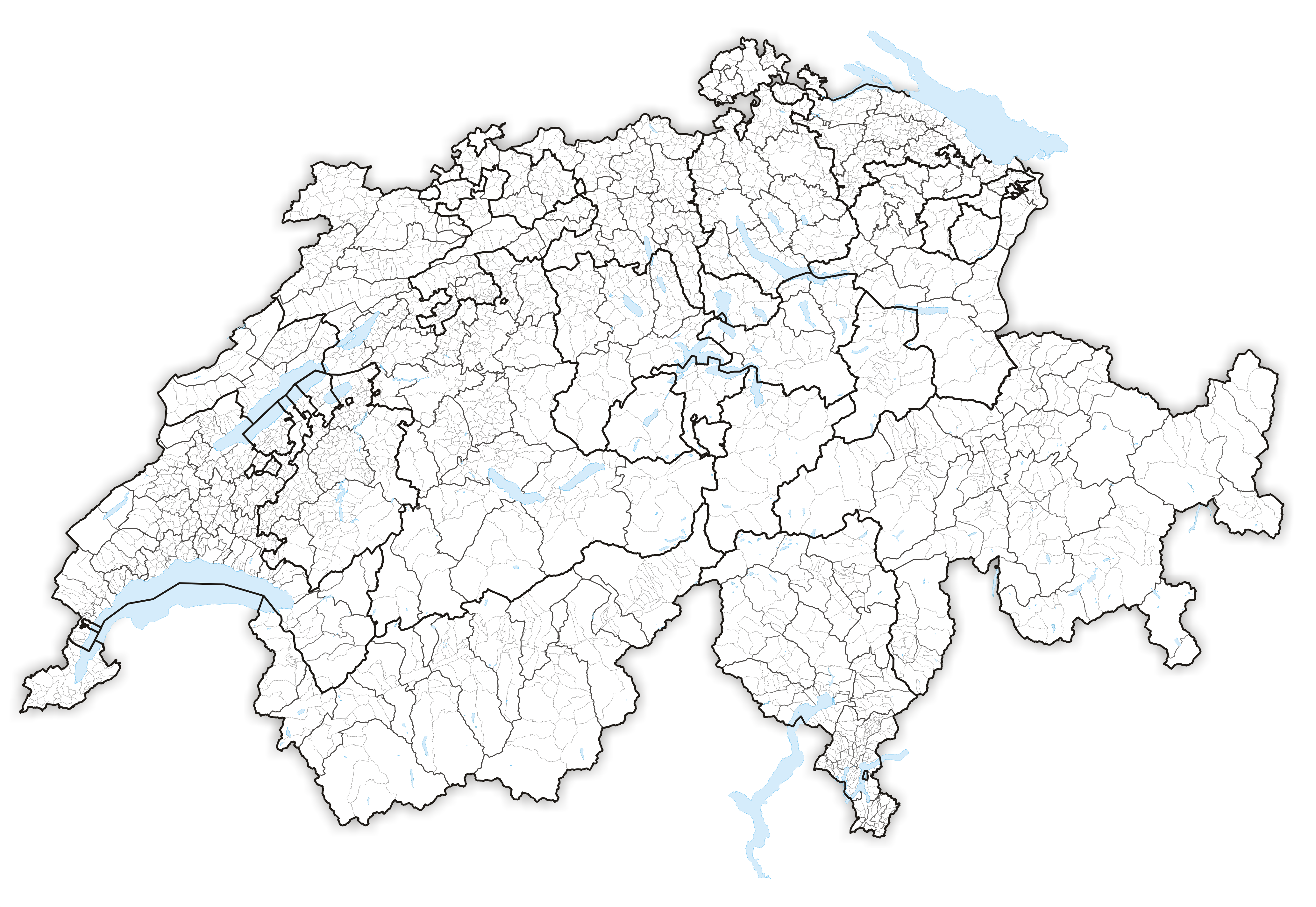
1 stycznia 1971 do 23 lutego 1971
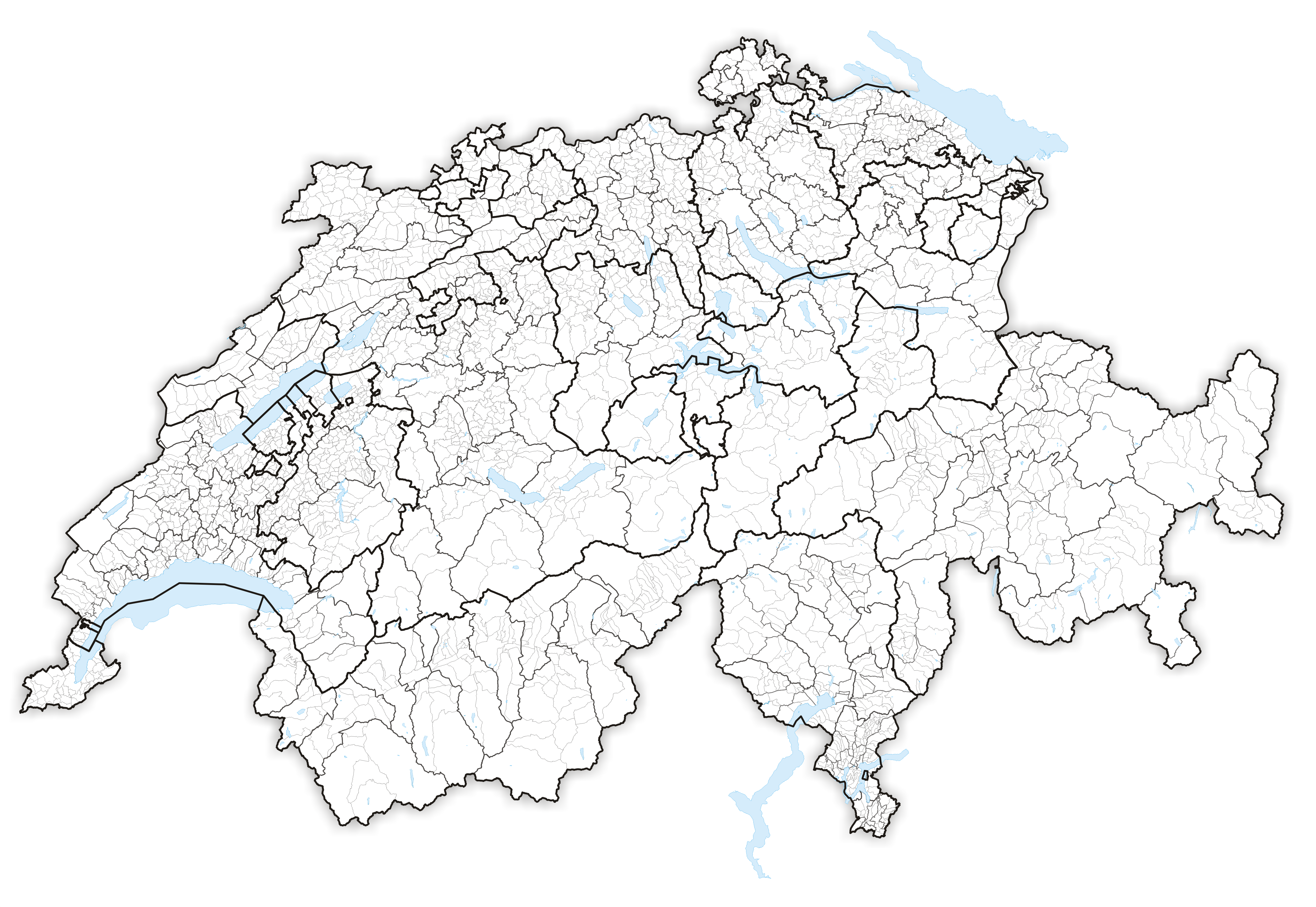
24 lutego 1971 do 31 maja 1971
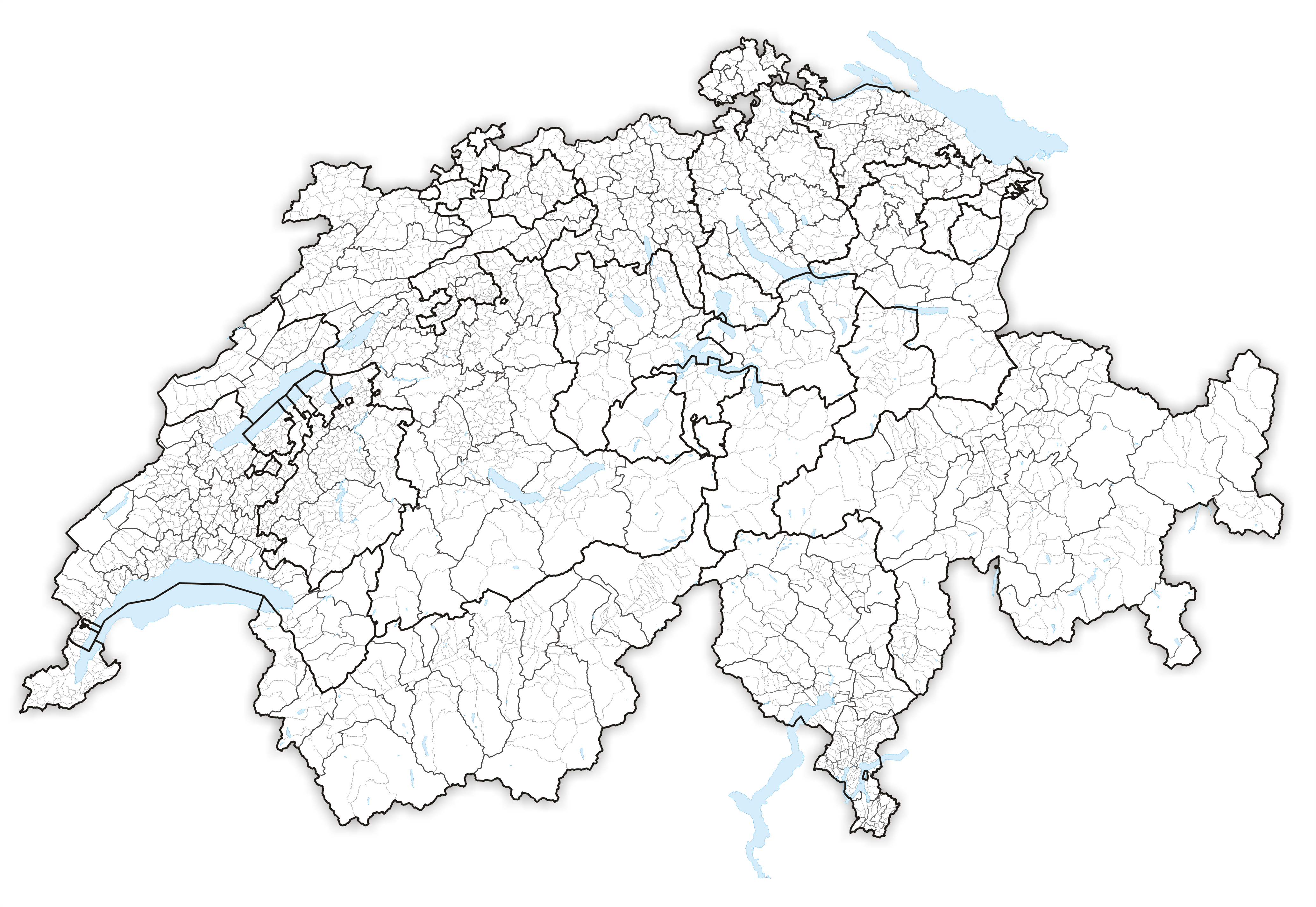
1 czerwca 1971 do 31 grudnia 1971
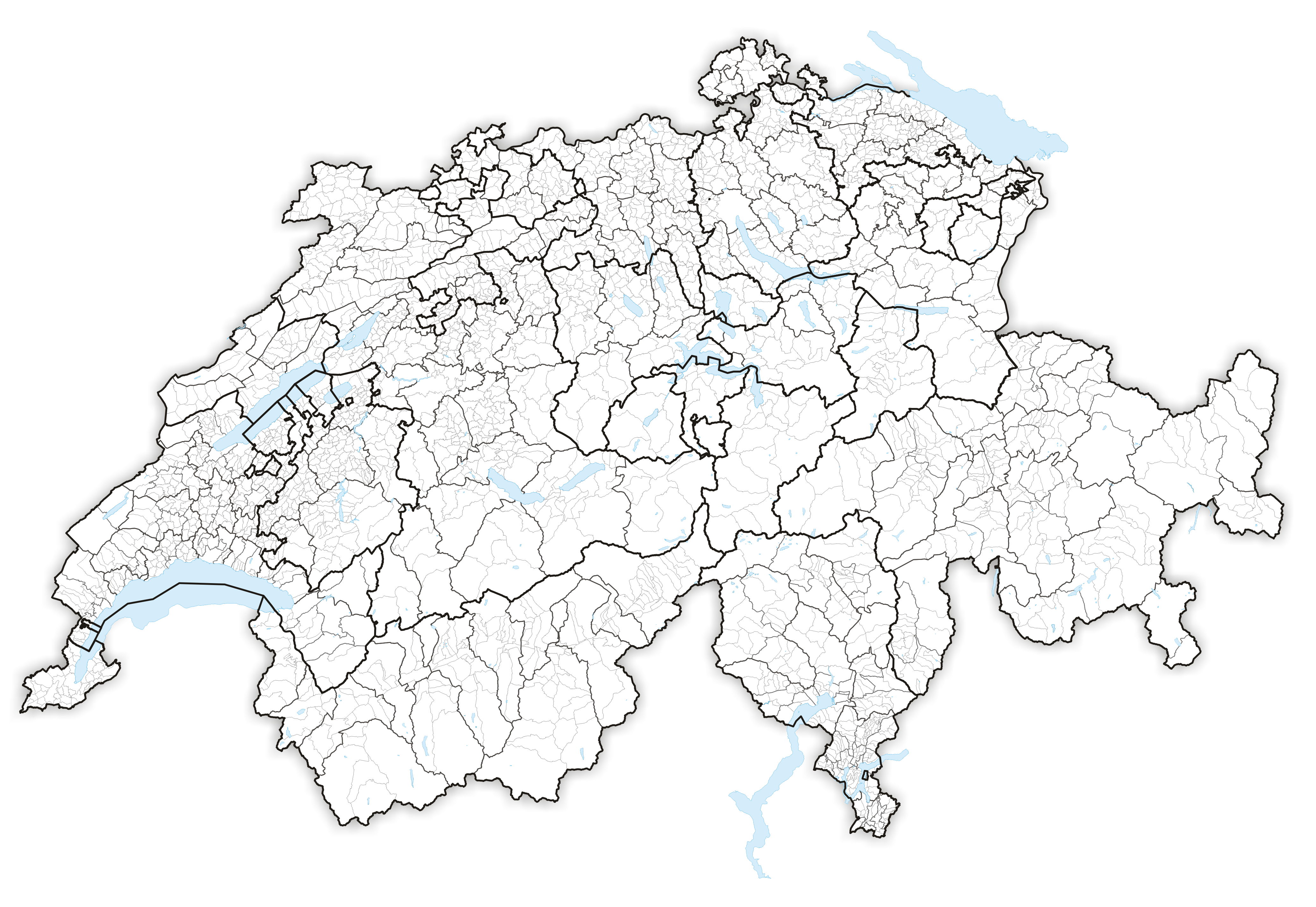
1 stycznia 1972 do 22 kwietnia 1972
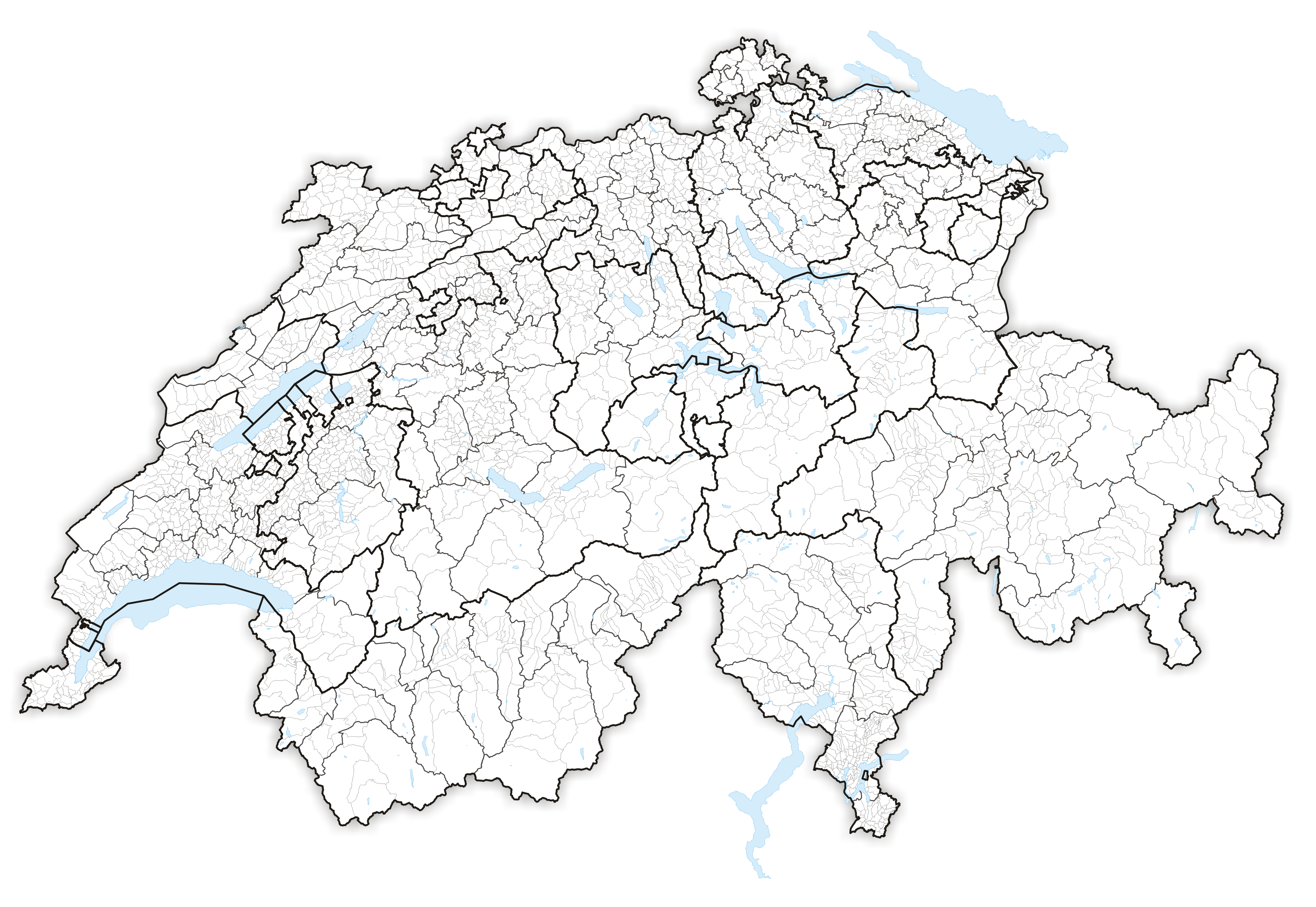
23 kwietnia 1972 do 31 maja 1972
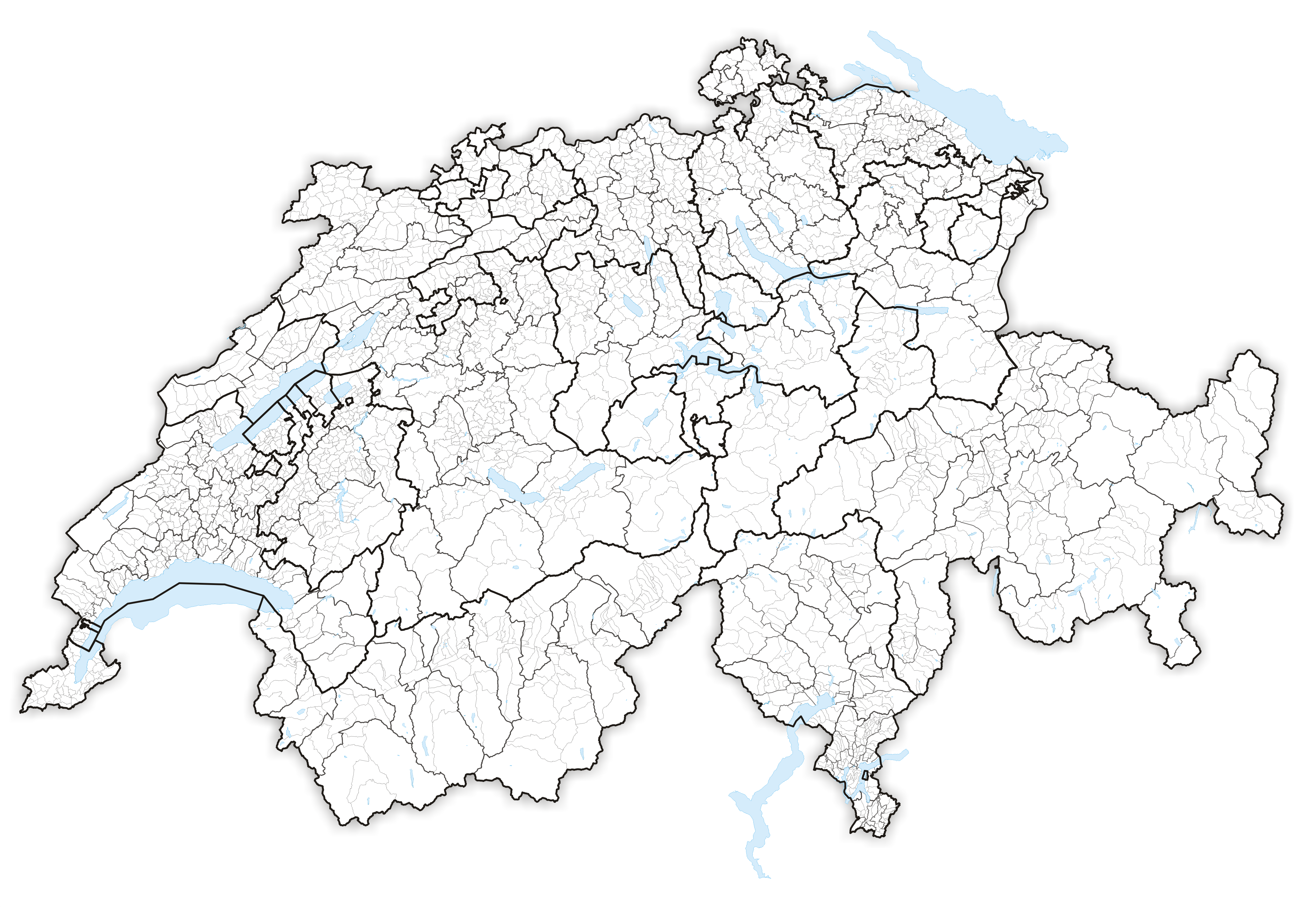
1 czerwca 1972 do 30 września 1972
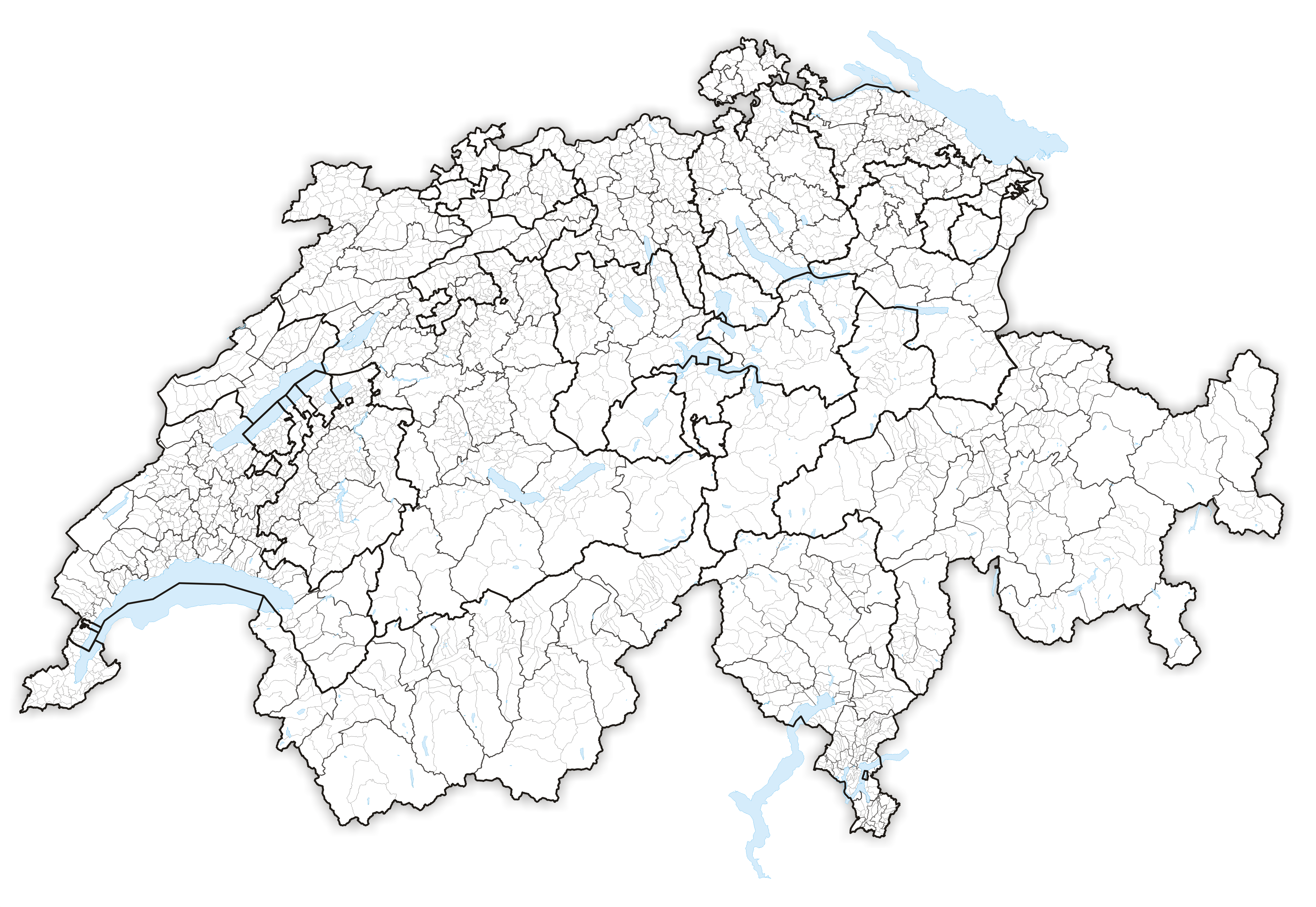
1 października 1972 do 31 grudnia 1972
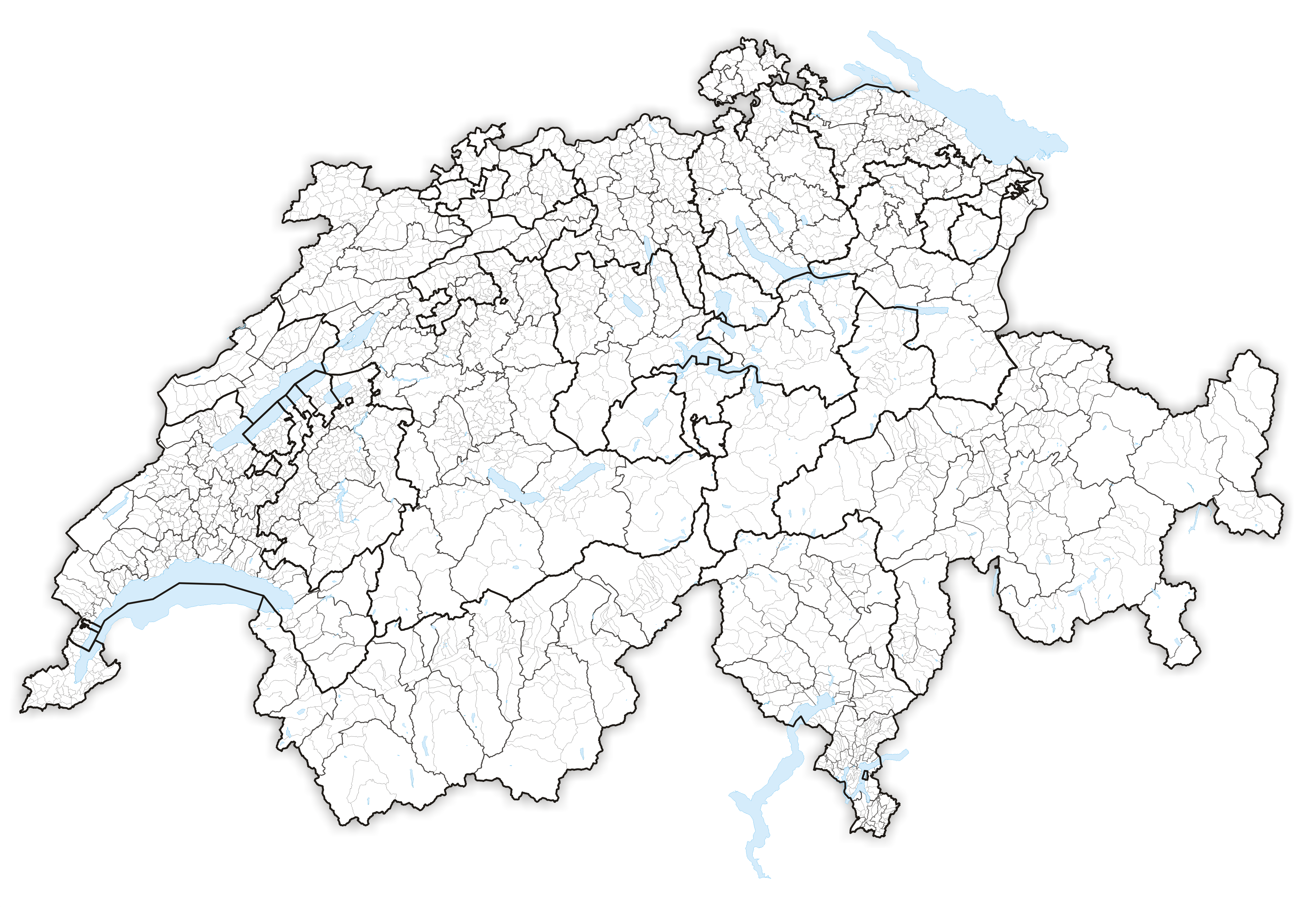
1 stycznia 1973 do 14 lutego 1974
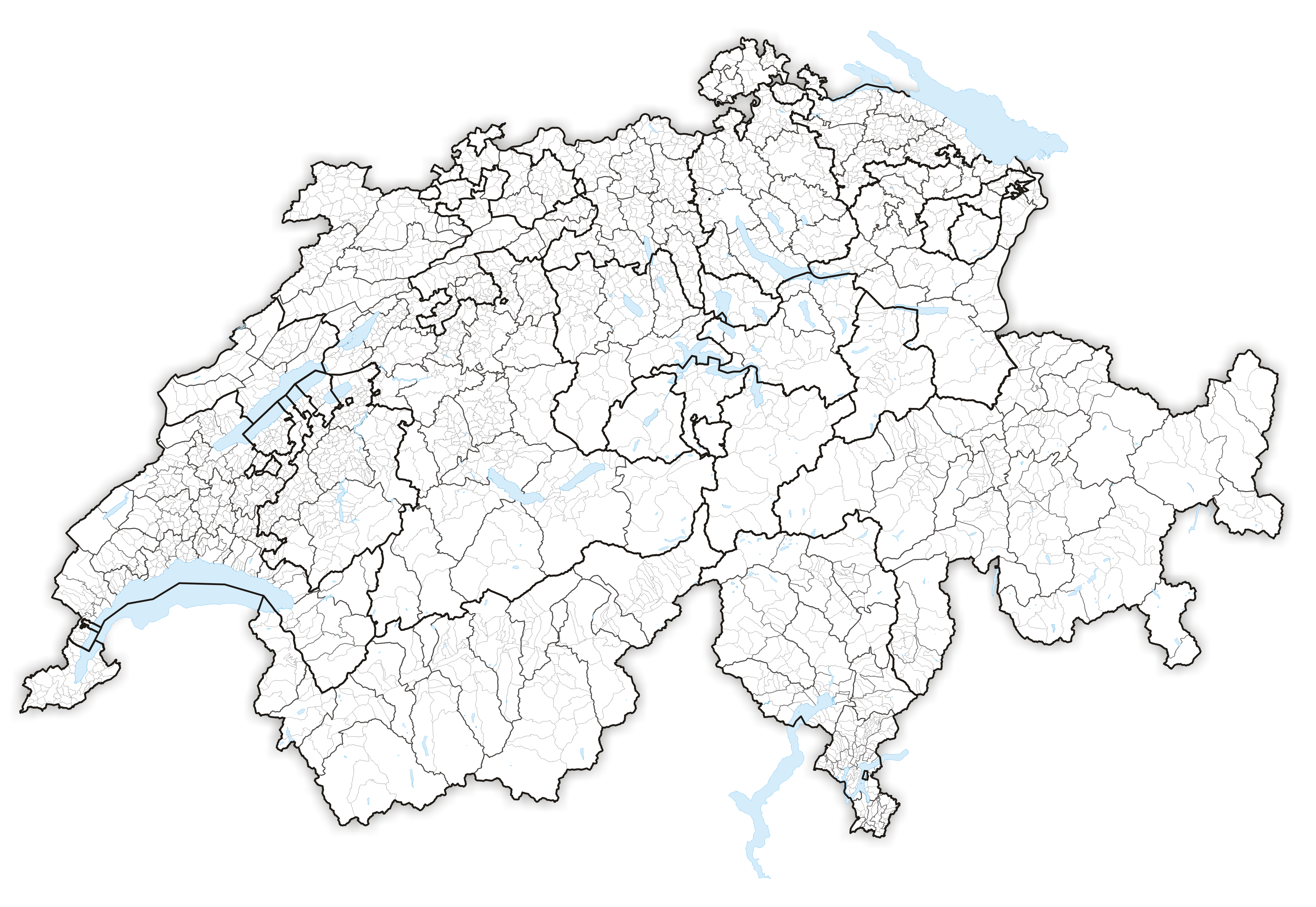
15 lutego 1974 do 31 grudnia 1974
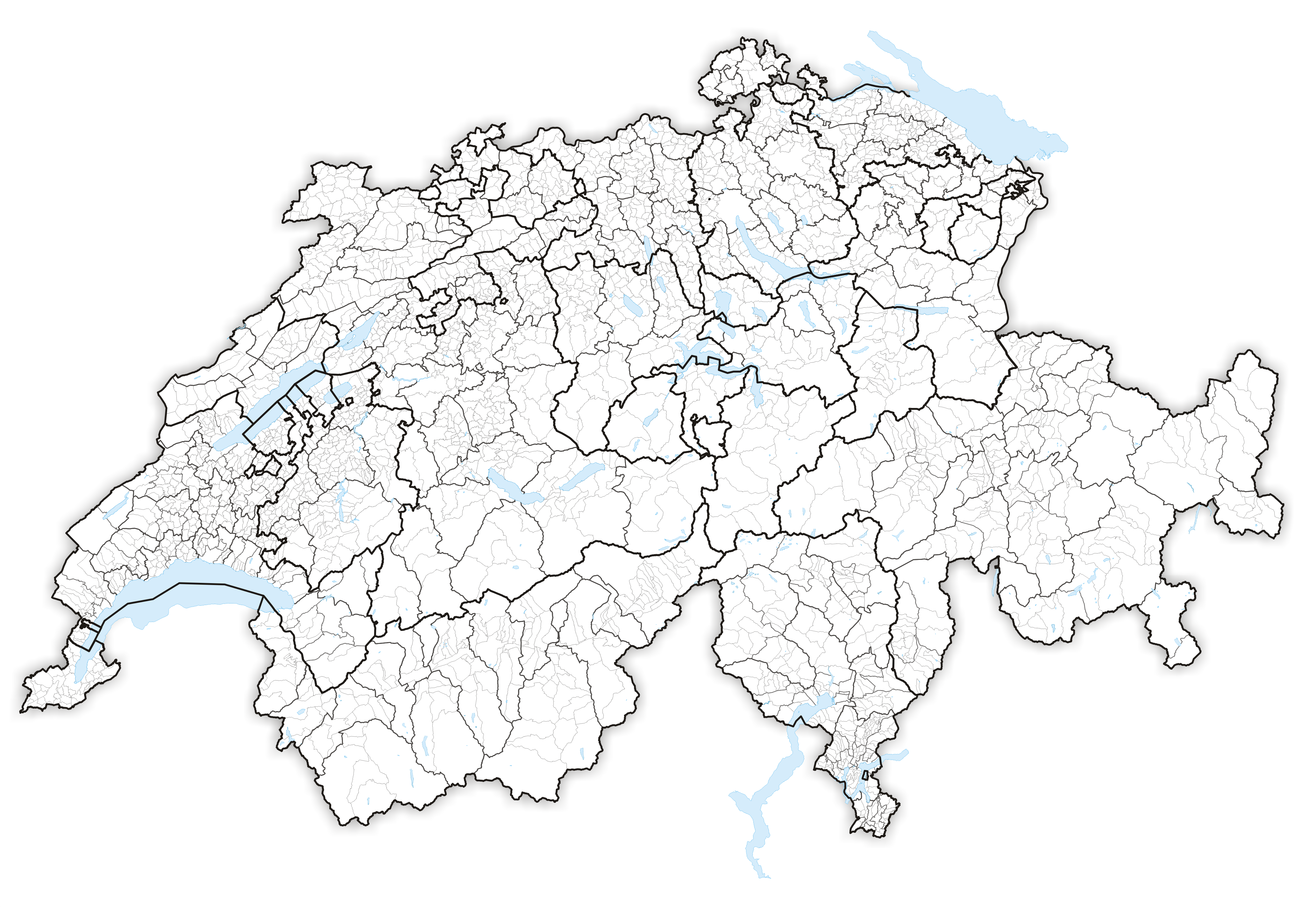
1 stycznia 1975 do 31 maja 1975
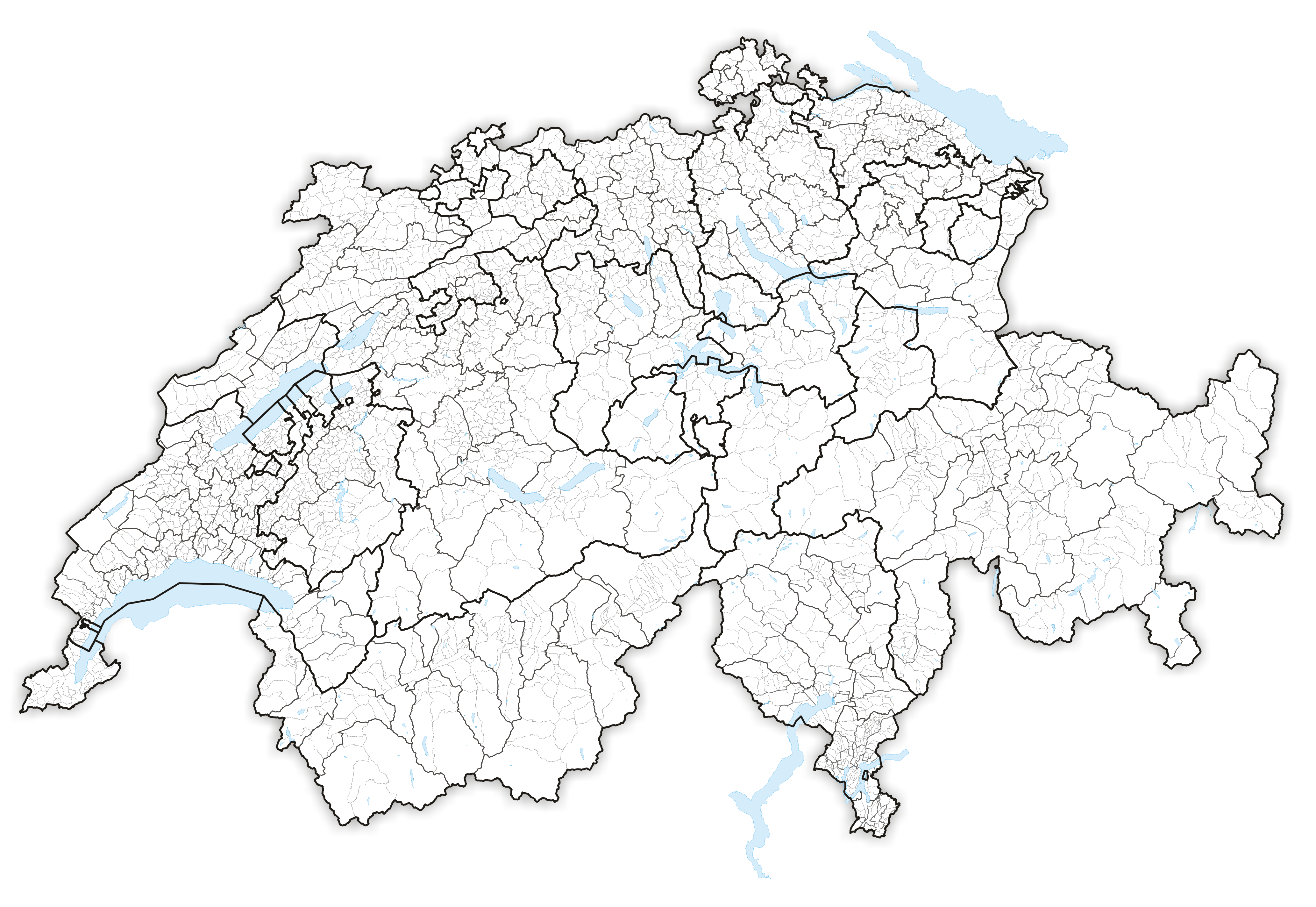
1 czerwca 1975 do 31 grudnia 1975
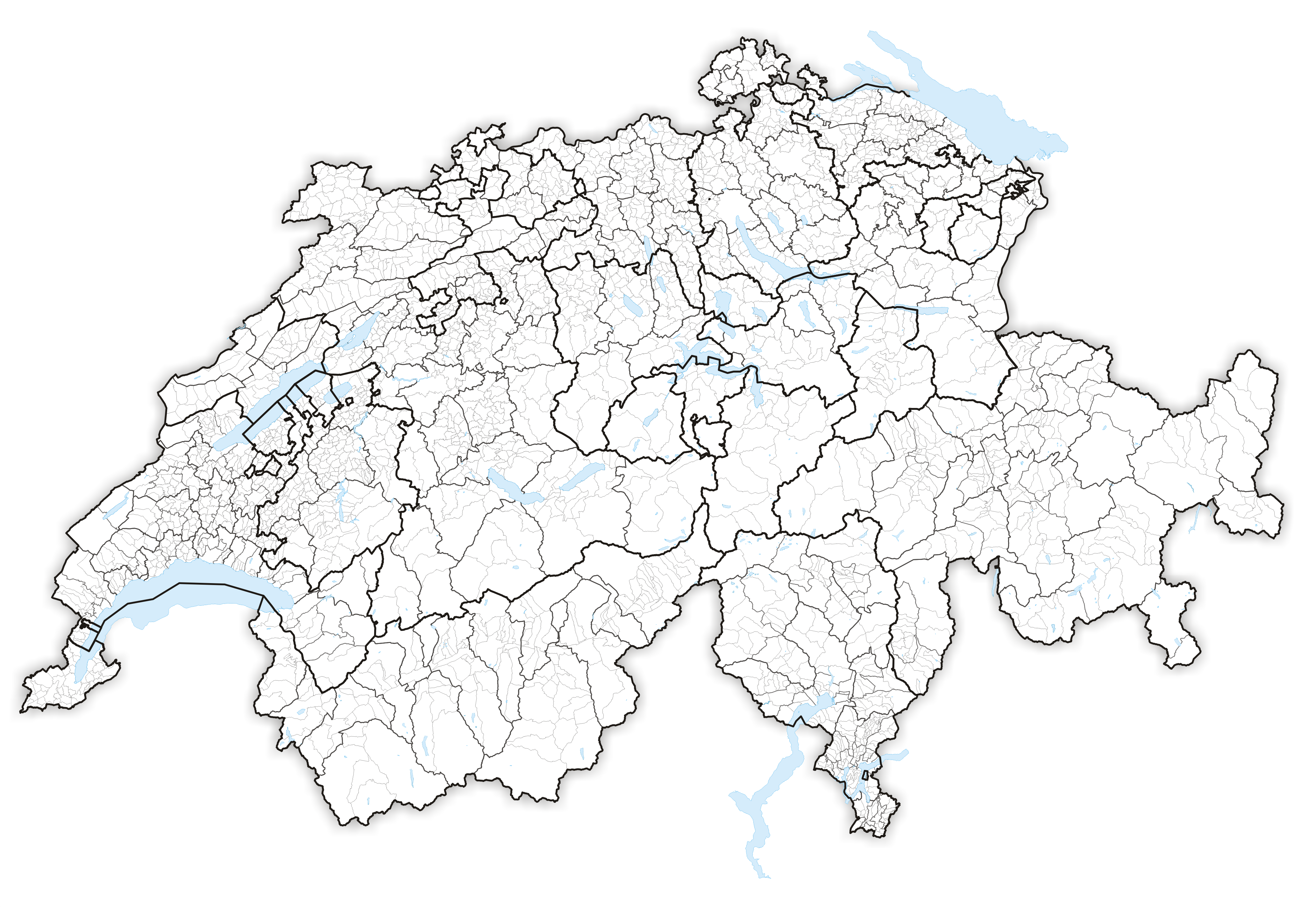
1 stycznia 1976 do 3 kwietnia 1976
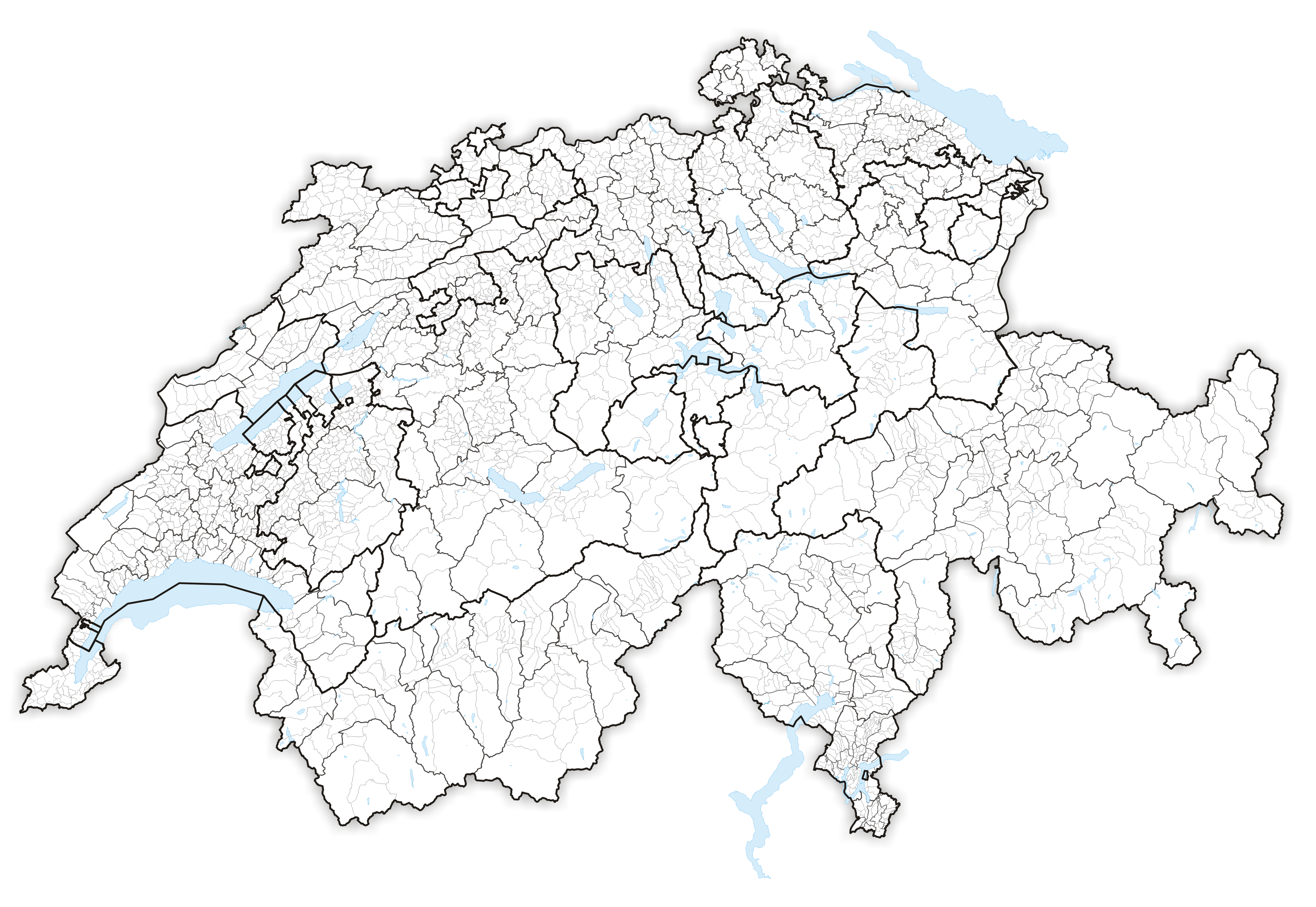
4 kwietnia 1976 do 31 grudnia 1976
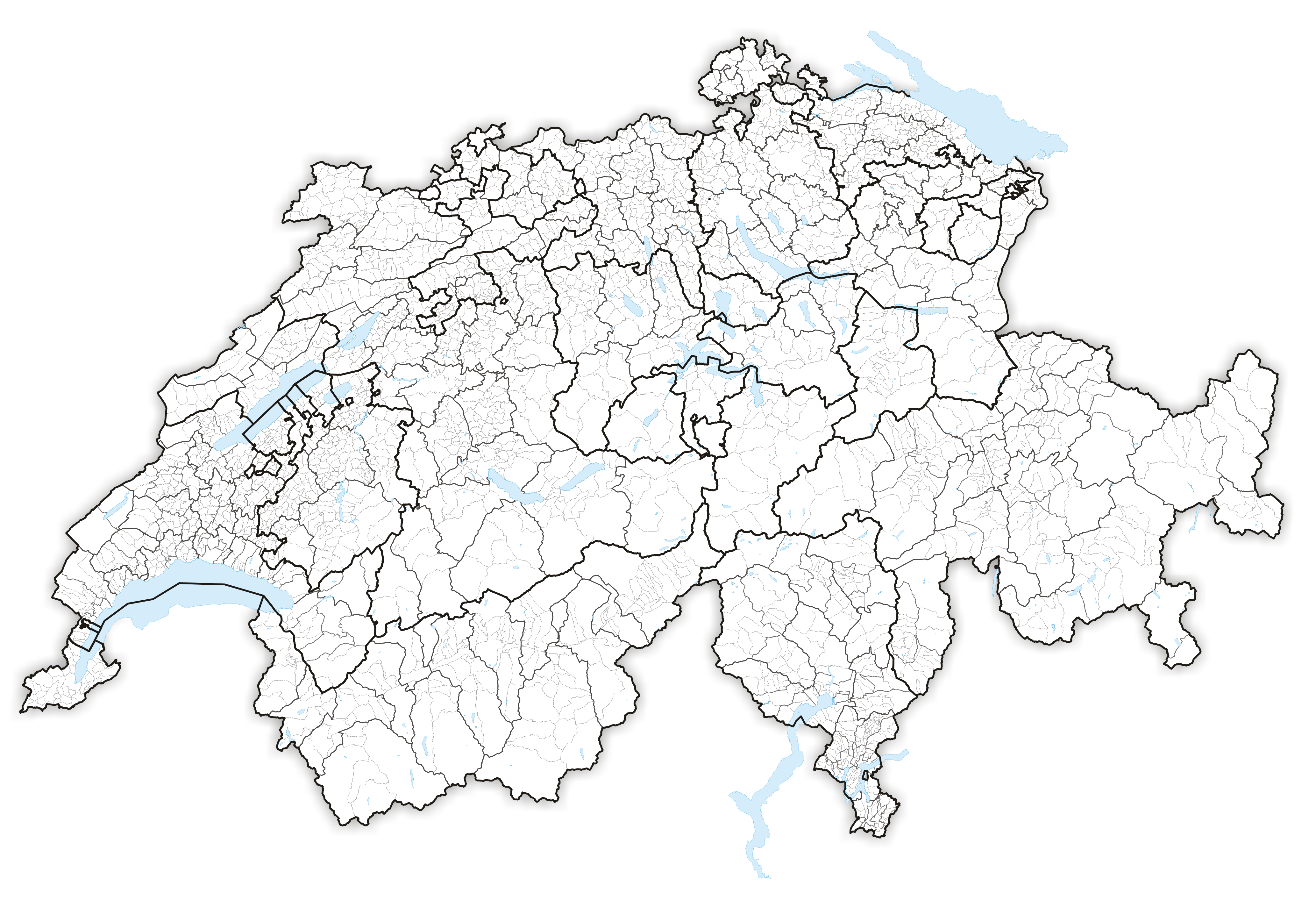
1 stycznia 1977 do 23 października 1977
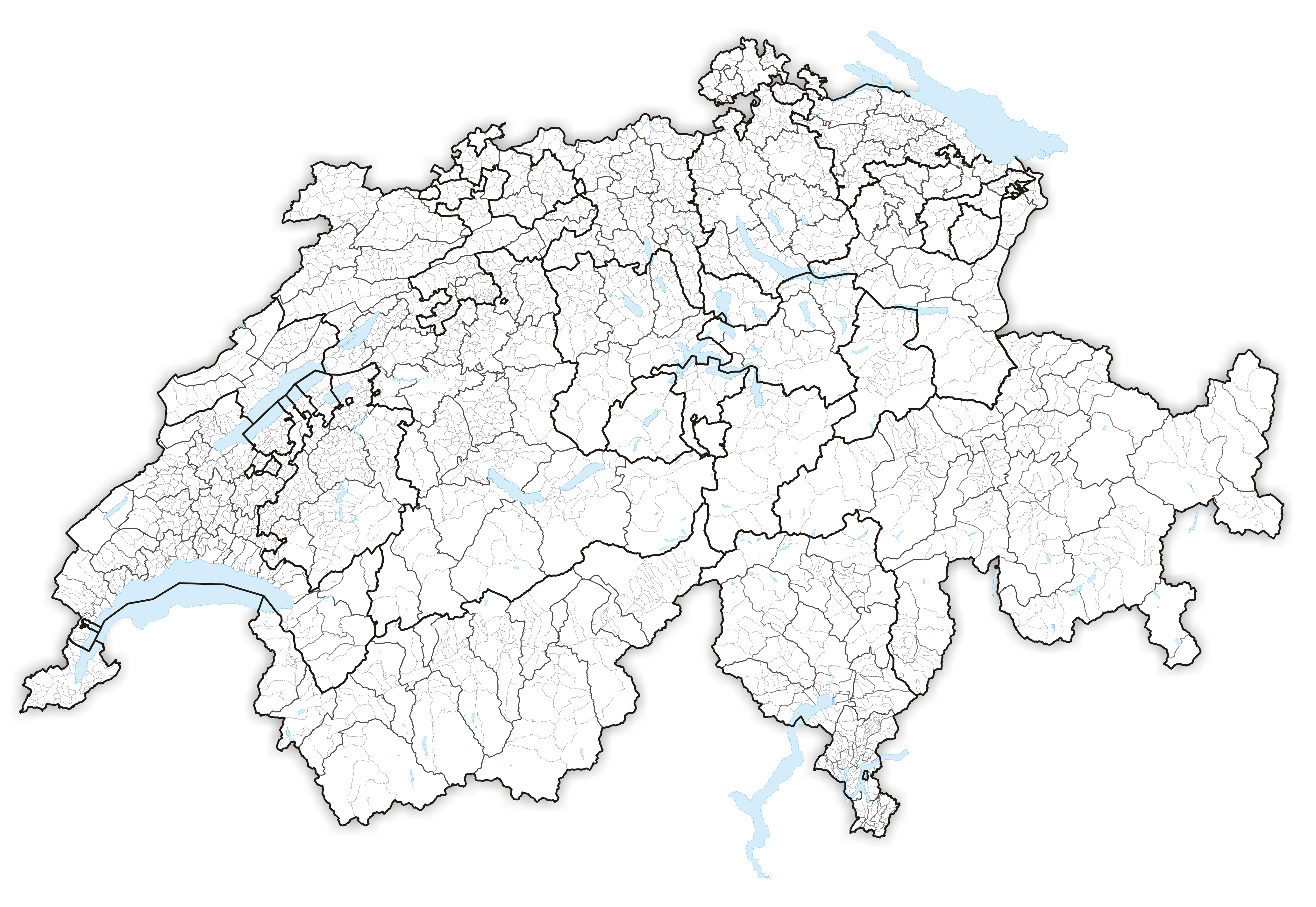
24 października 1977 do 31 grudnia 1977
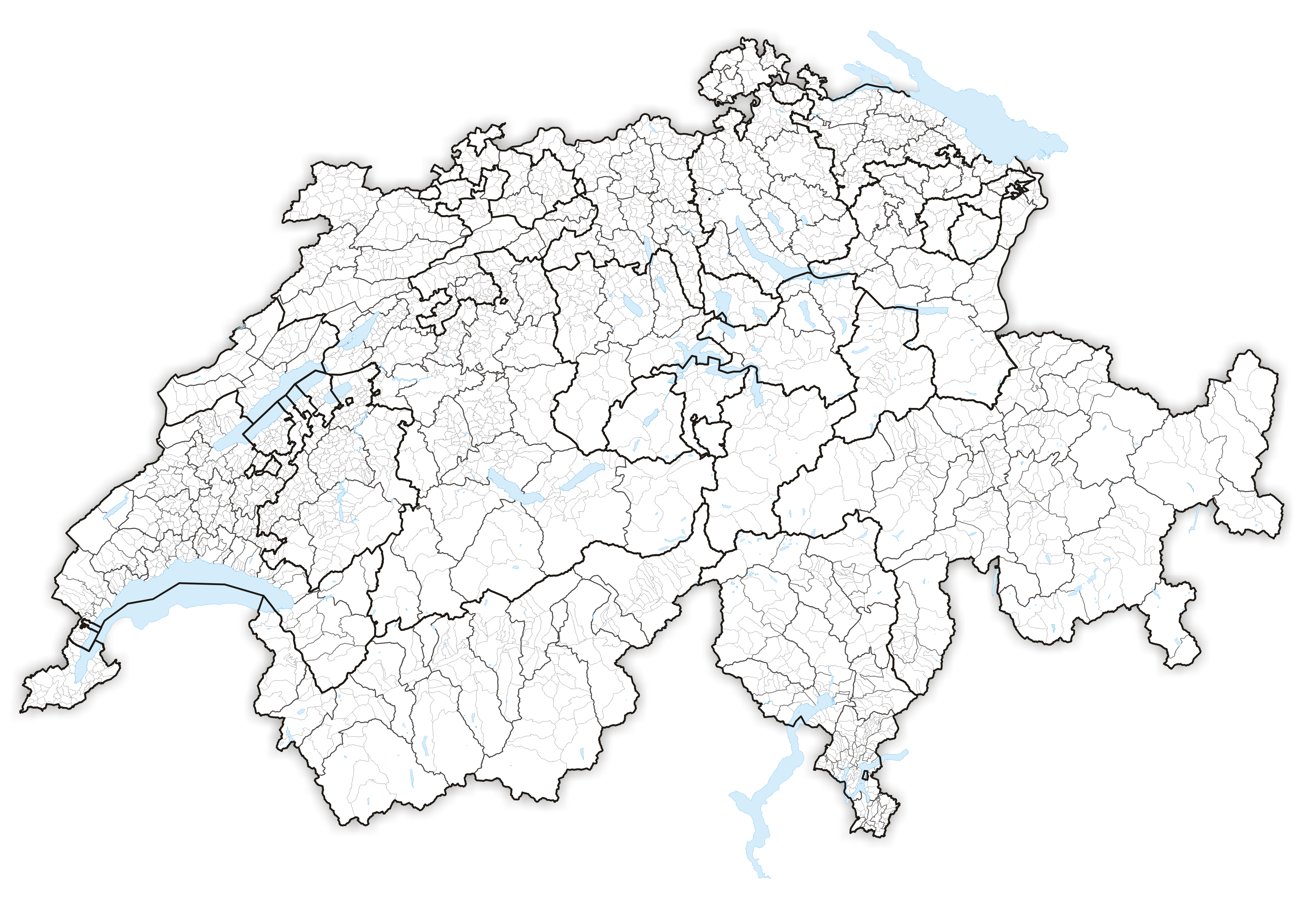
1 stycznia 1978 do 31 grudnia 1978
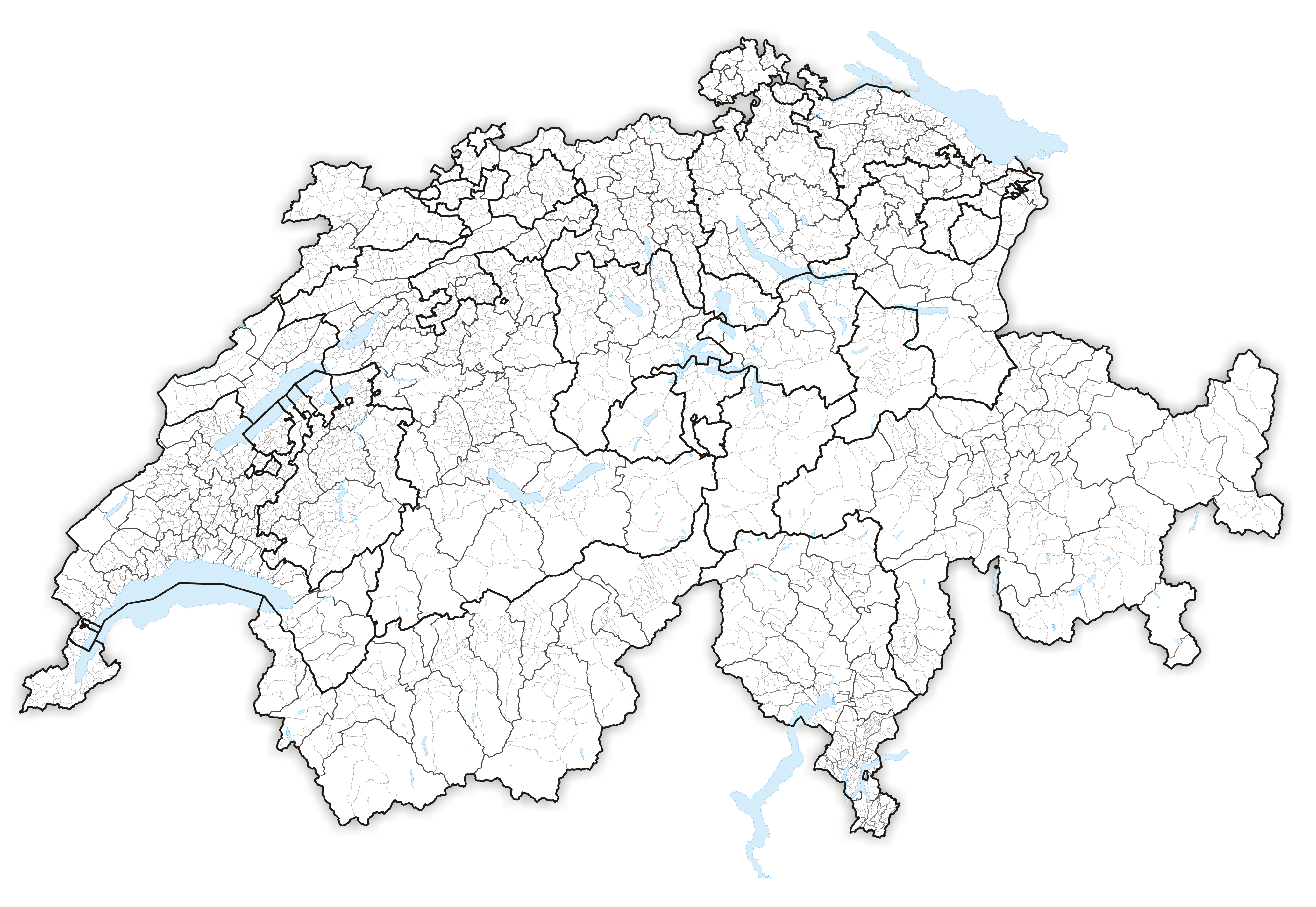
1 stycznia 1979 do 31 maja 1979
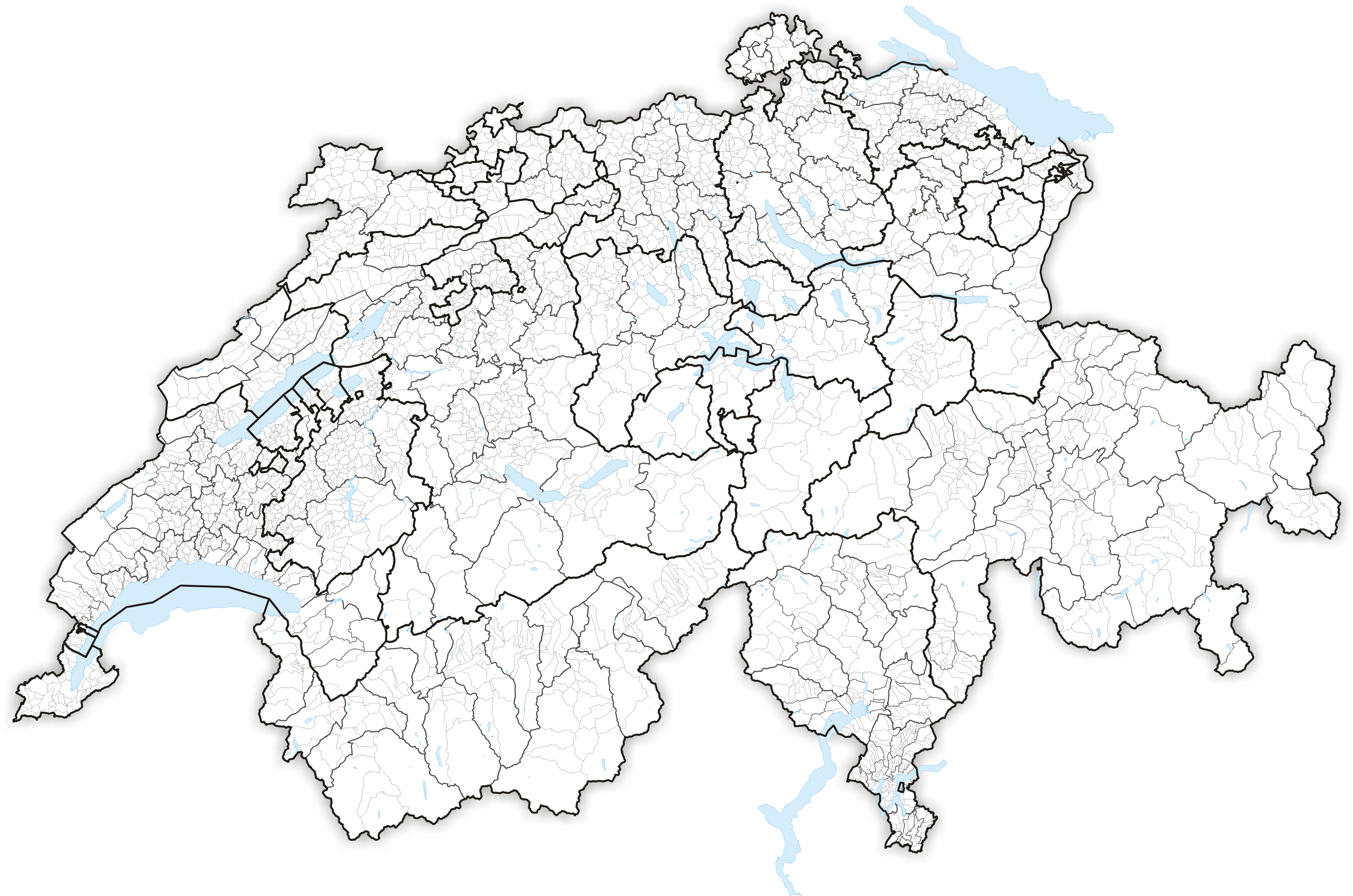
1 czerwca 1979 do 31 grudnia 1979
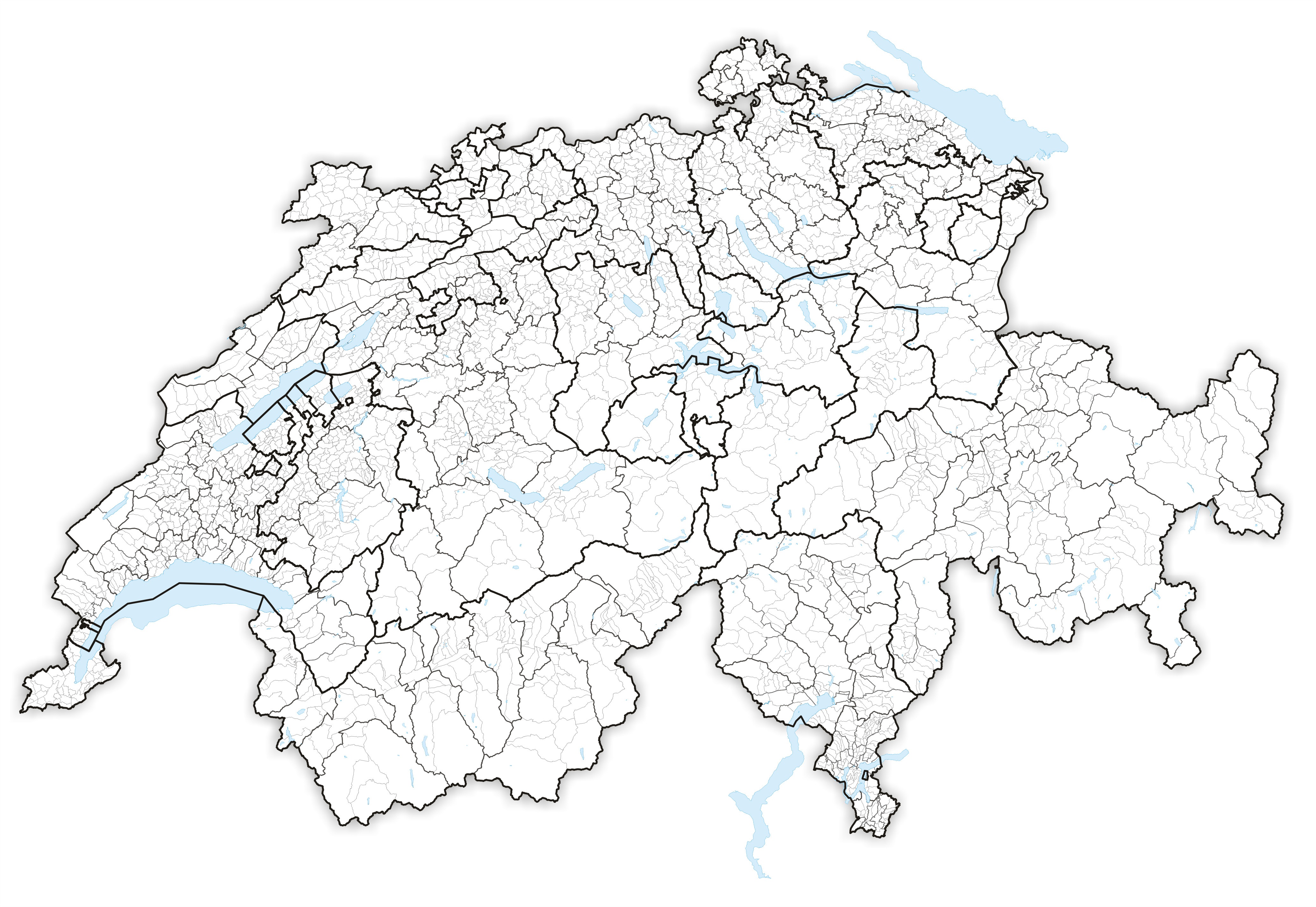
1 stycznia 1980 do 31 grudnia 1980
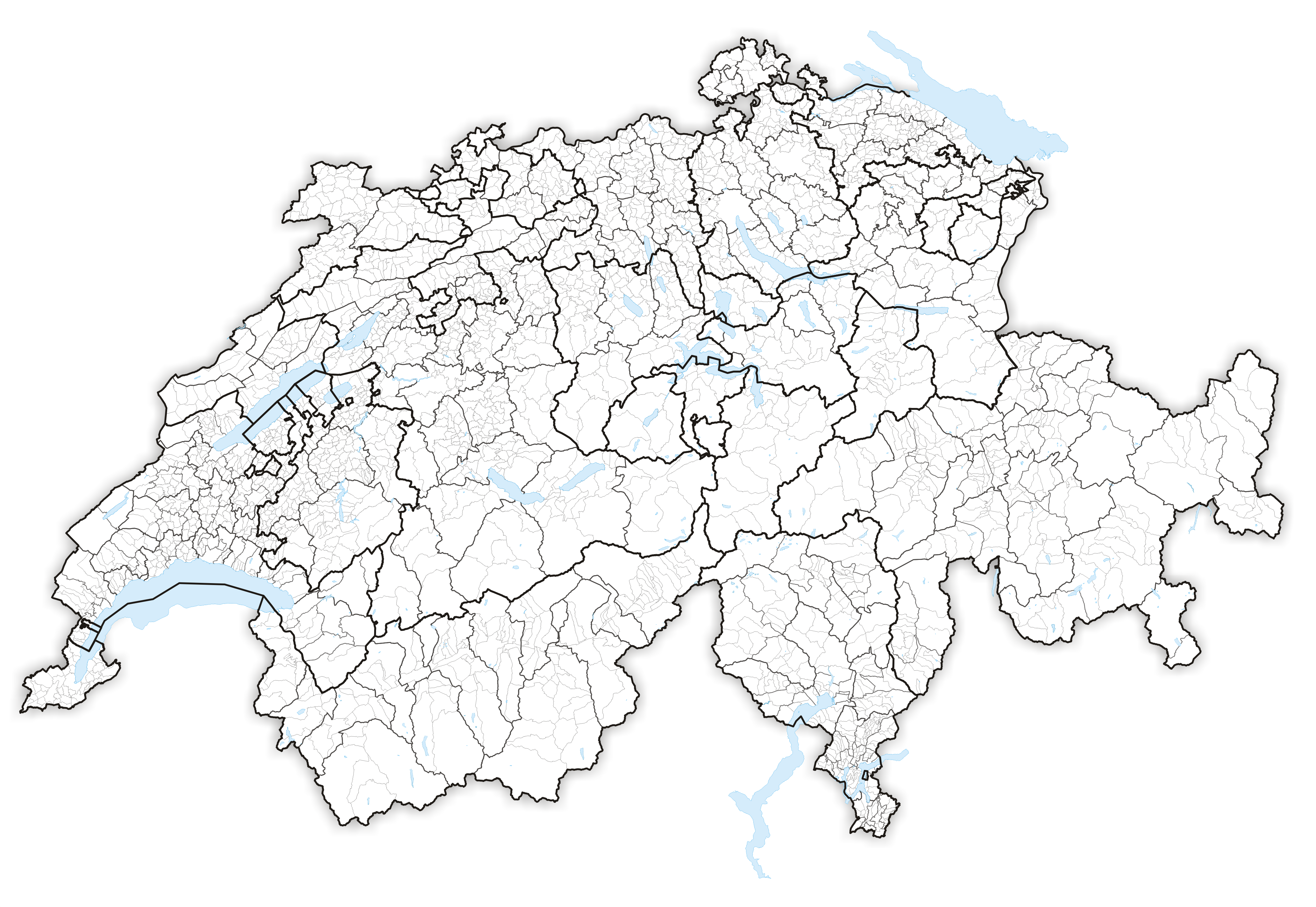
1 stycznia 1981 do 31 grudnia 1981
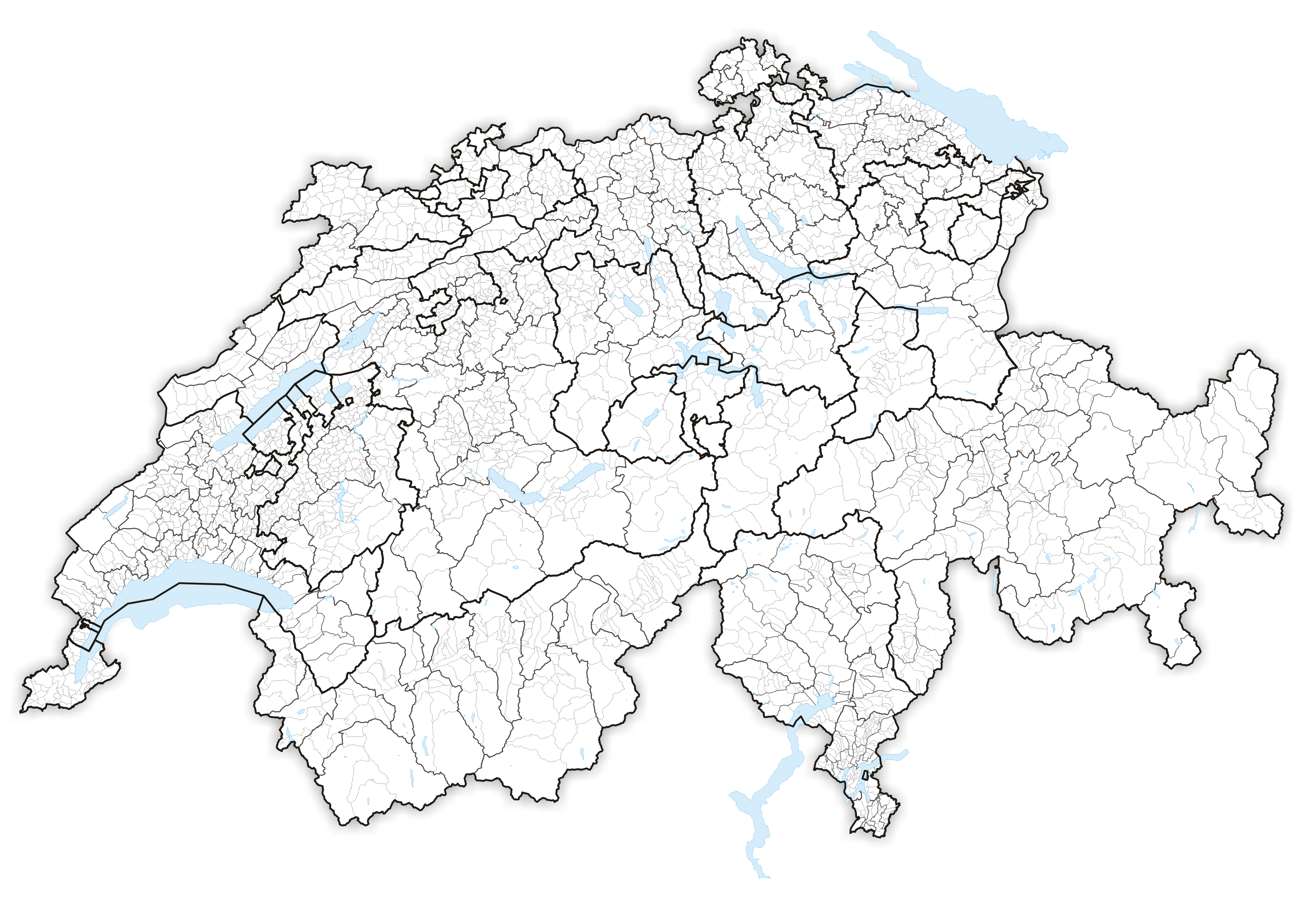
1 stycznia 1982 do 24 lutego 1982
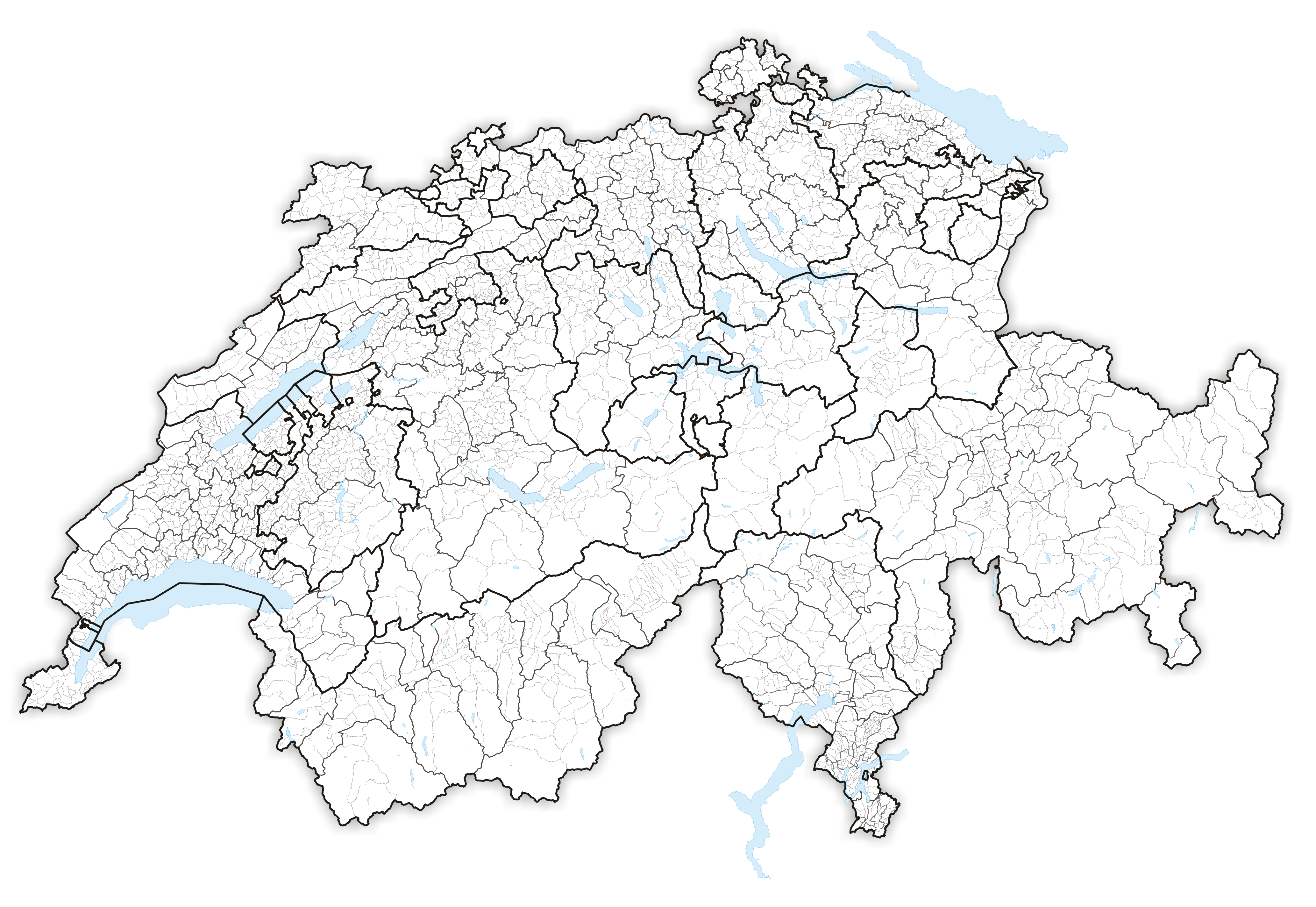
25 lutego 1982 do 31 grudnia 1982
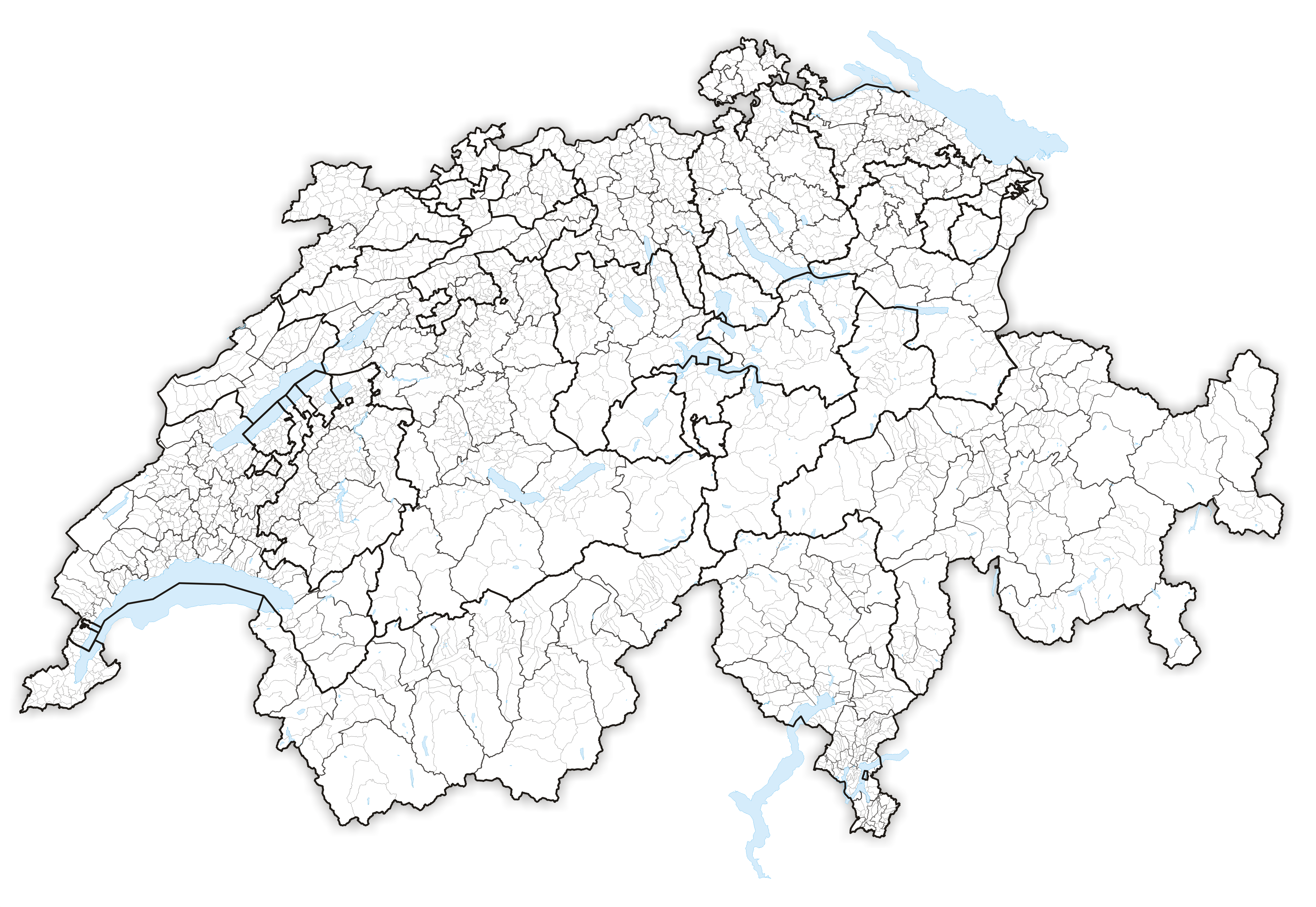
1 stycznia 1983 do 31 maja 1983
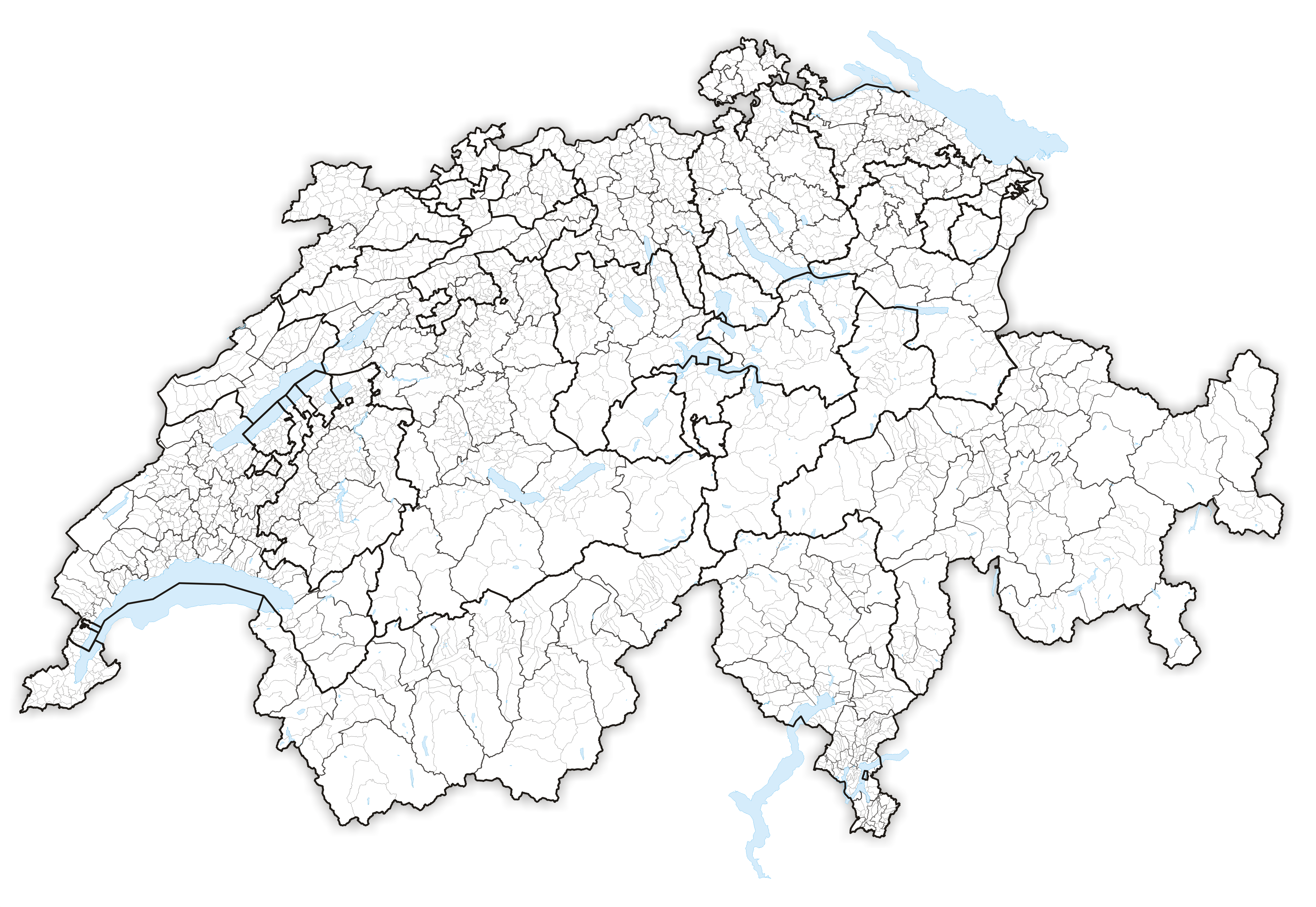
1 czerwca 1983 do 31 grudnia 1983
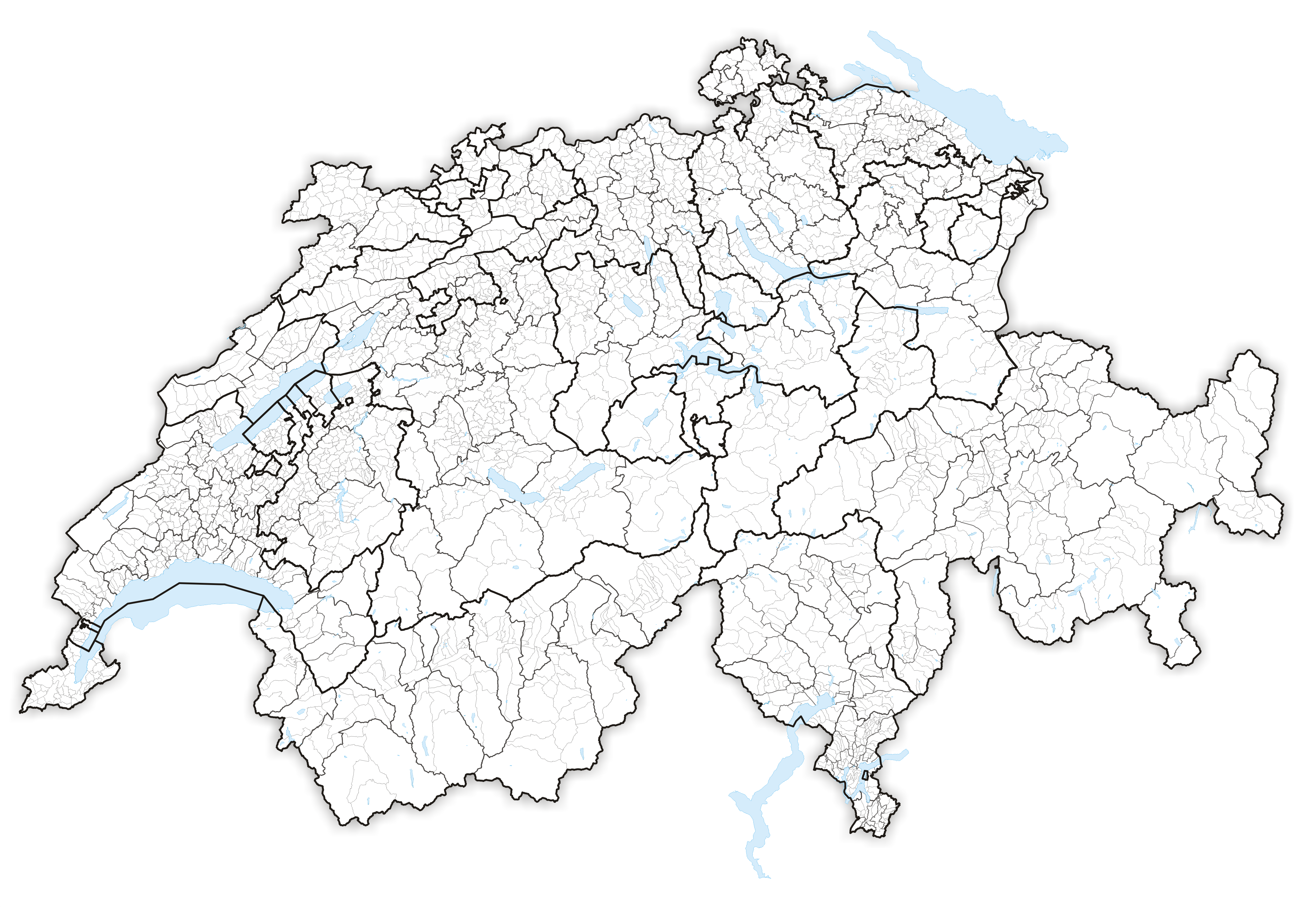
1 stycznia 1984 do 31 grudnia 1985
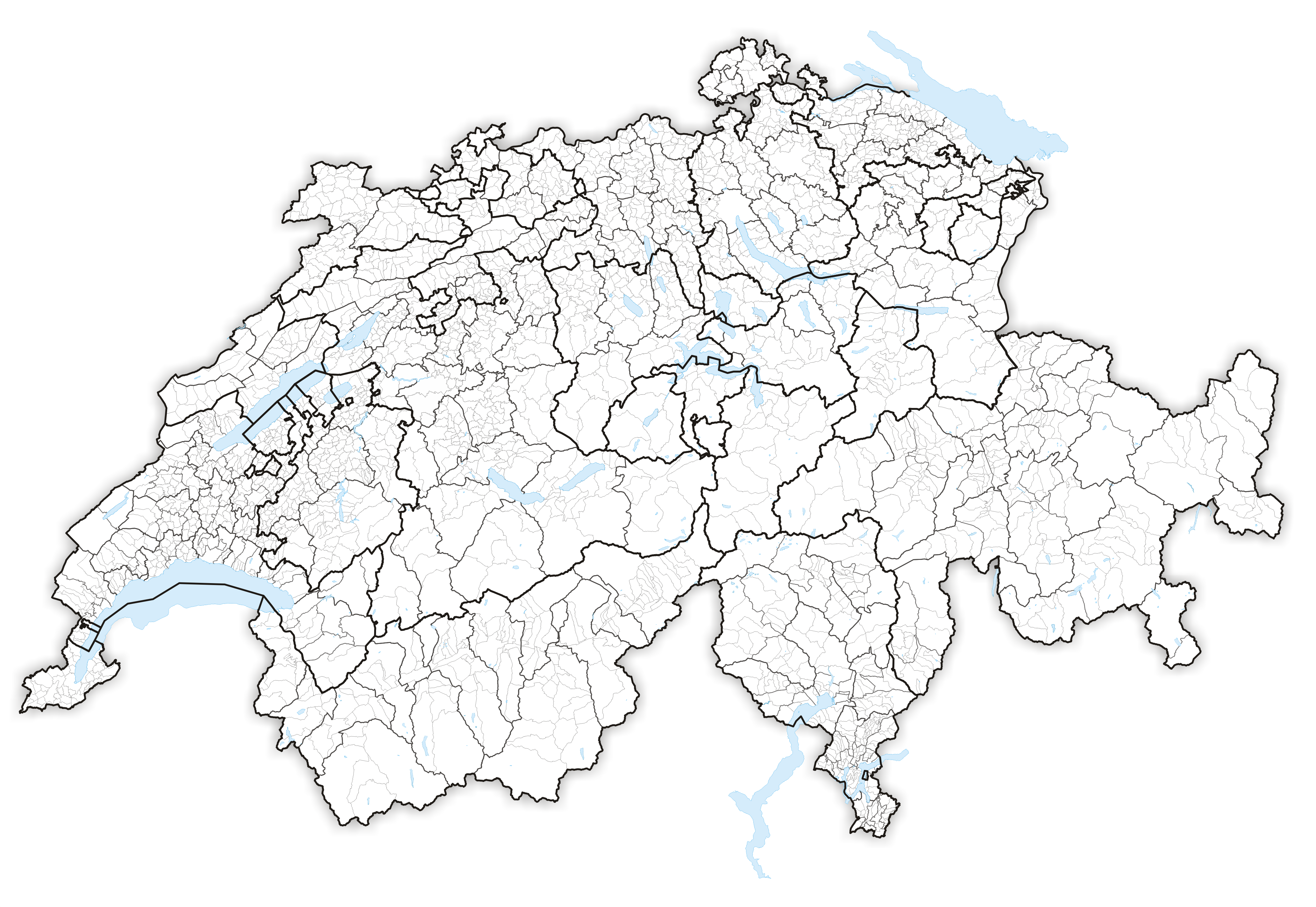
1 stycznia 1986 do 31 grudnia 1988
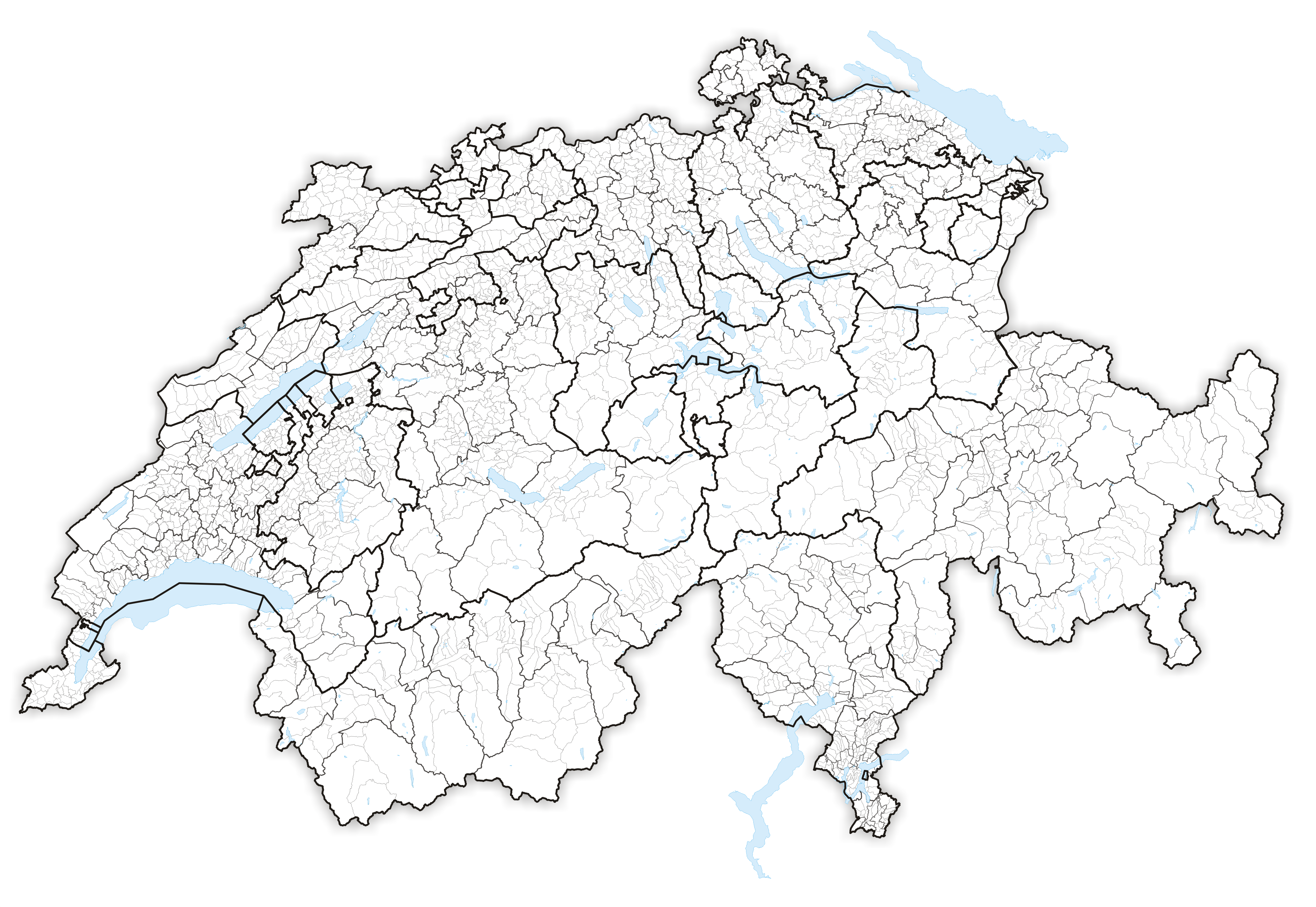
1 stycznia 1989 do 31 grudnia 1989
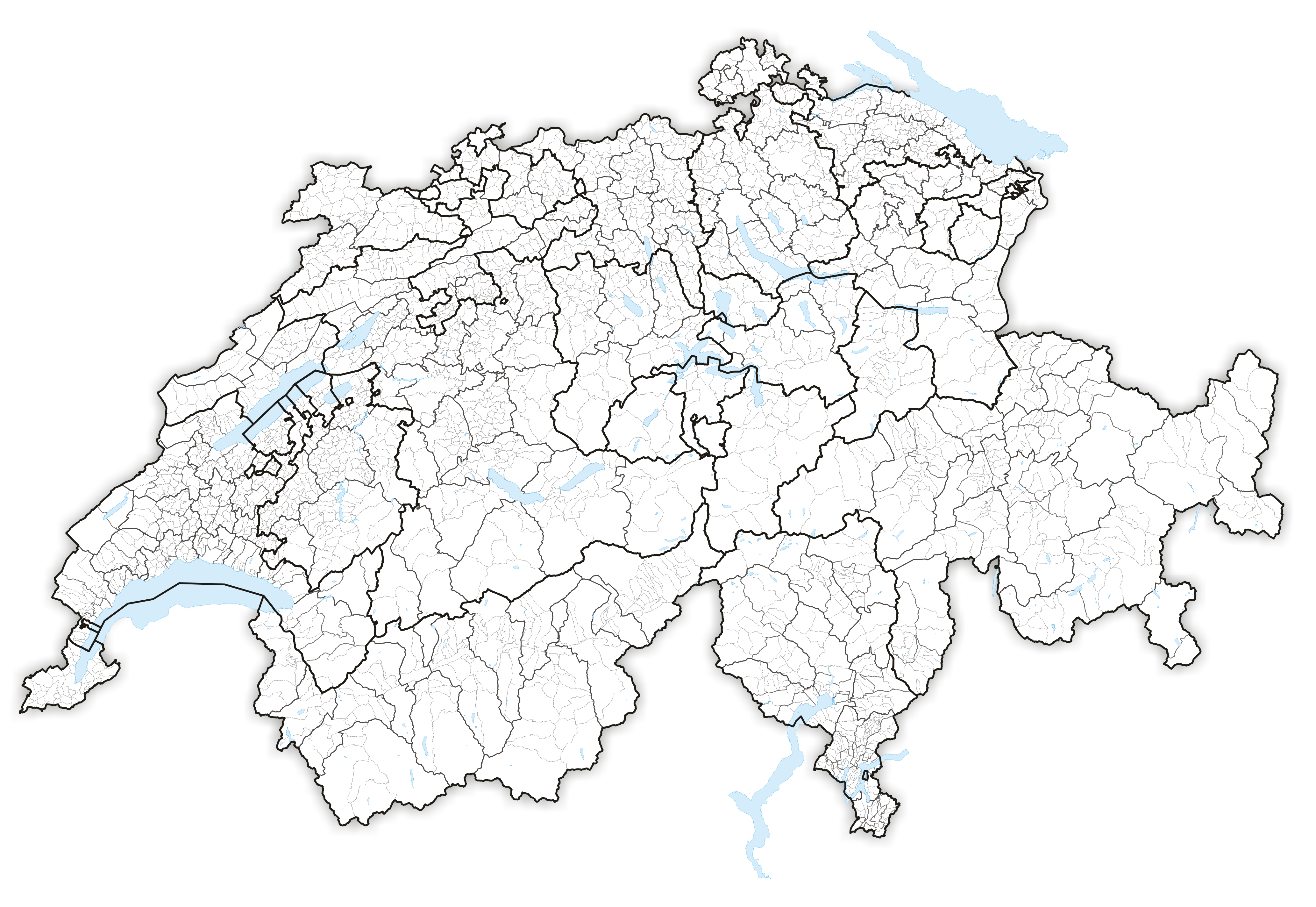
1 stycznia 1990 do 31 grudnia 1990
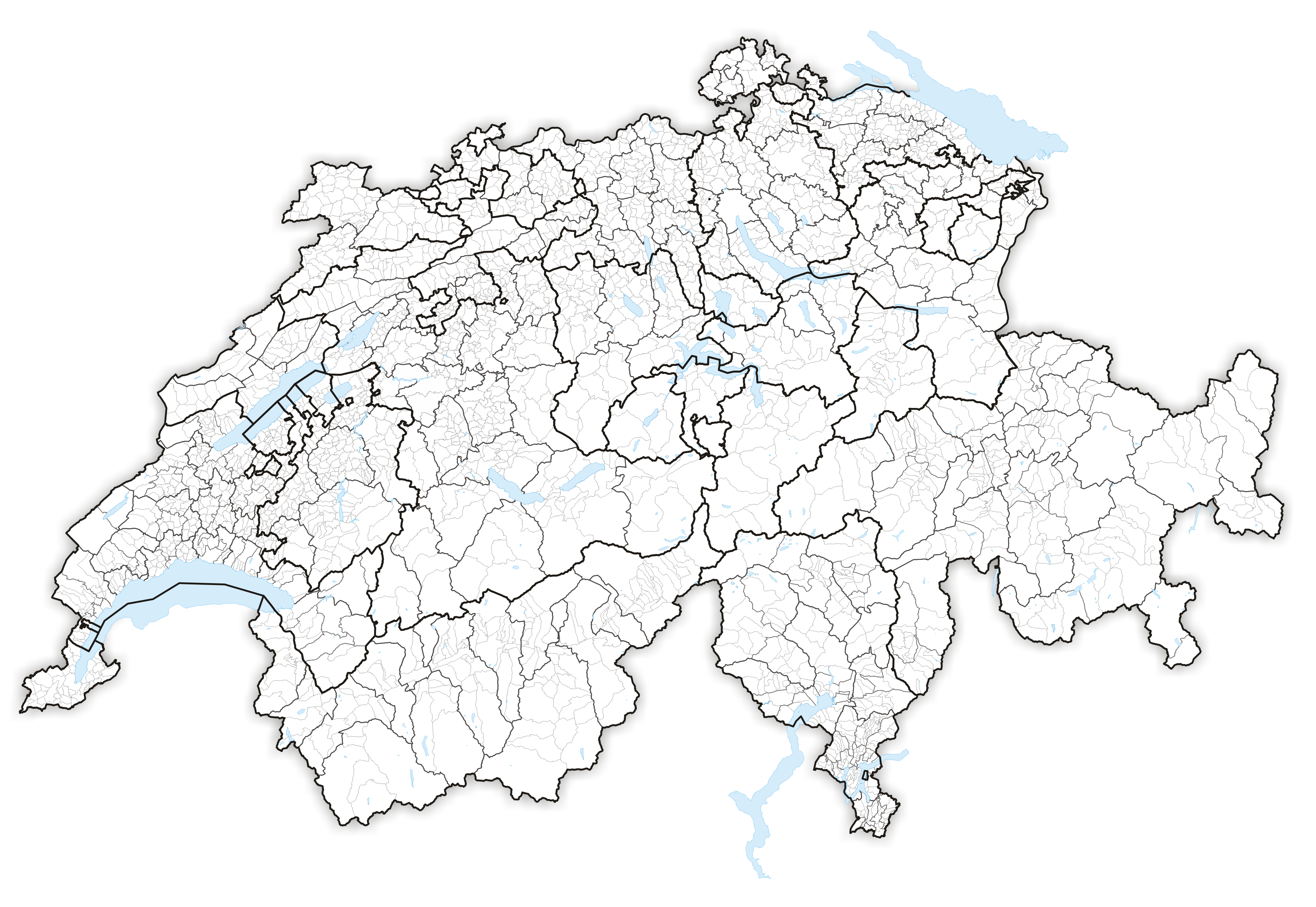
1 stycznia 1991 do 31 grudnia 1991
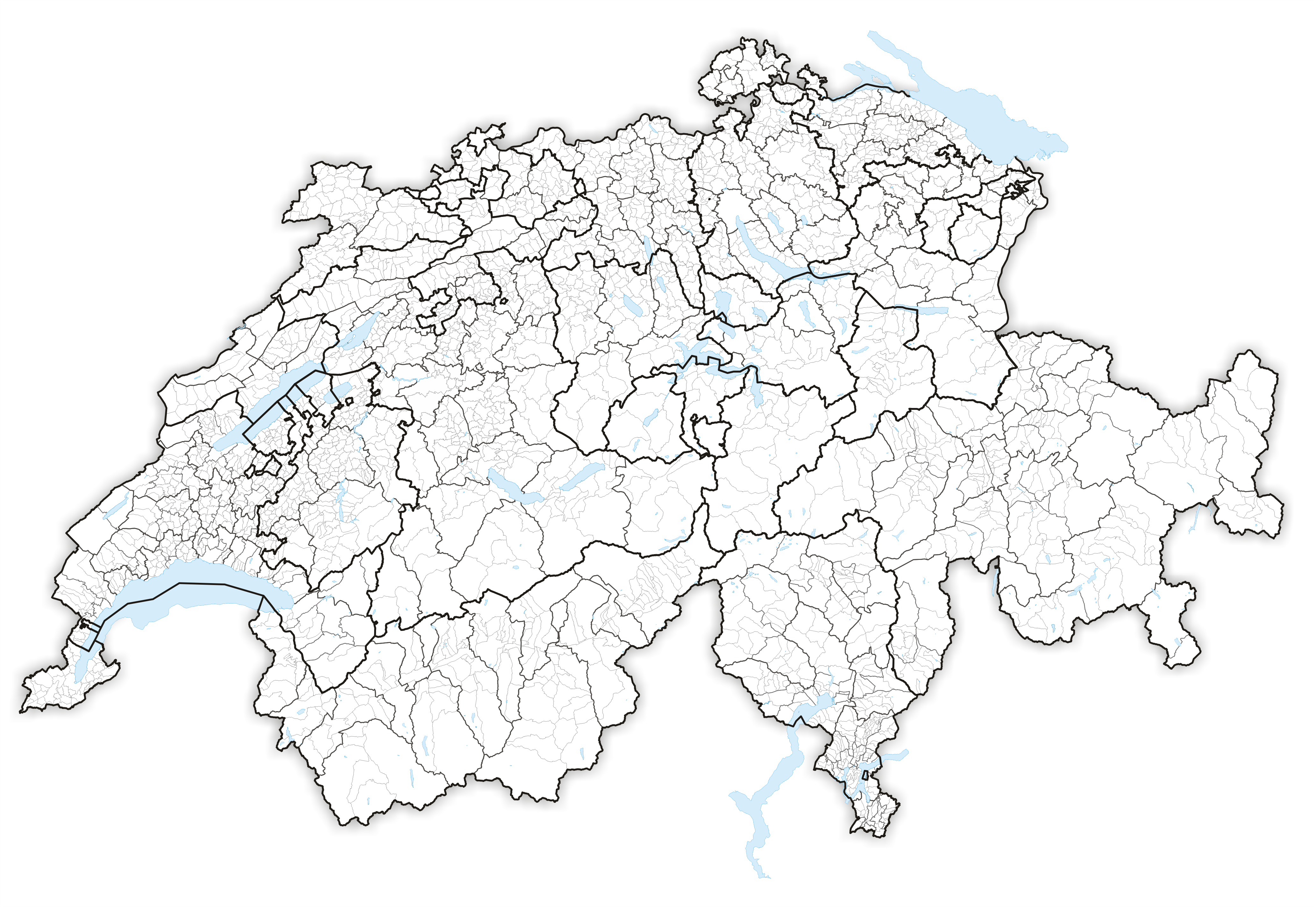
1 stycznia 1992 do 31 grudnia 1992
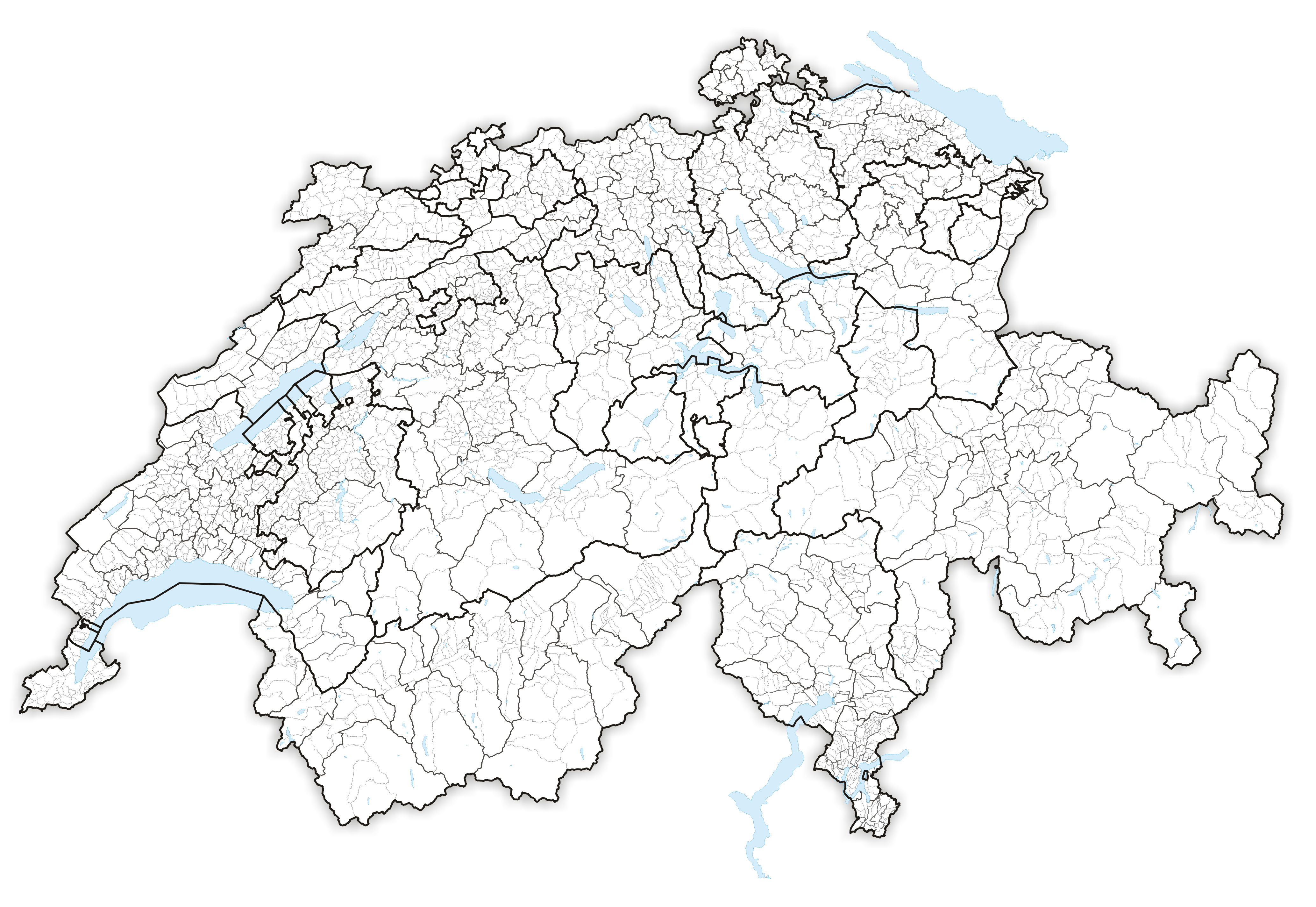
1 stycznia 1993 do 31 grudnia 1993
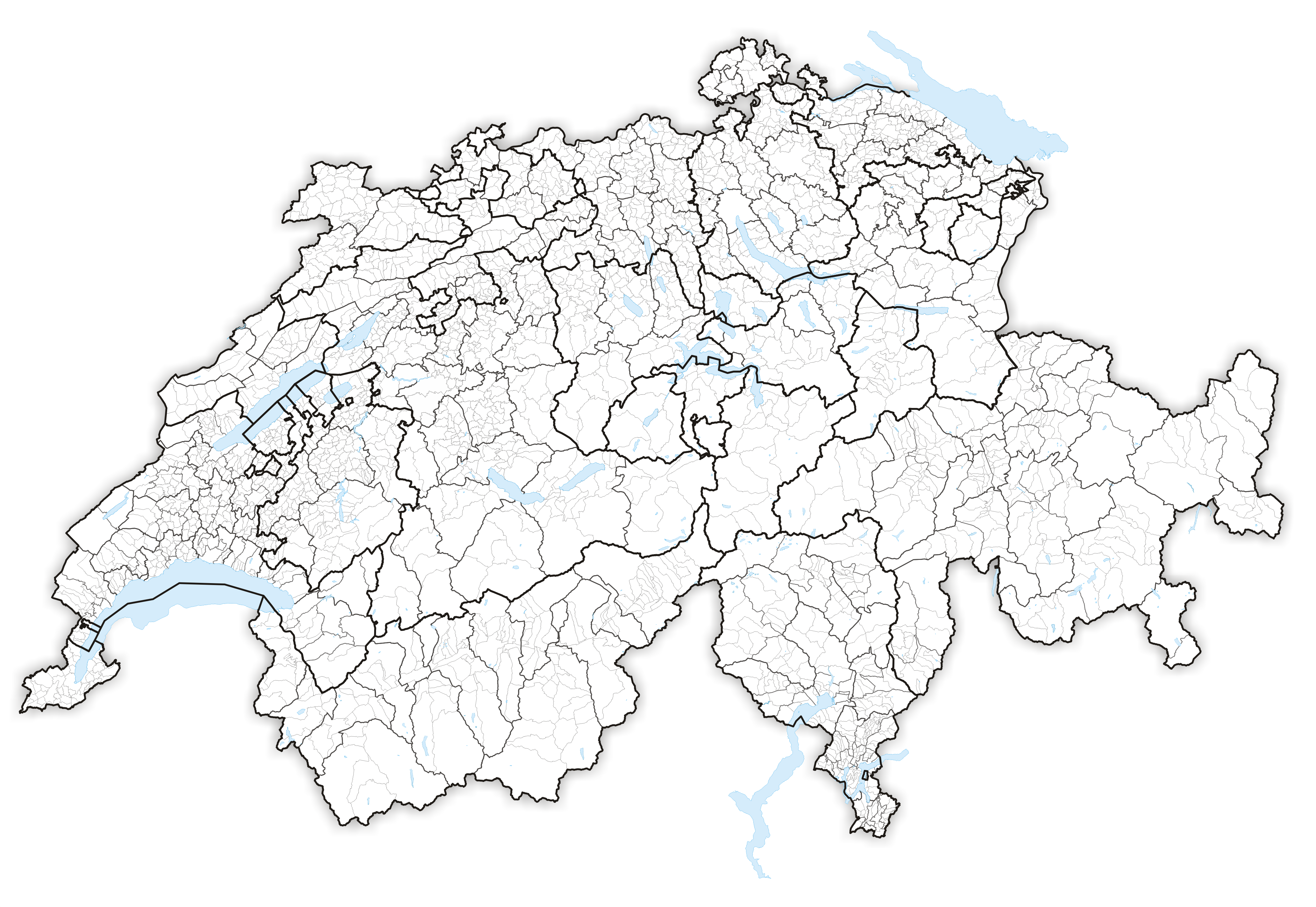
1 stycznia 1994 do 31 sierpnia 1994
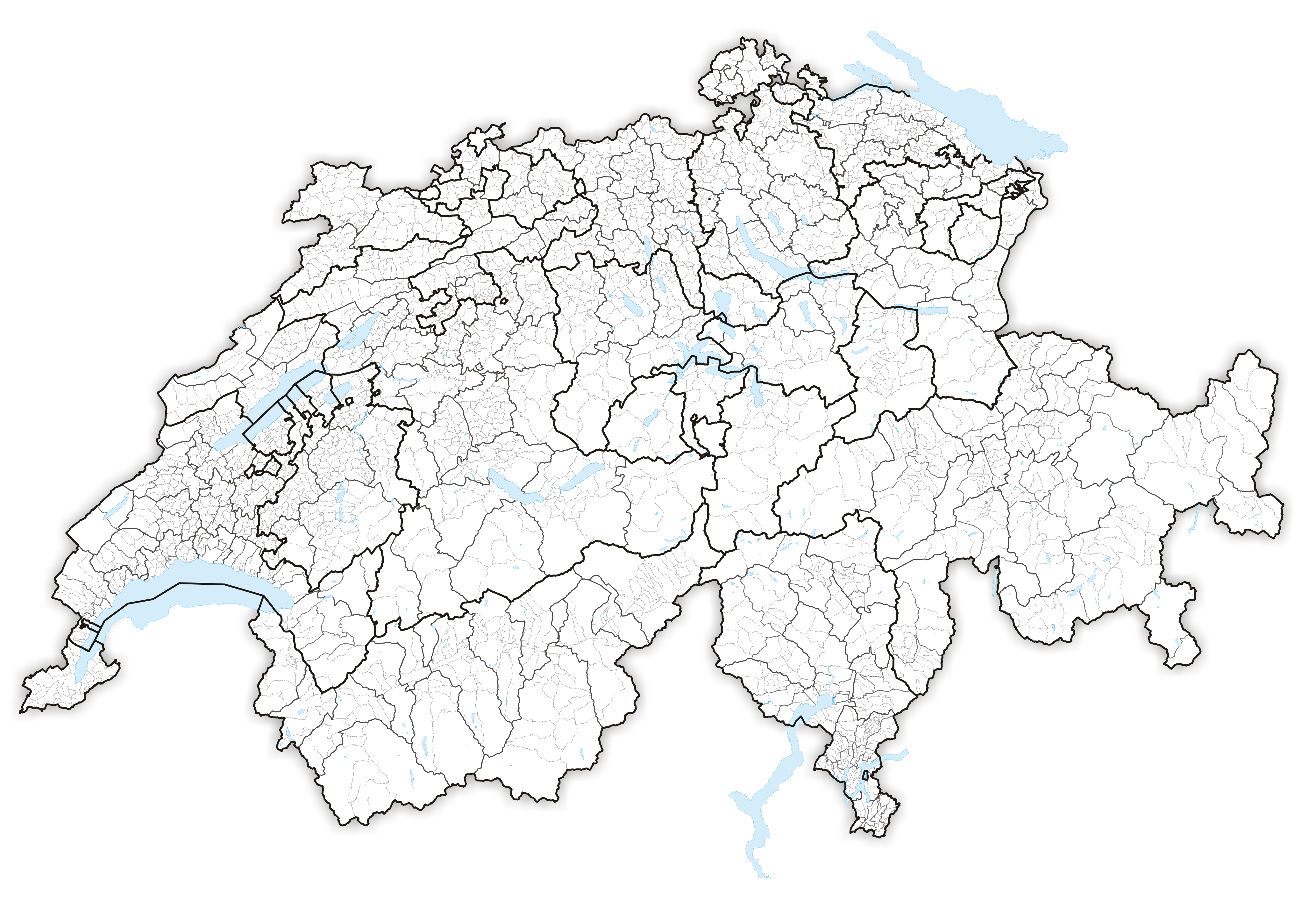
1 września 1994 do 31 grudnia 1994
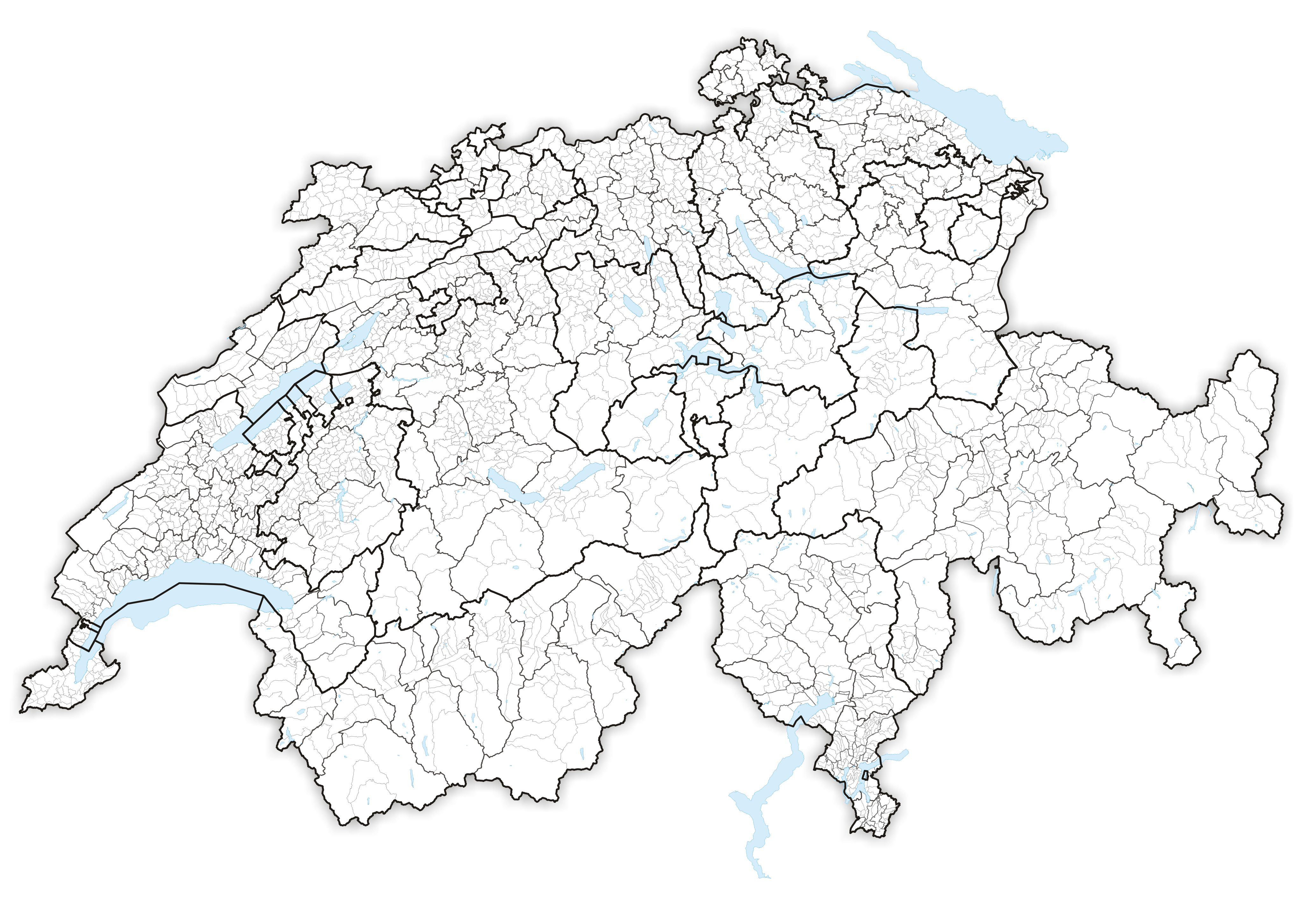
1 stycznia 1995 do 31 maja 1995
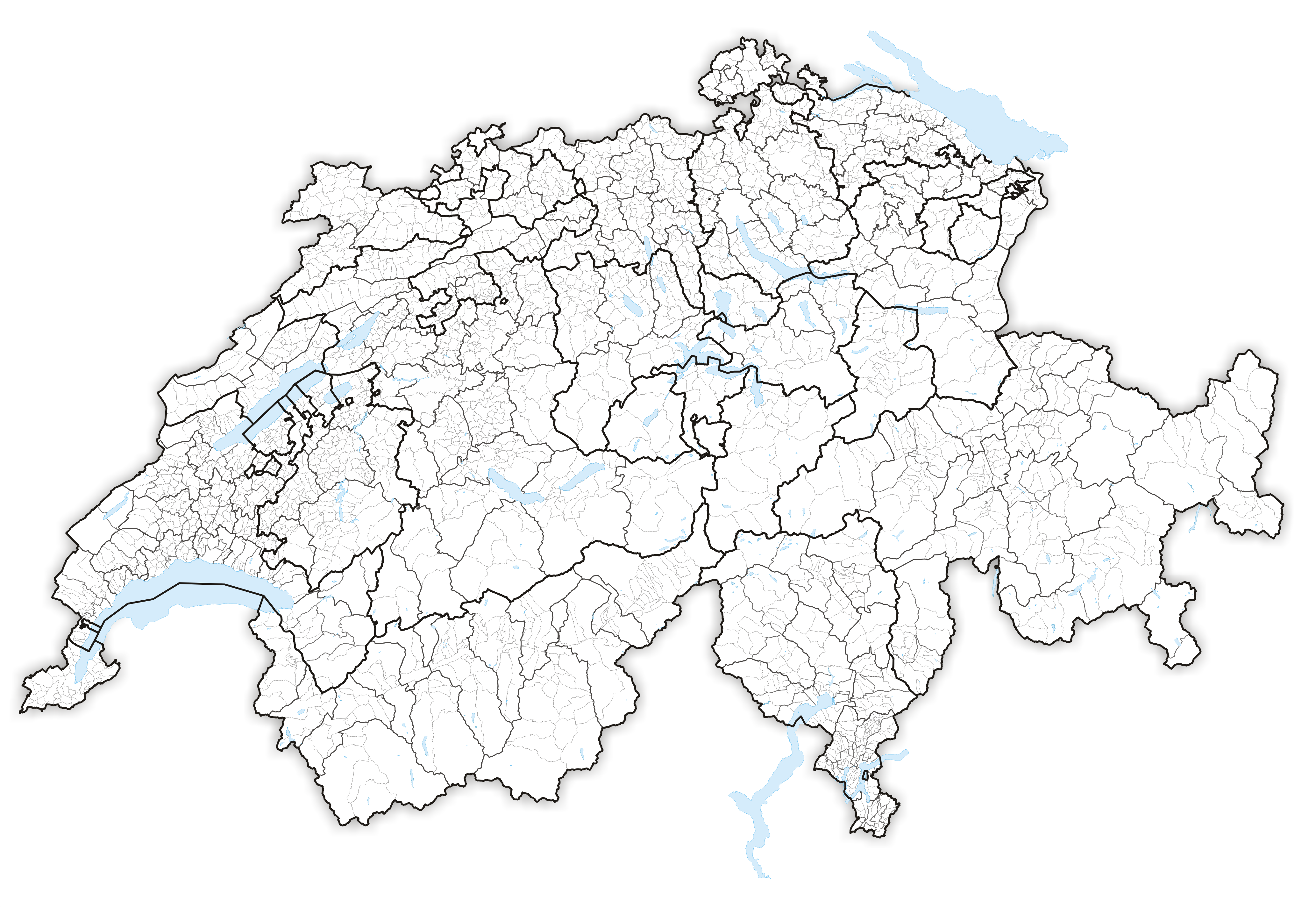
1 czerwca 1995 do 31 grudnia 1995
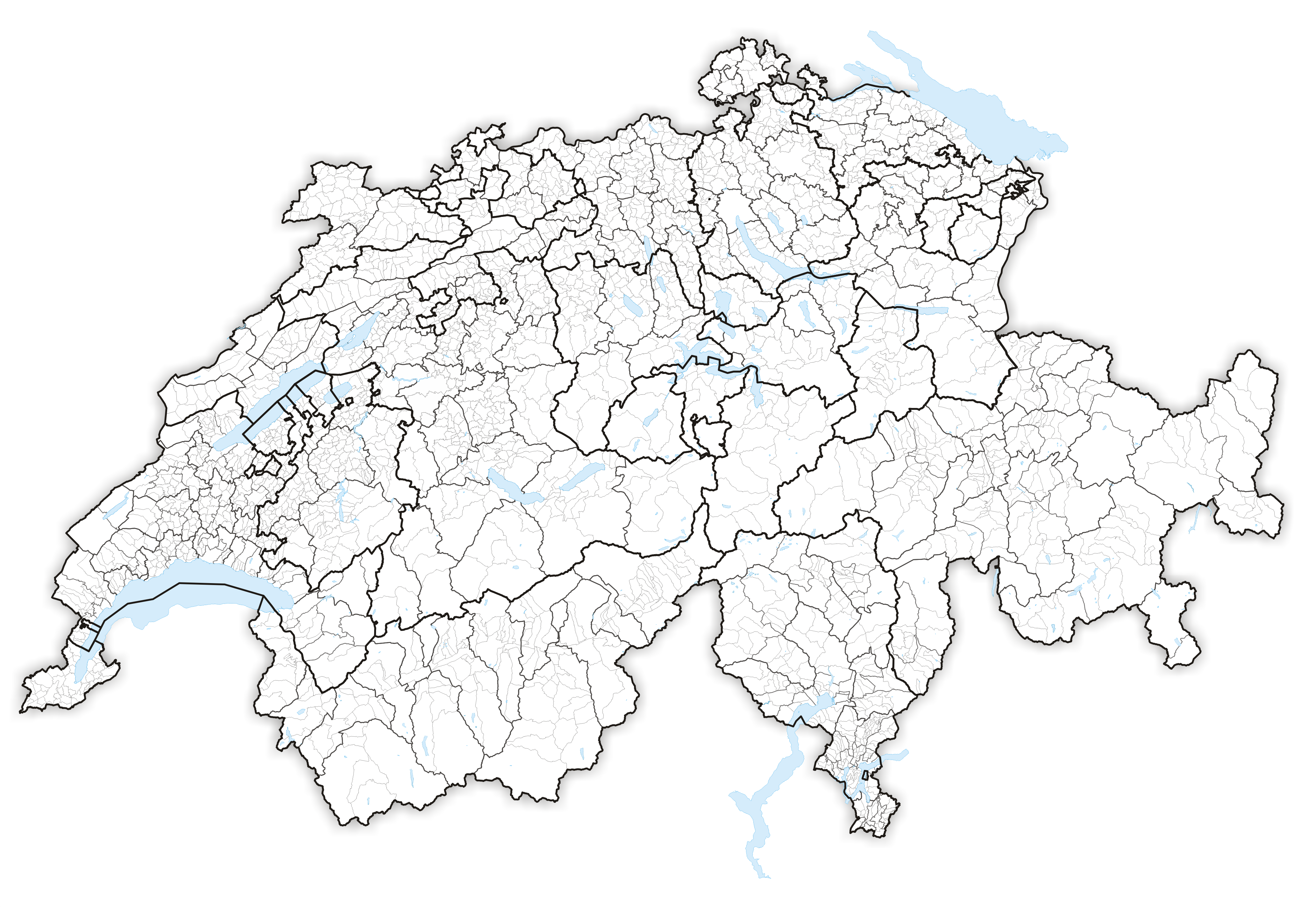
1 stycznia 1996 do 30 czerwca 1996
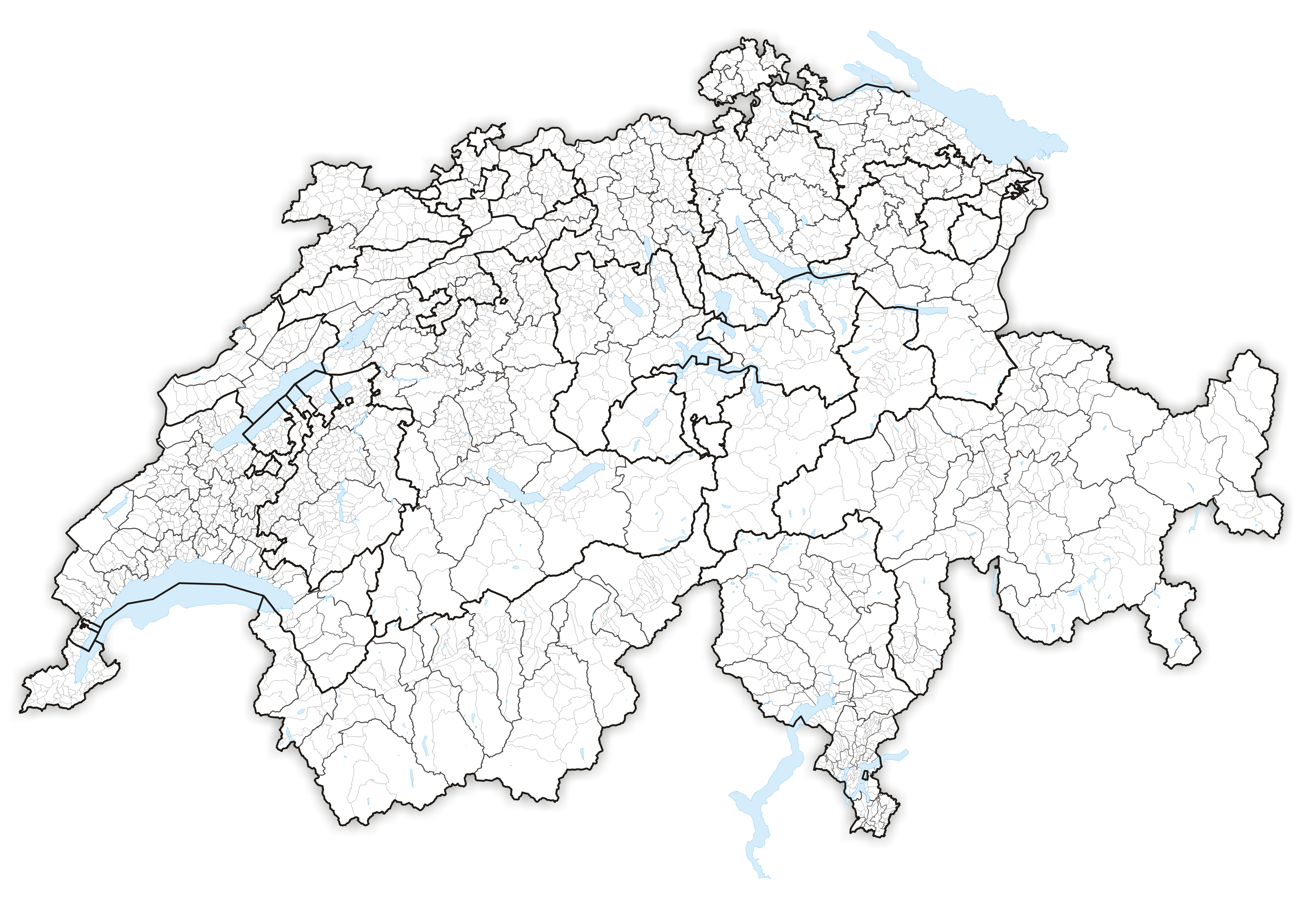
1 lipca 1996 do 31 grudnia 1996
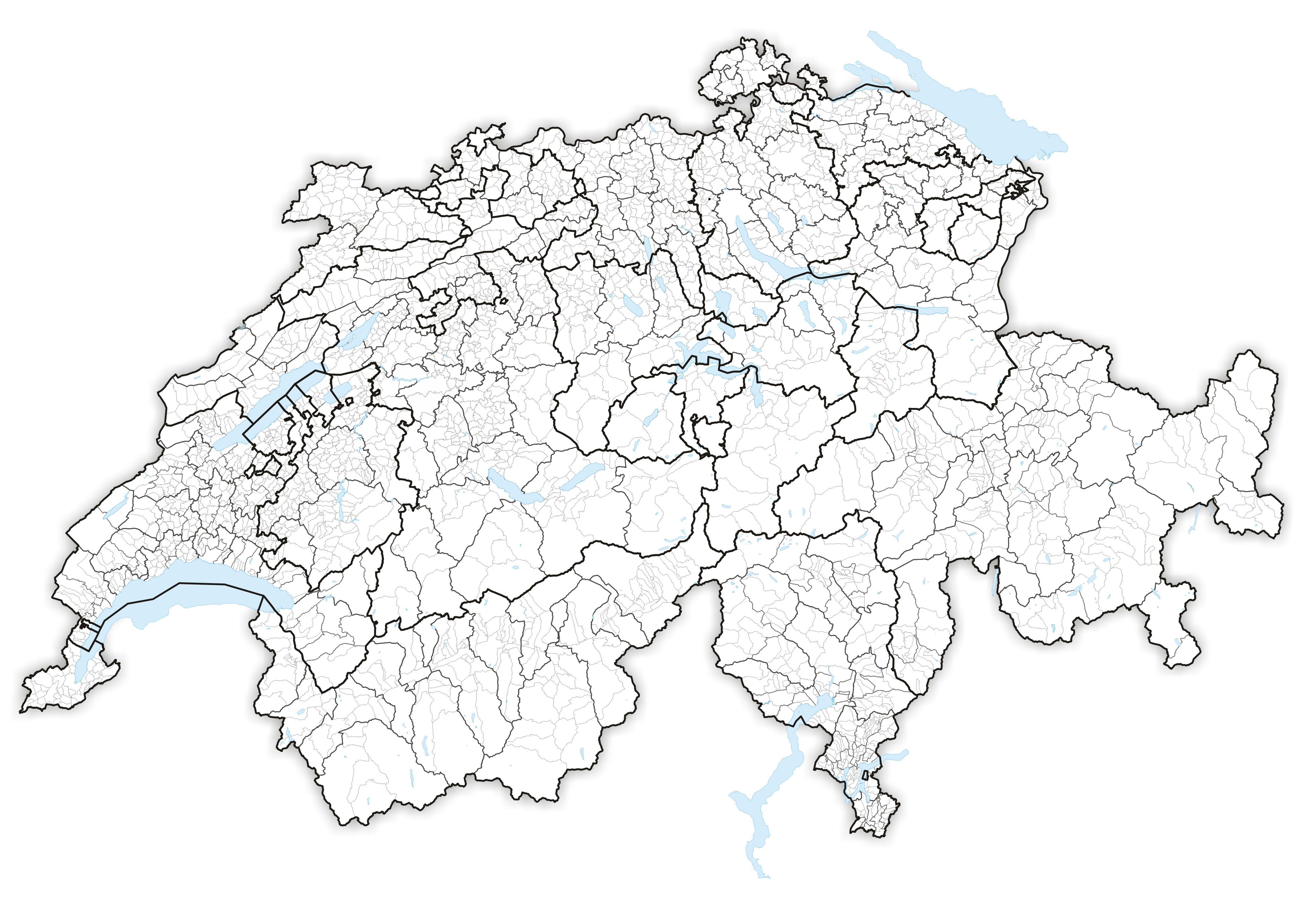
1 stycznia 1997 do 31 grudnia 1997
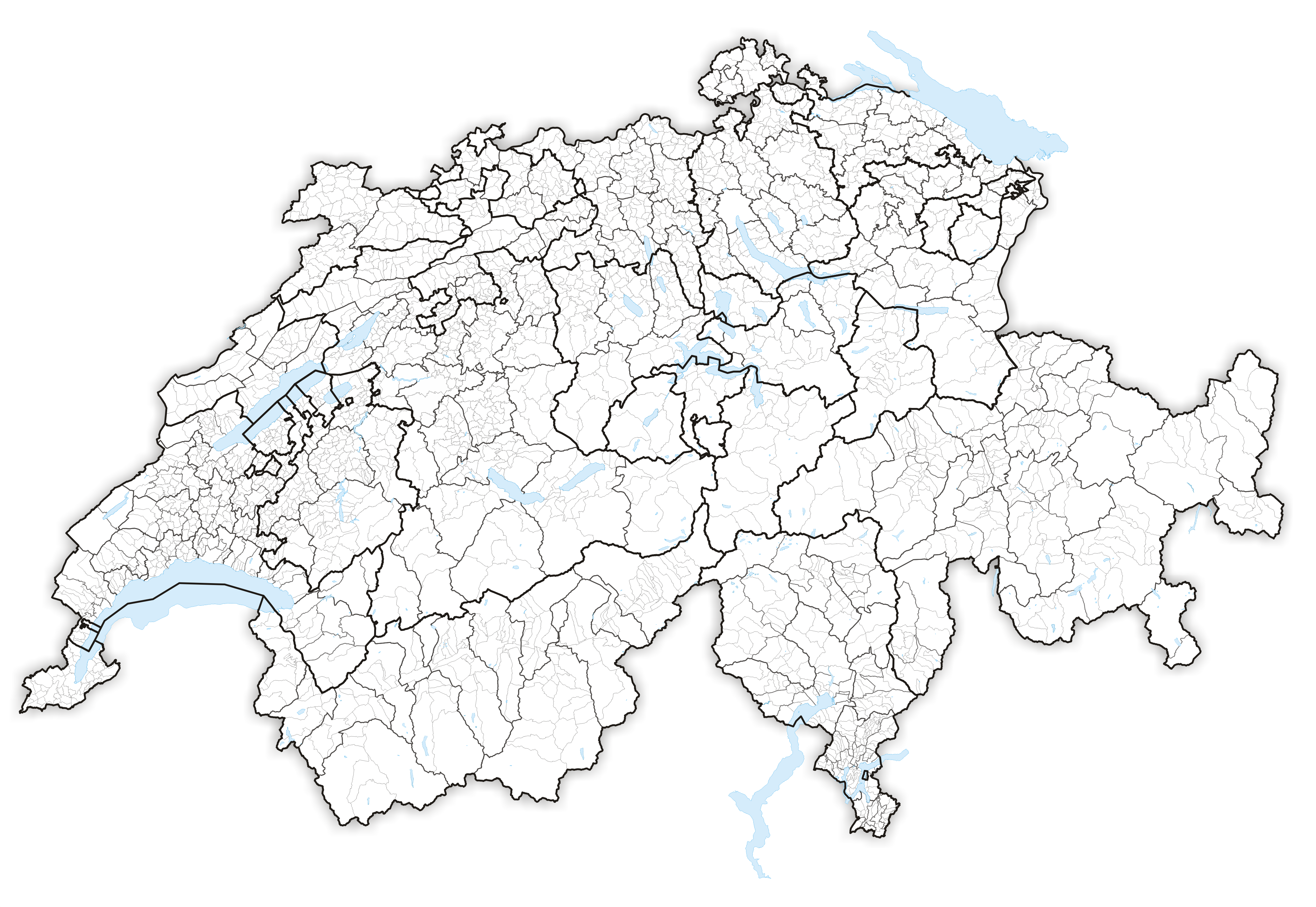
1 stycznia 1998 do 30 czerwca 1998
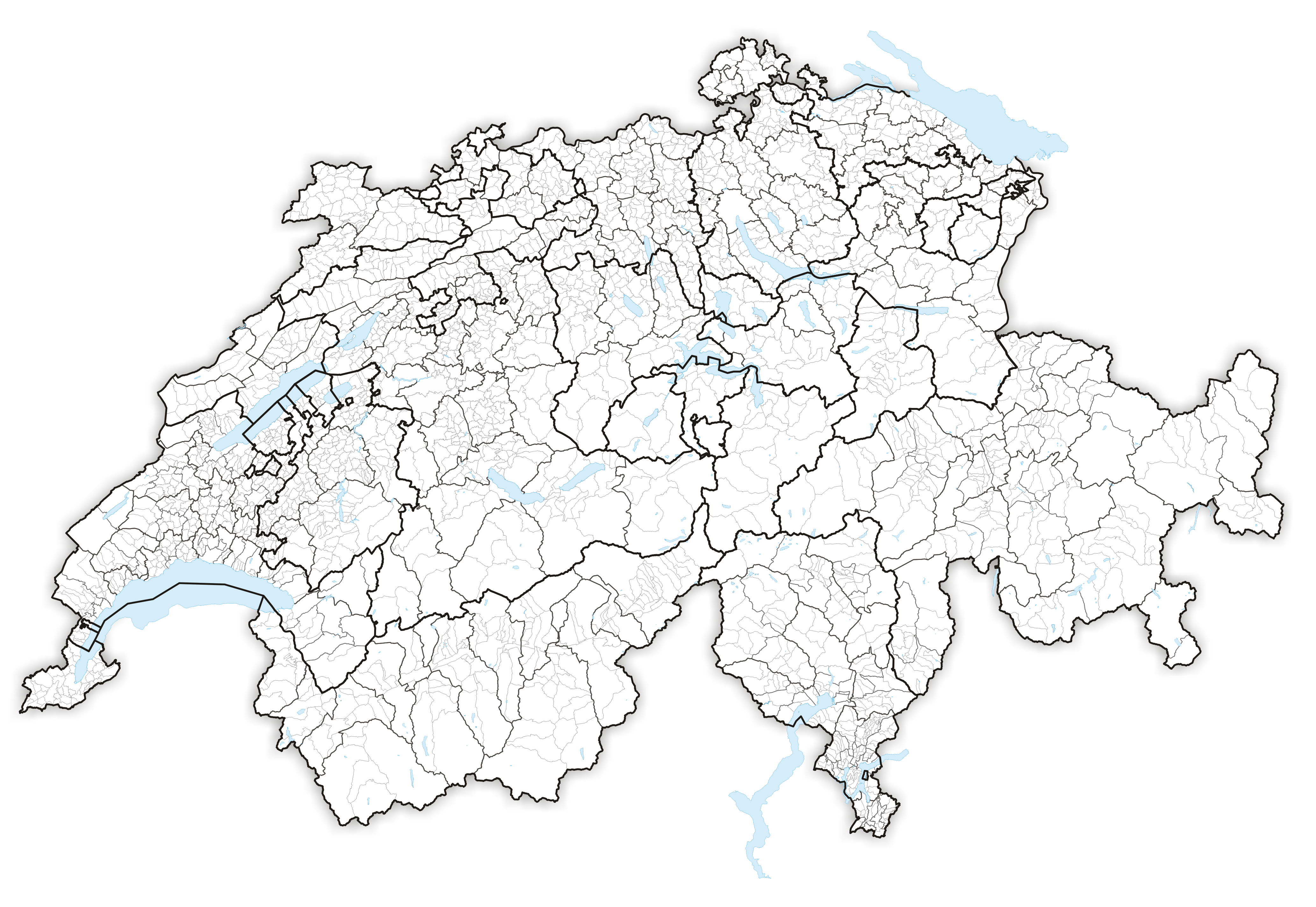
1 lipca 1998 do 31 grudnia 1998
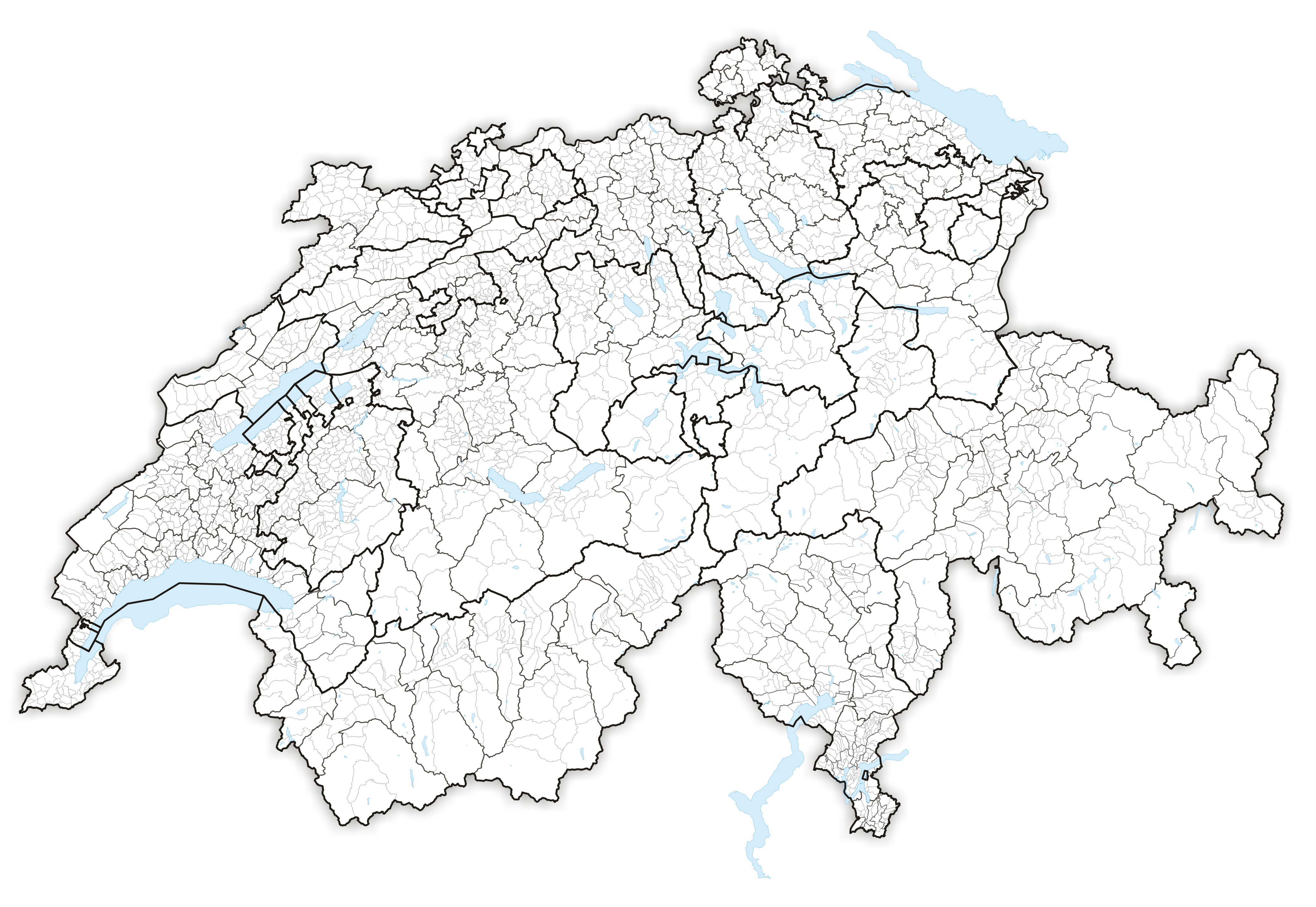
1 stycznia 1999 do 31 grudnia 1999
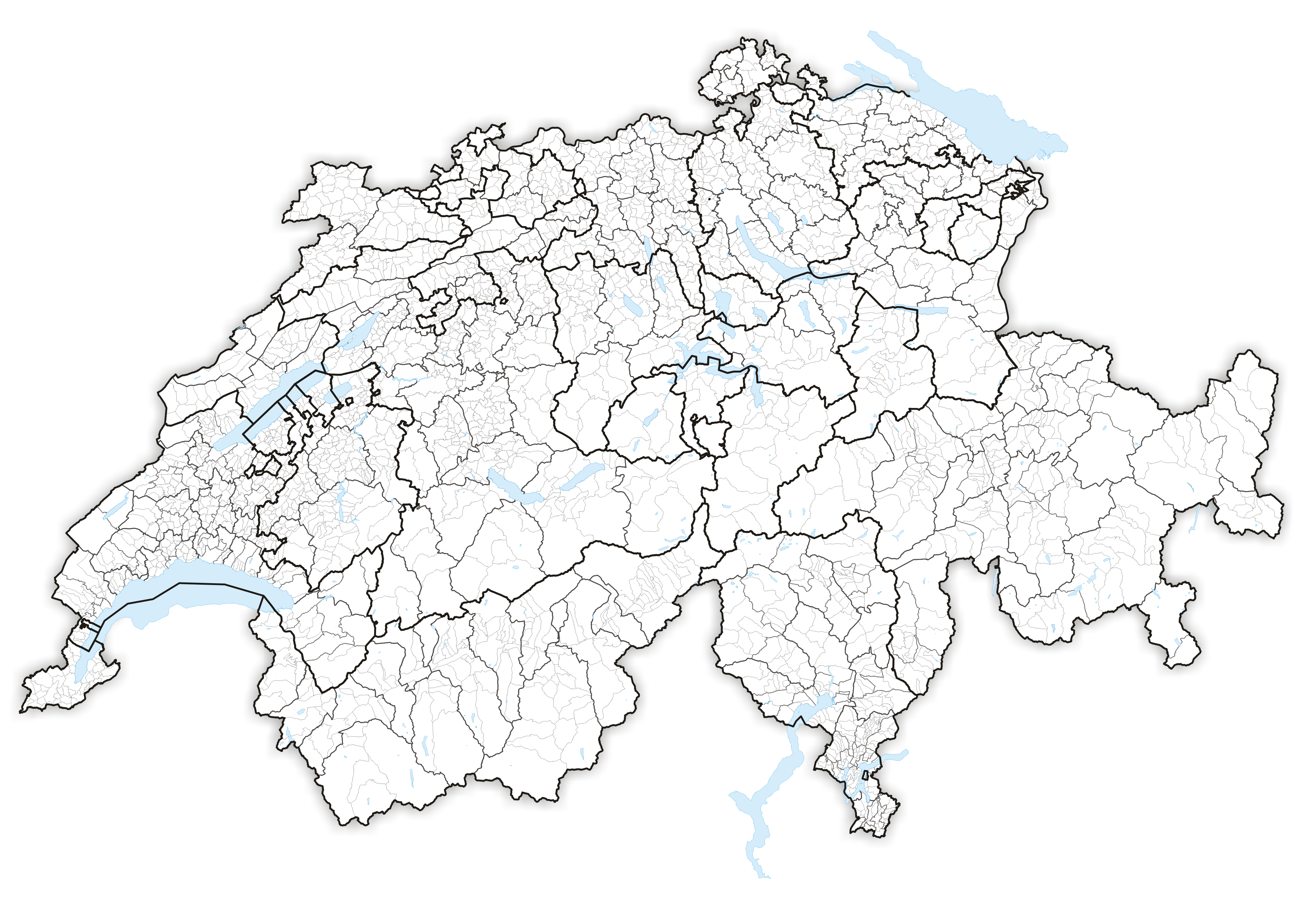
1 stycznia 2000 do 30 września 2000
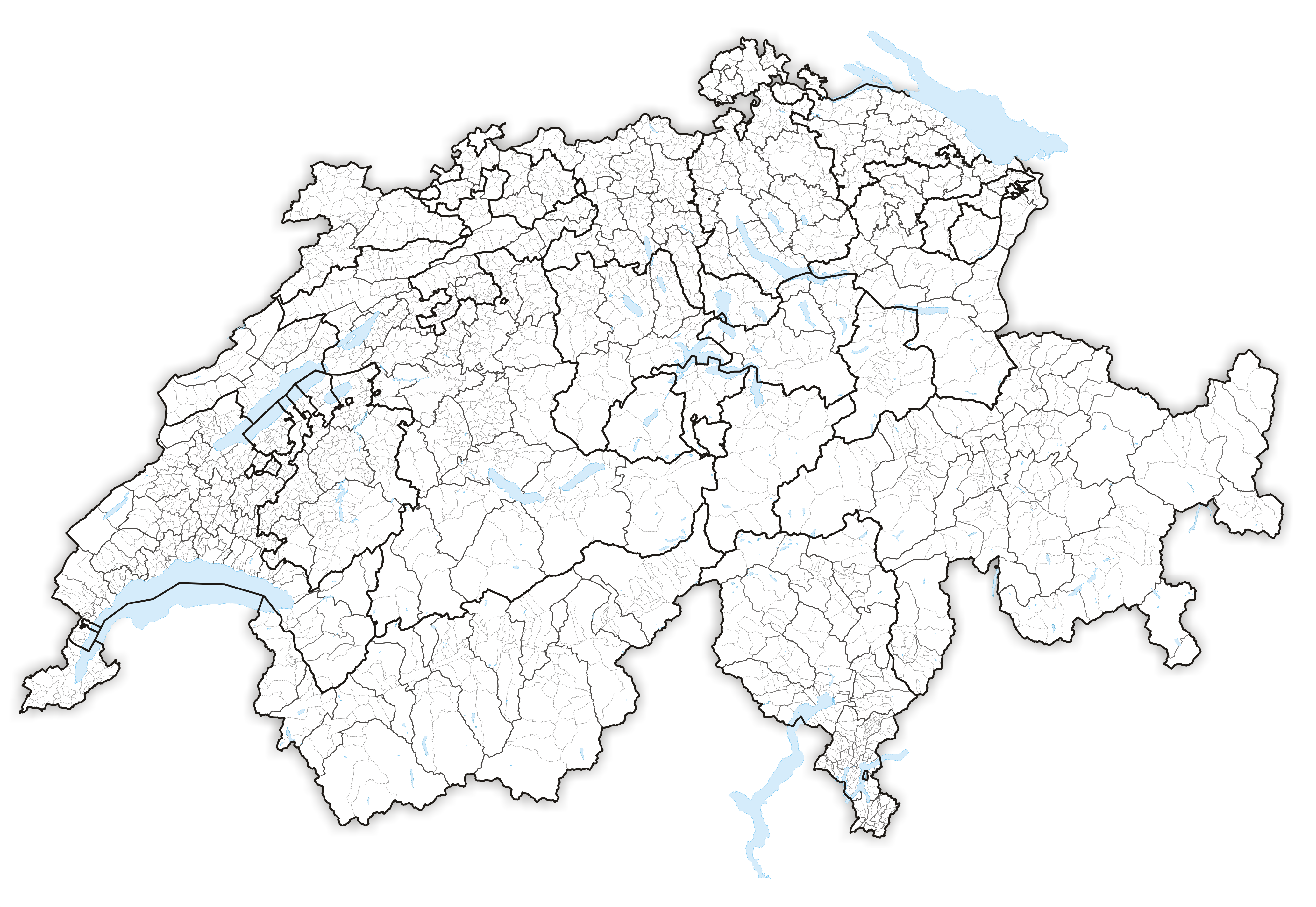
1 października 2000 do 31 grudnia 2000
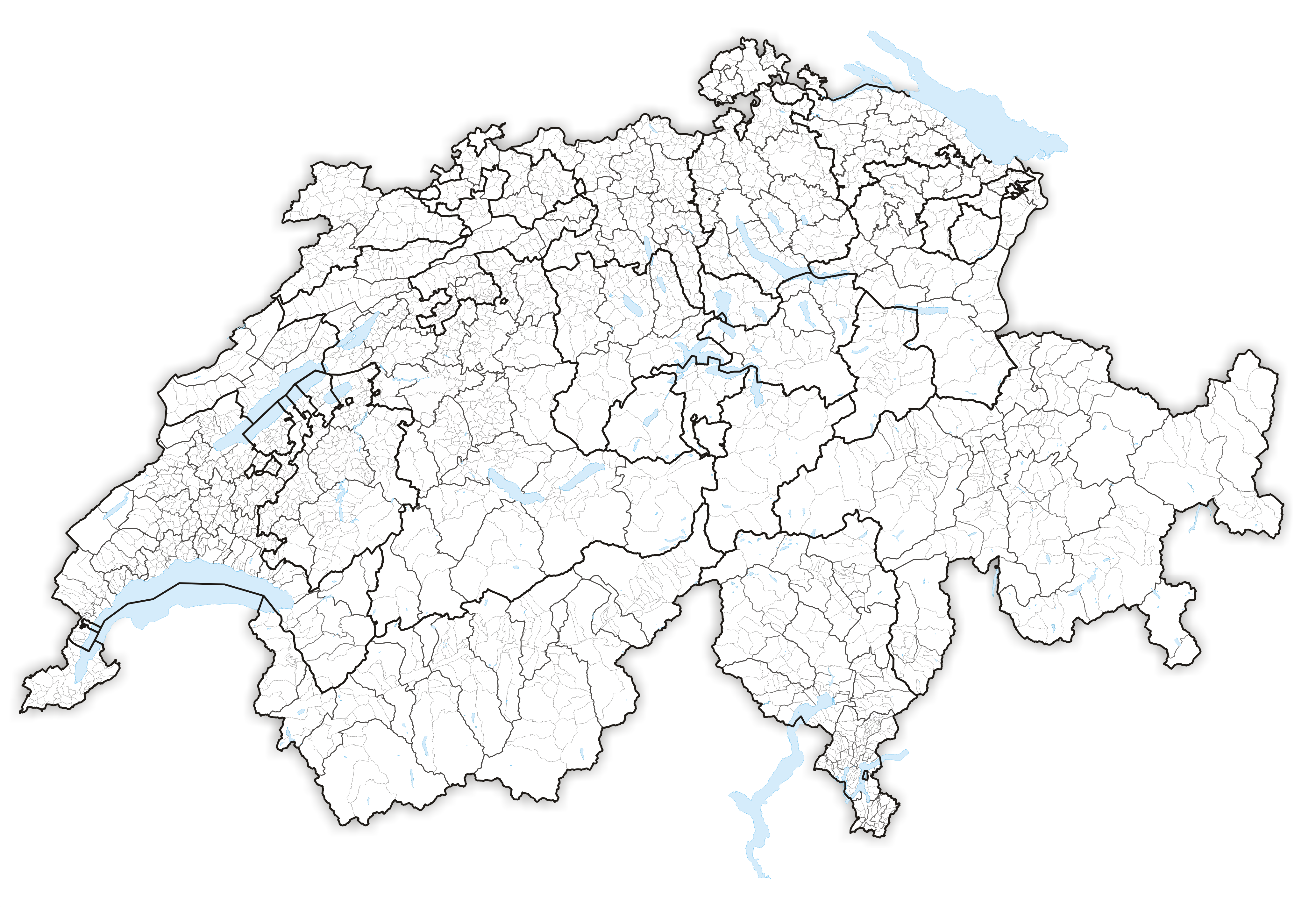
1 stycznia 2001 do 12 kwietnia 2001
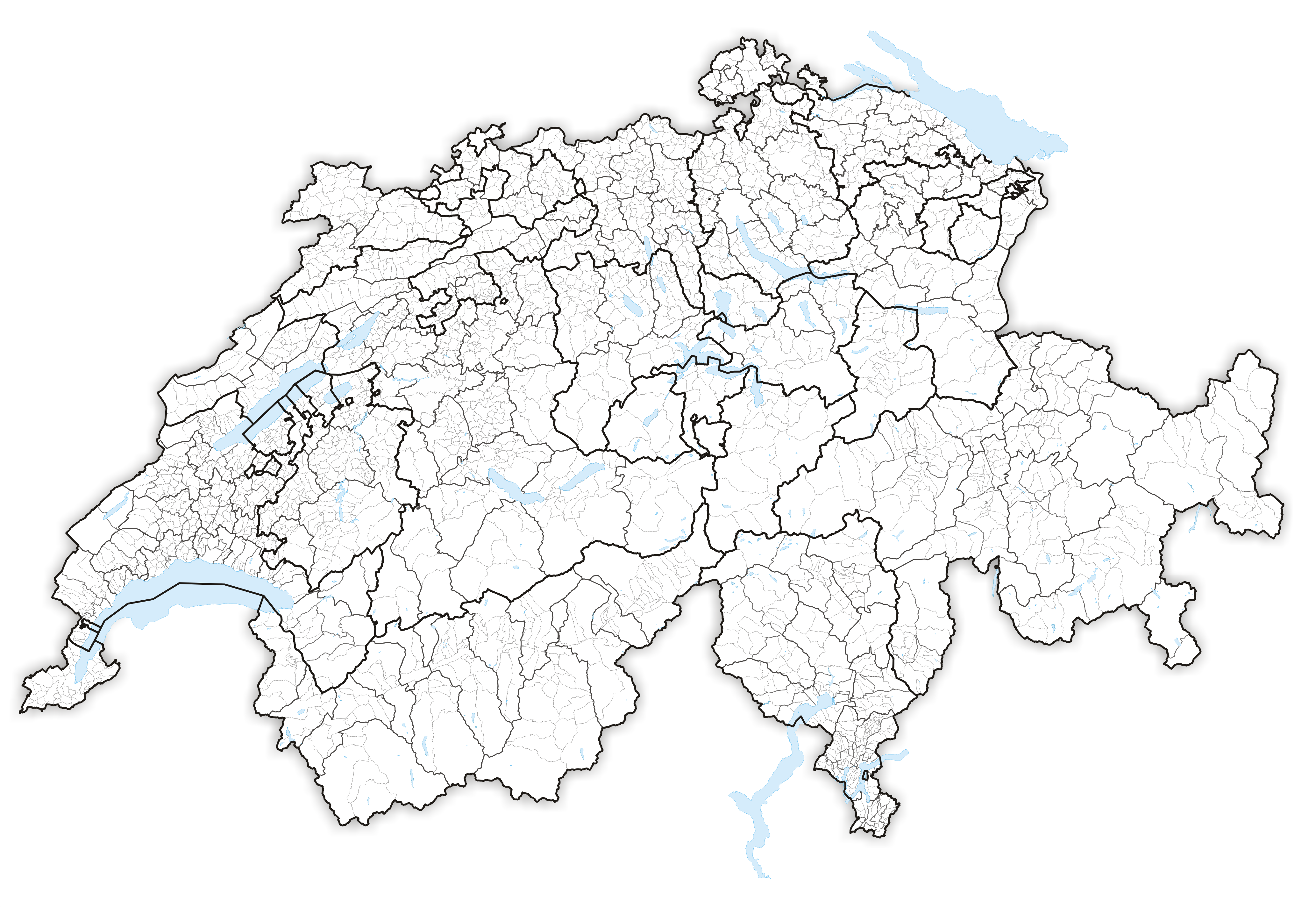
13 kwietnia 2001 do 17 października 2001
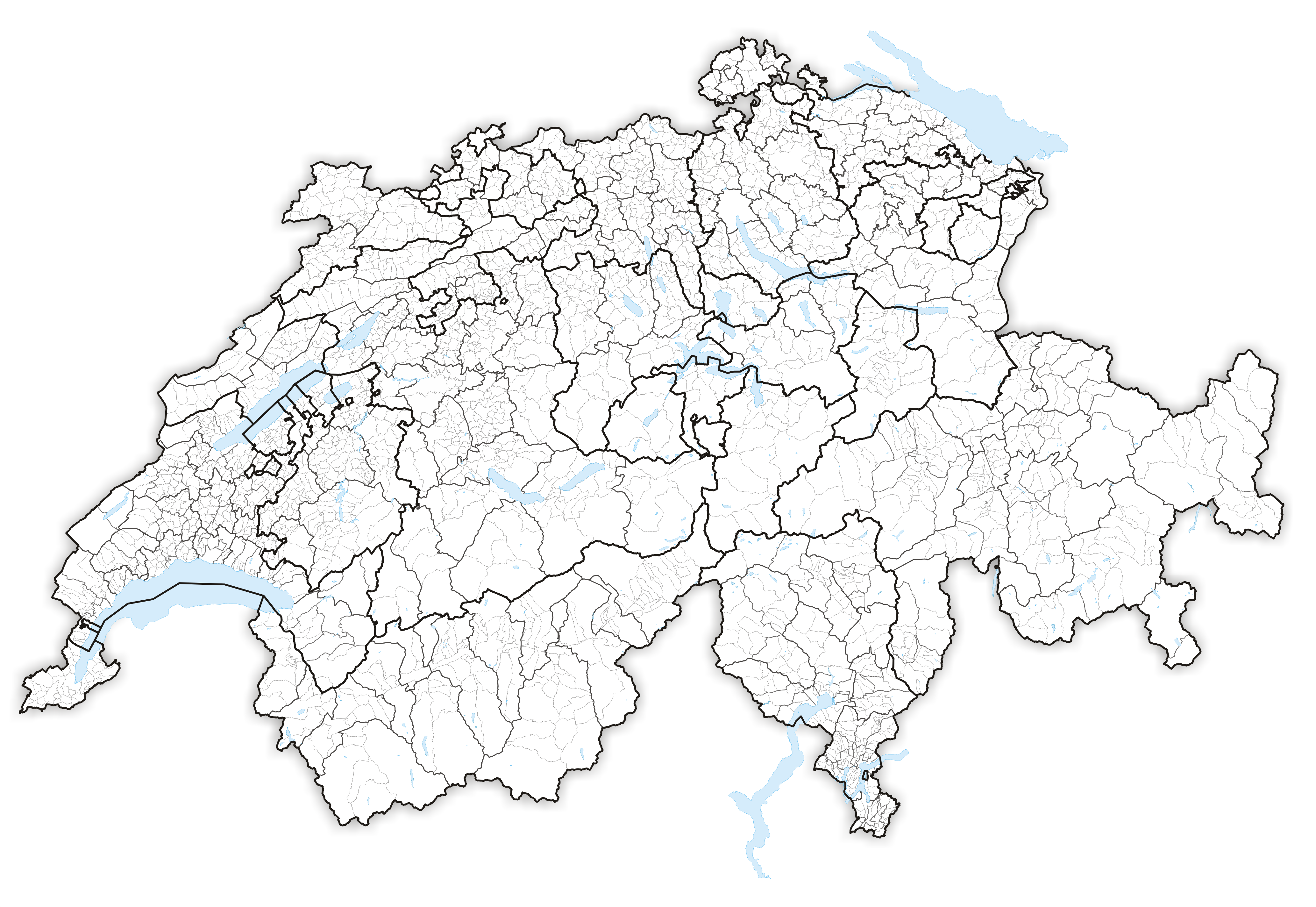
18 października 2001 do 31 grudnia 2001
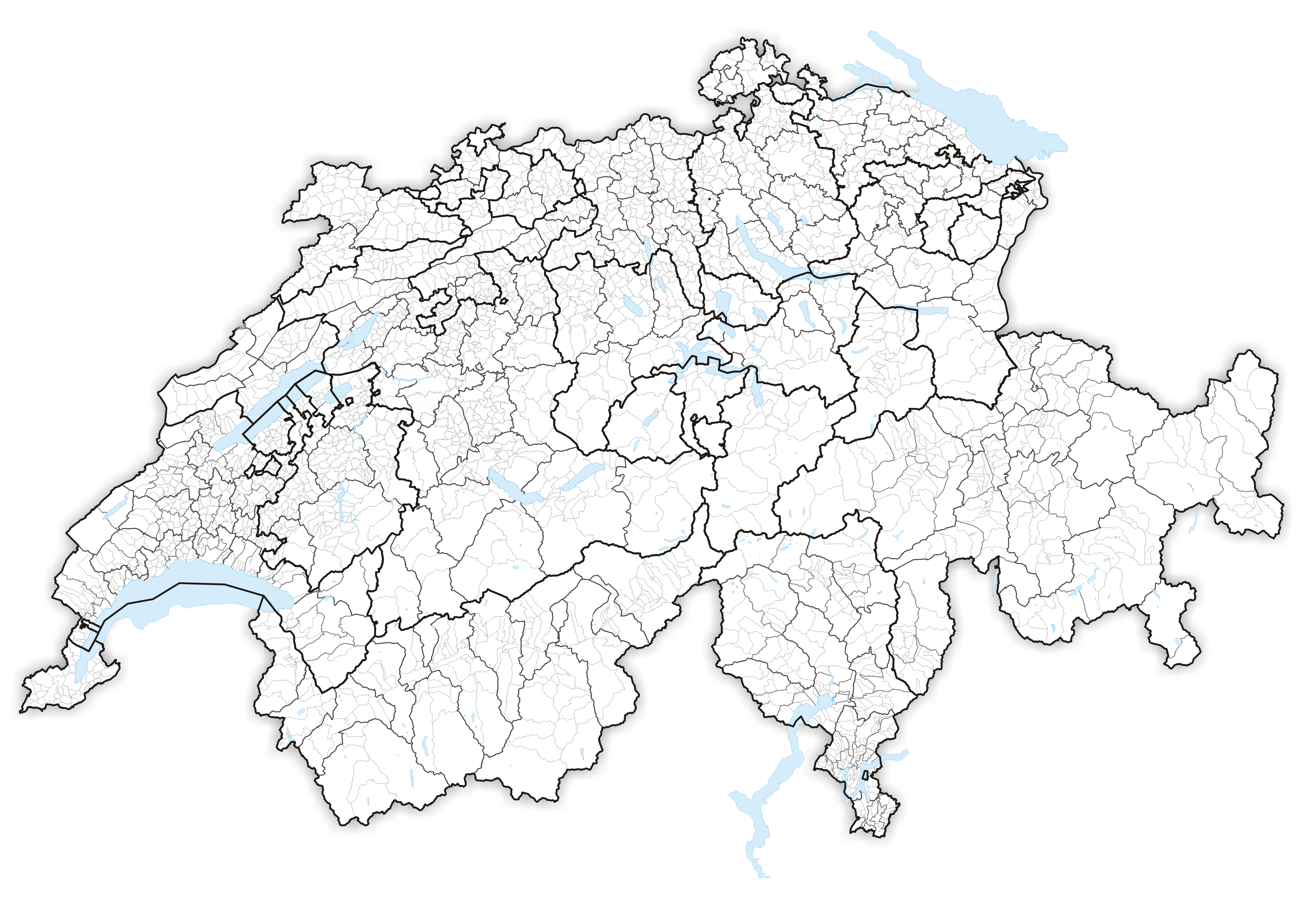
1 stycznia 2002 do 31 grudnia 2002
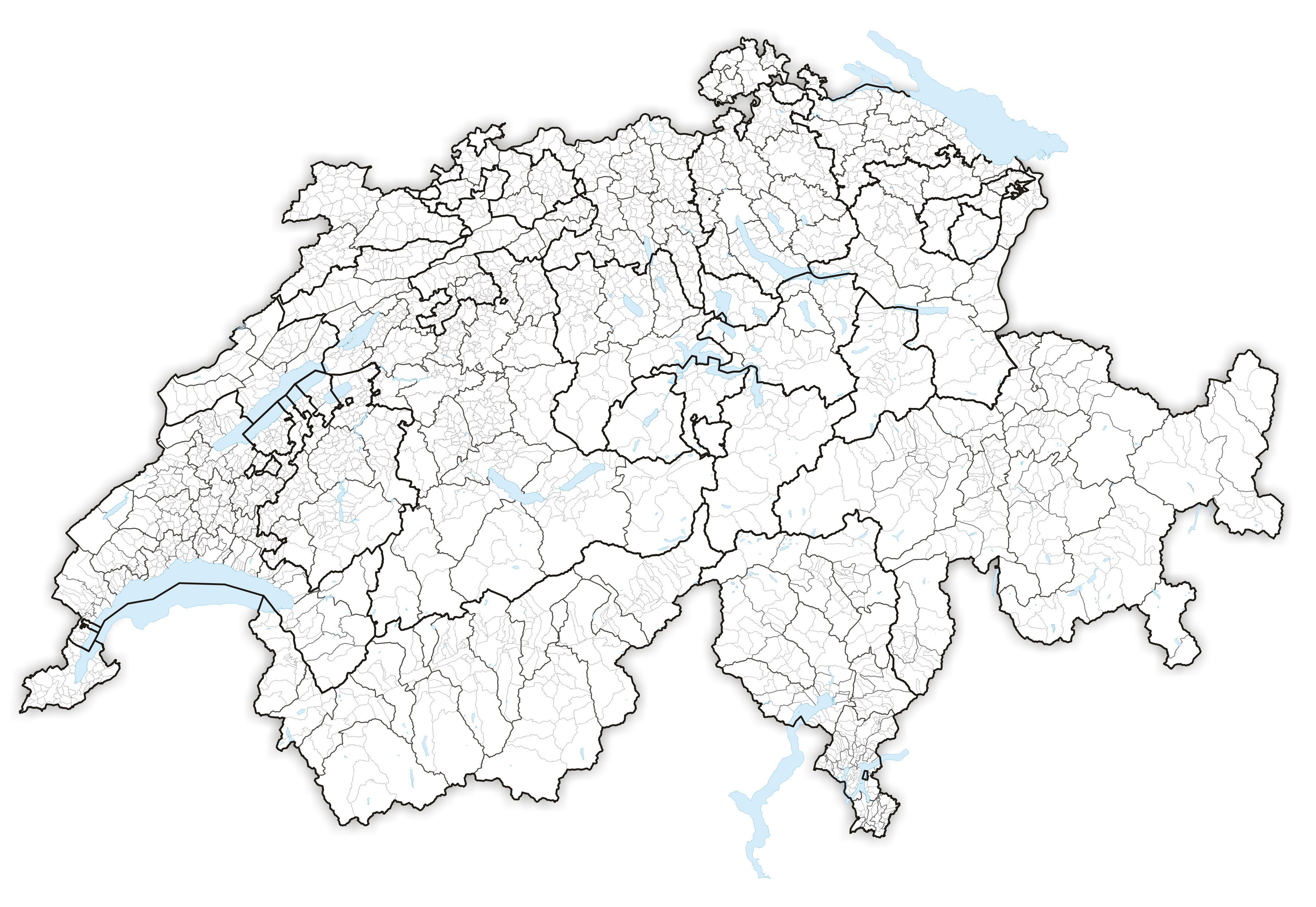
1 stycznia 2003 do 31 października 2003
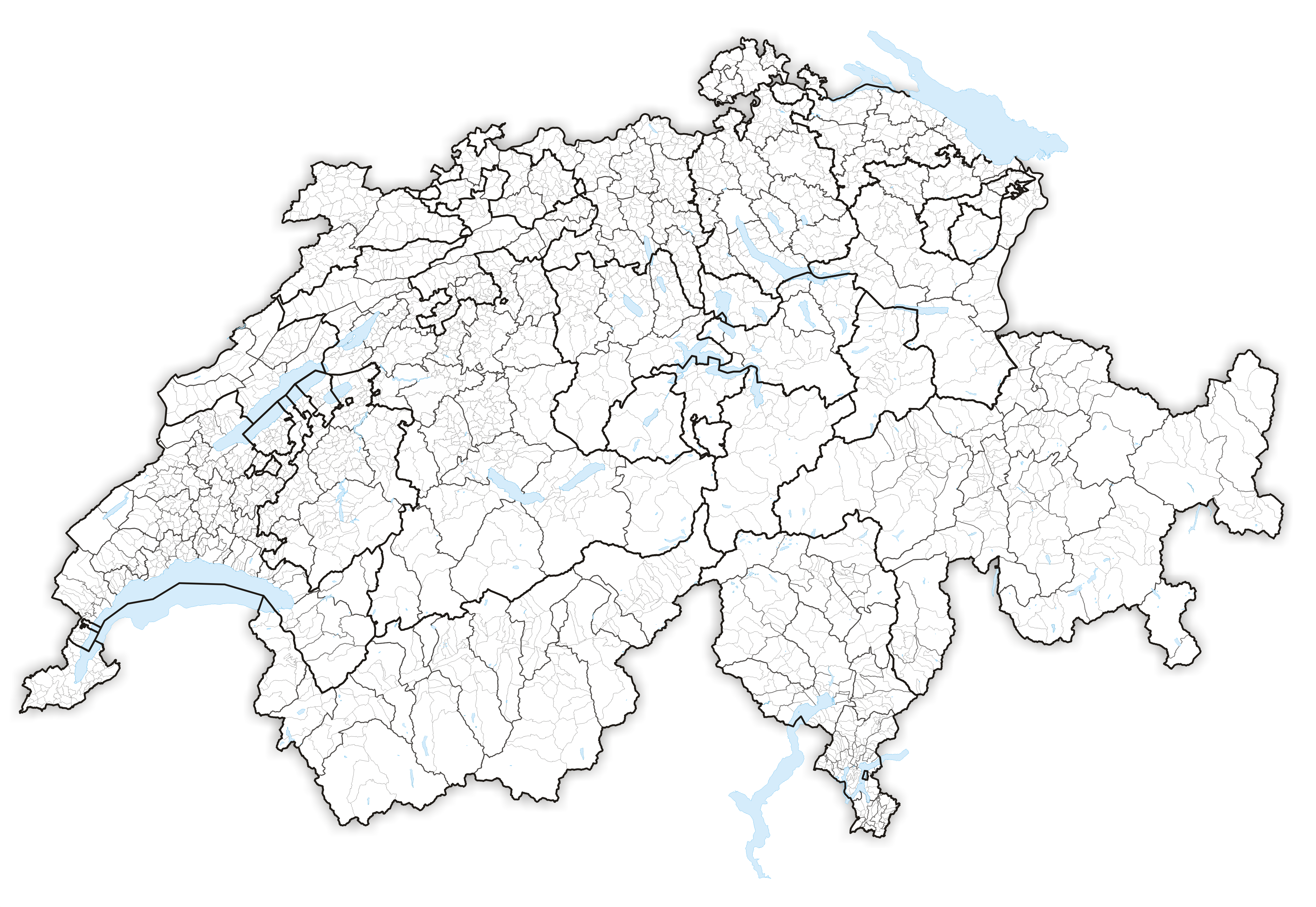
1 listopada 2003 do 31 grudnia 2003
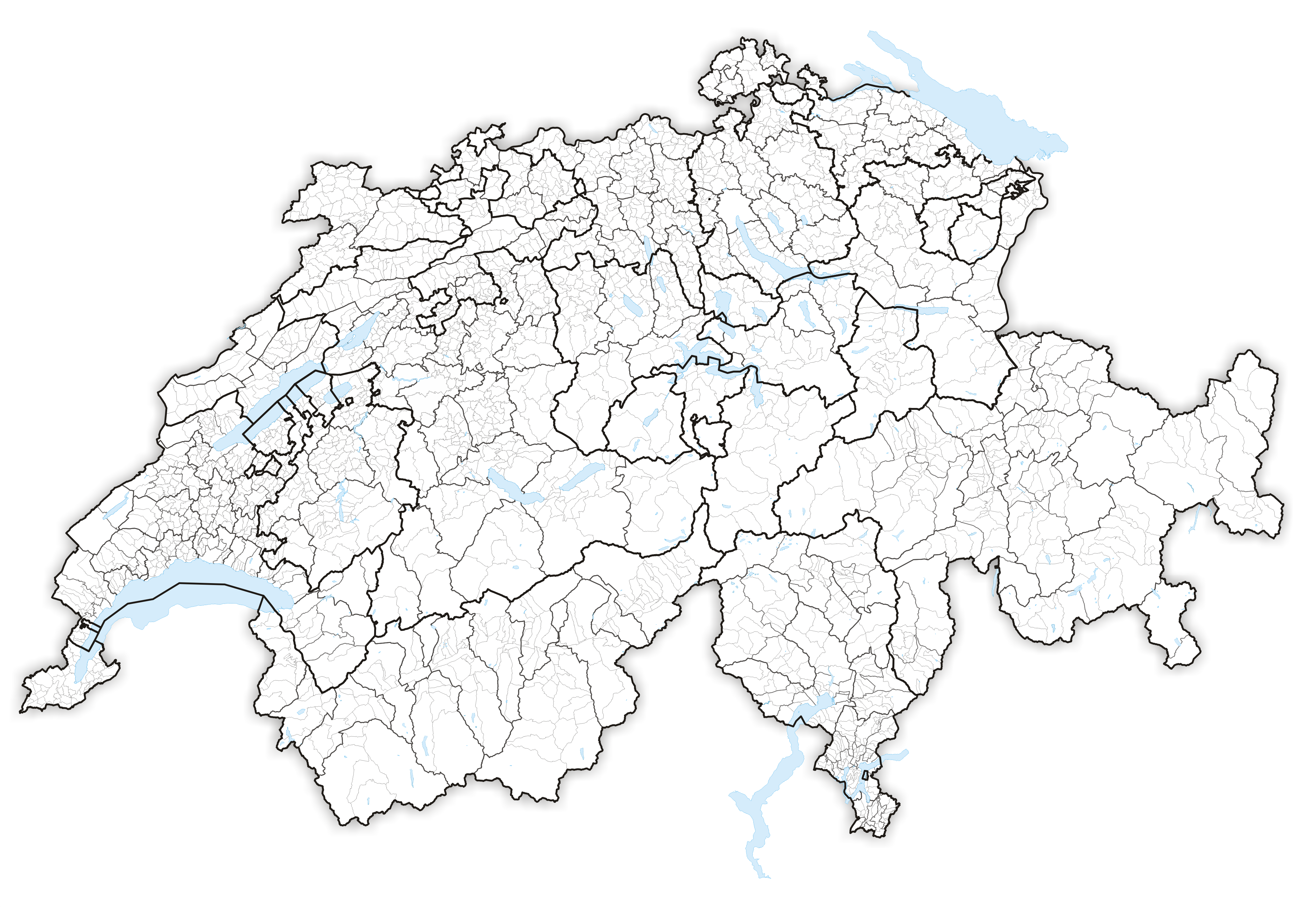
1 stycznia 2004 do 3 kwietnia 2004
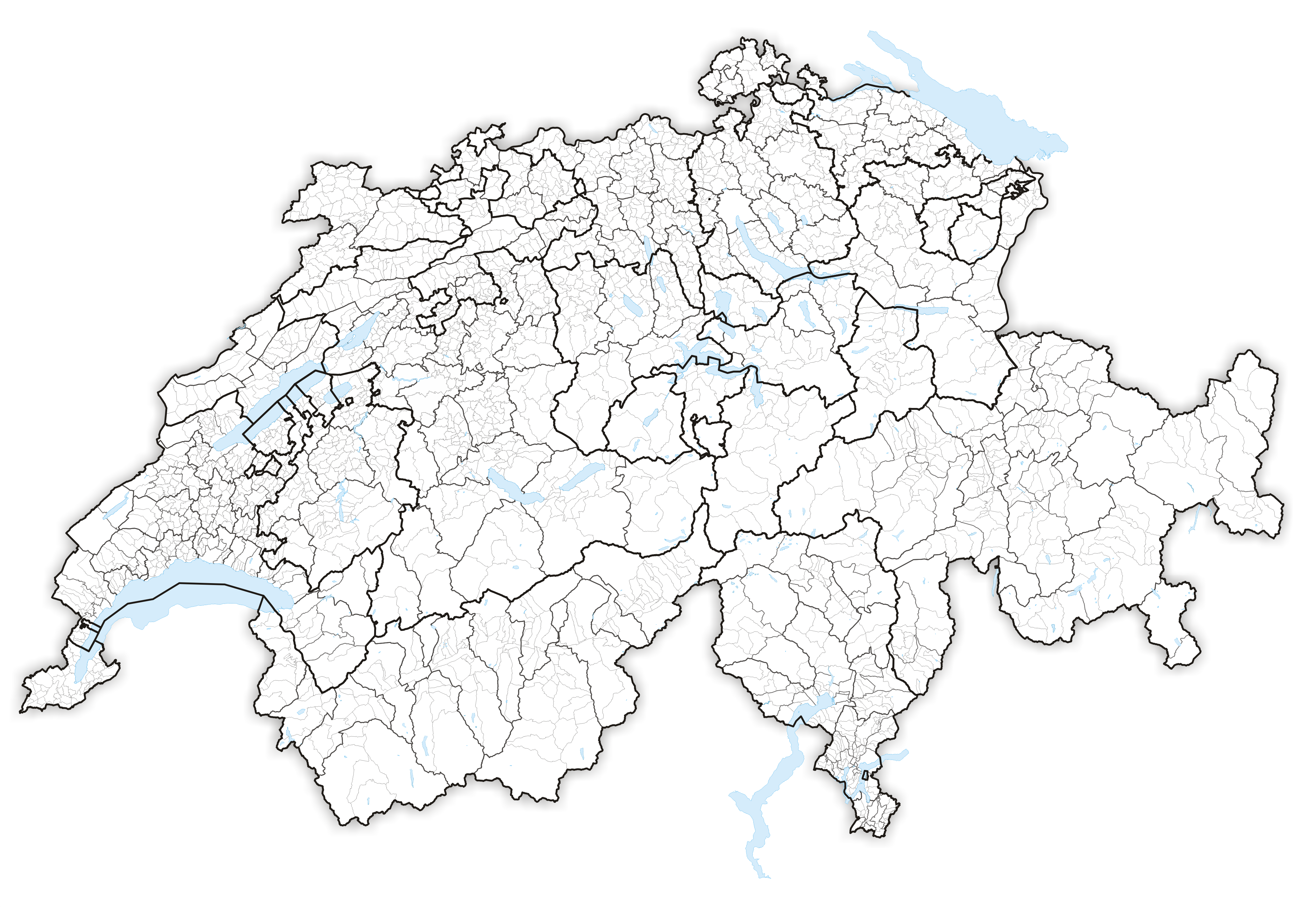
4 kwietnia 2004 do 30 września 2004
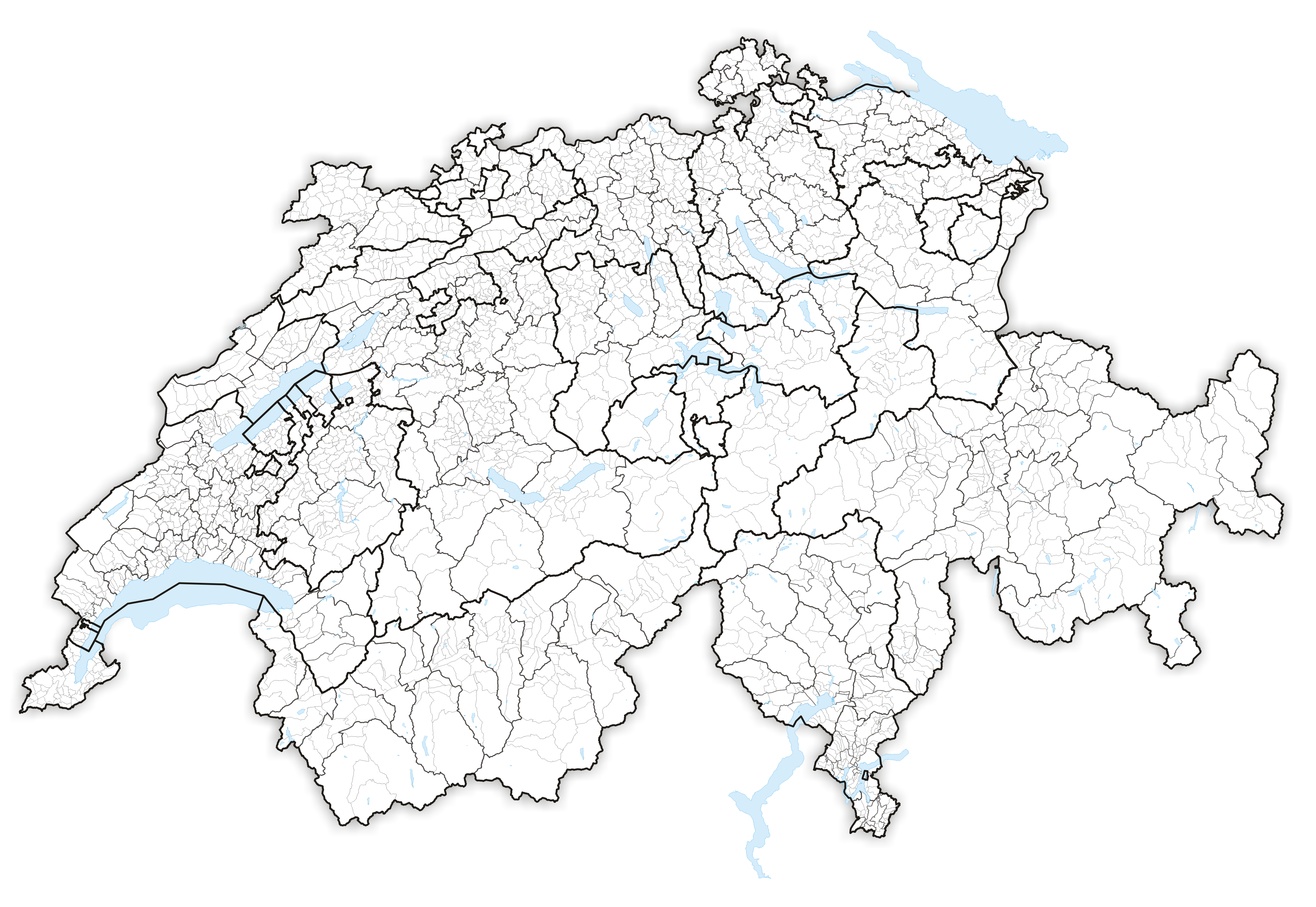
1 października 2004 do 31 grudnia 2004
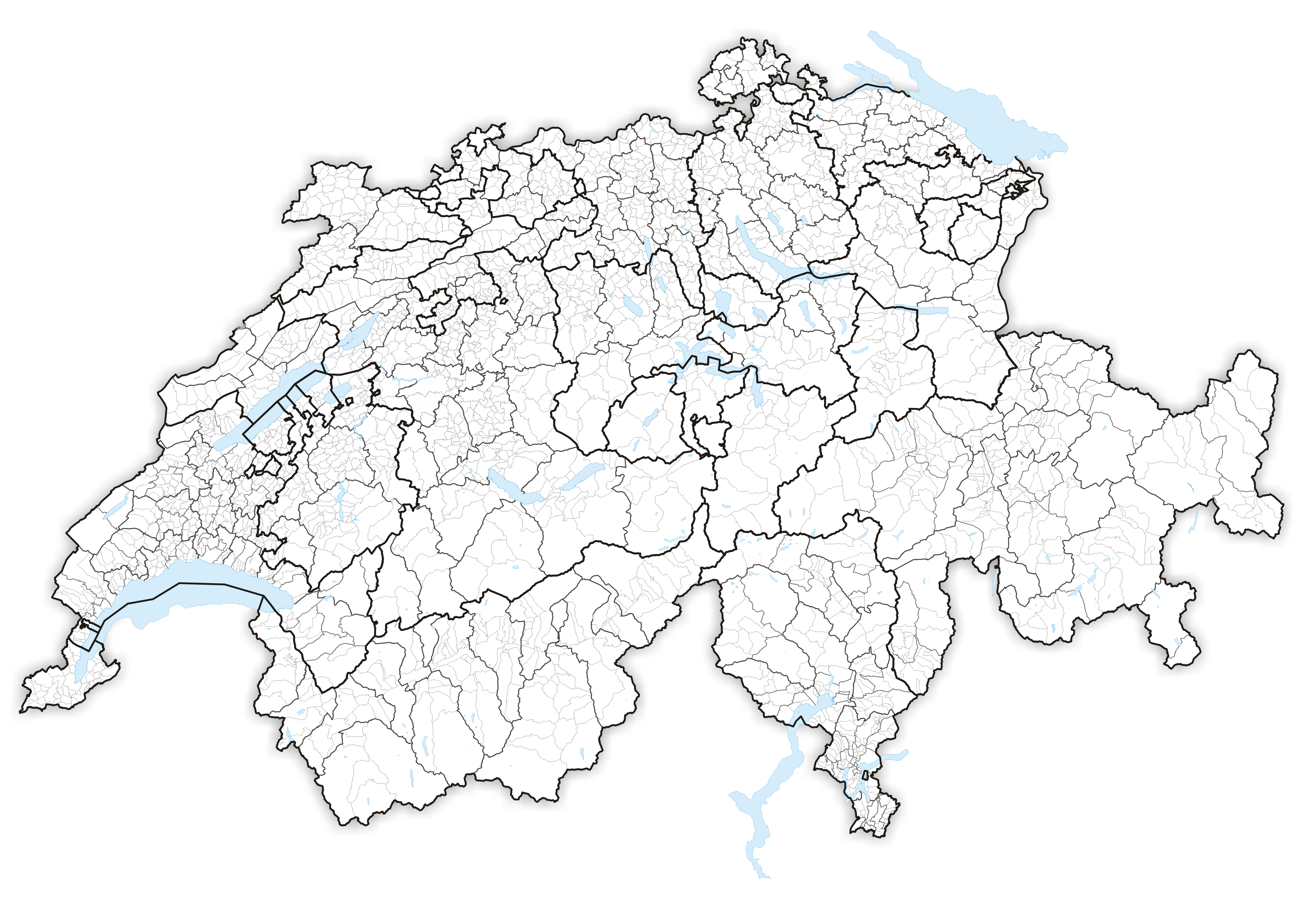
1 stycznia 2005 do 12 marca 2005
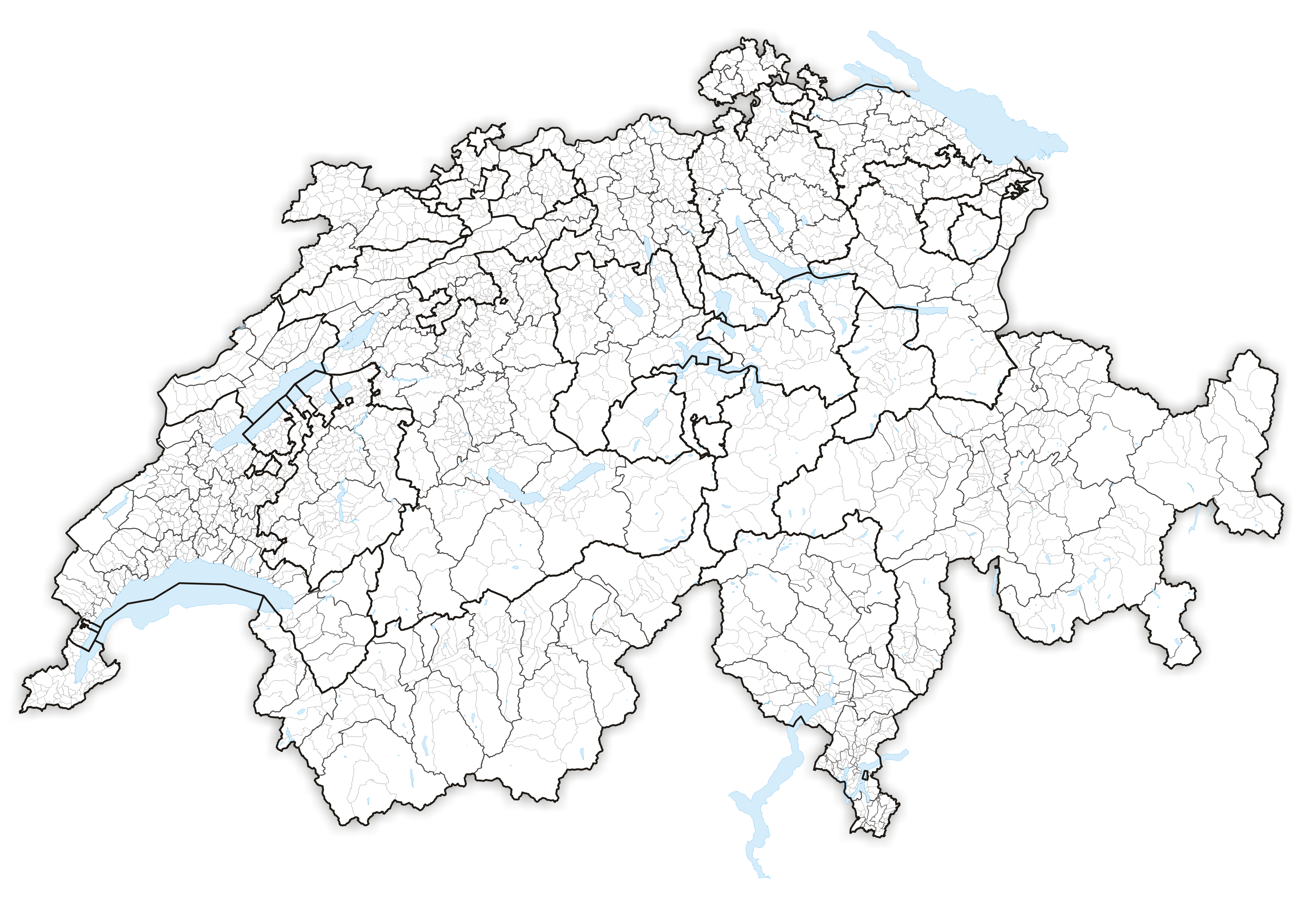
1 marca 2005 do 31 grudnia 2005
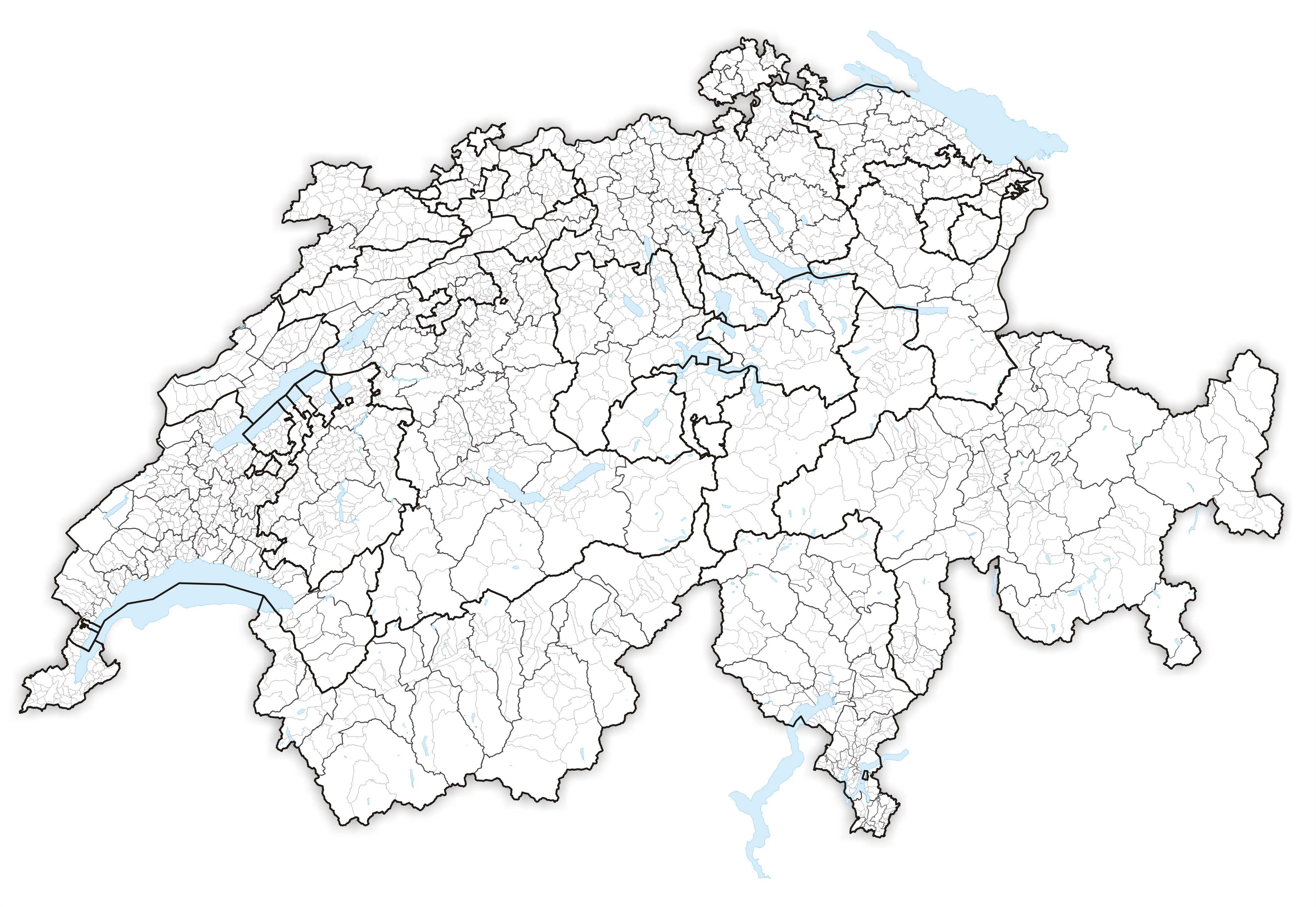
1 stycznia 2006 do 28 stycznia 2006
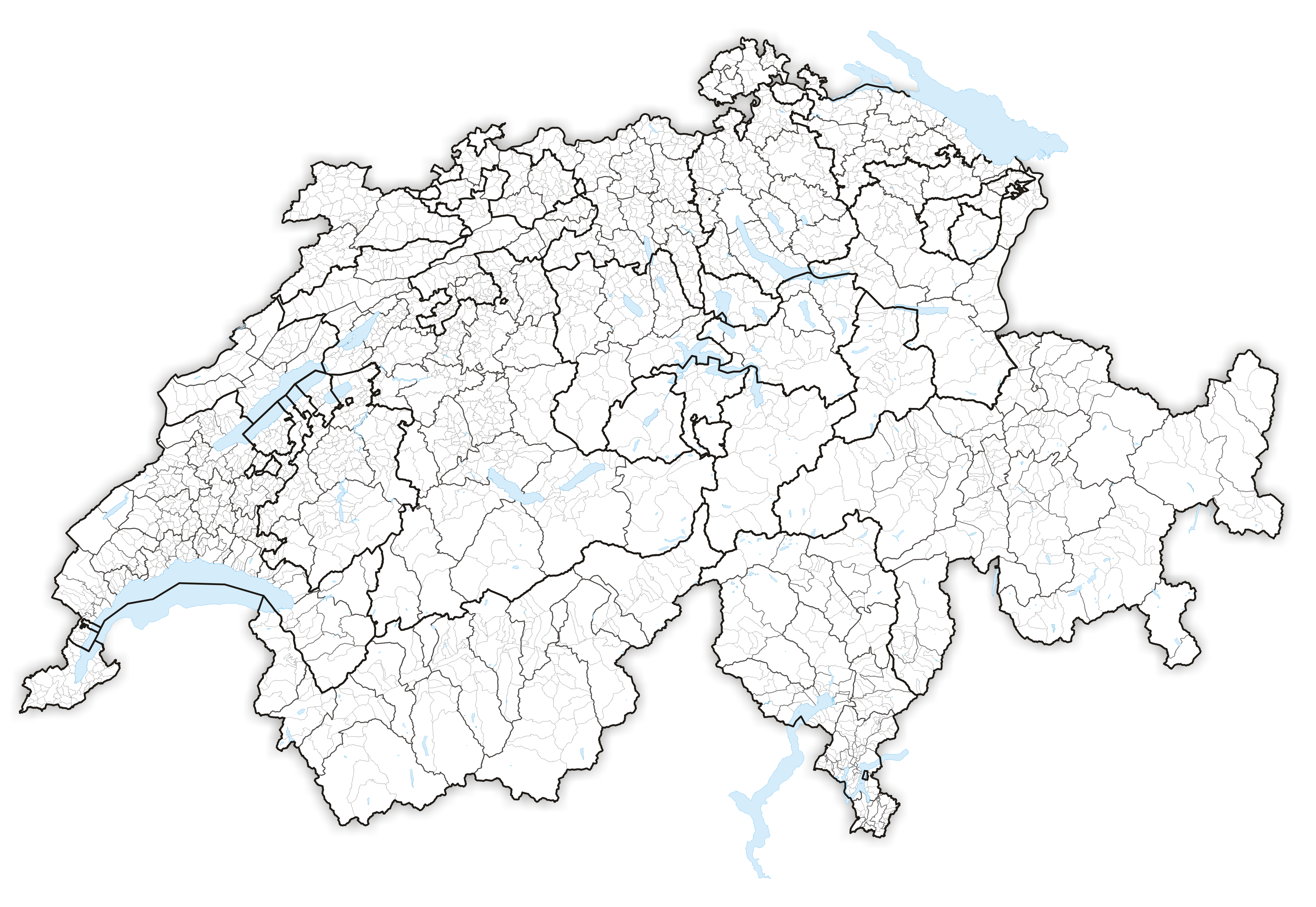
29 stycznia 2006 do 30 czerwca 2006
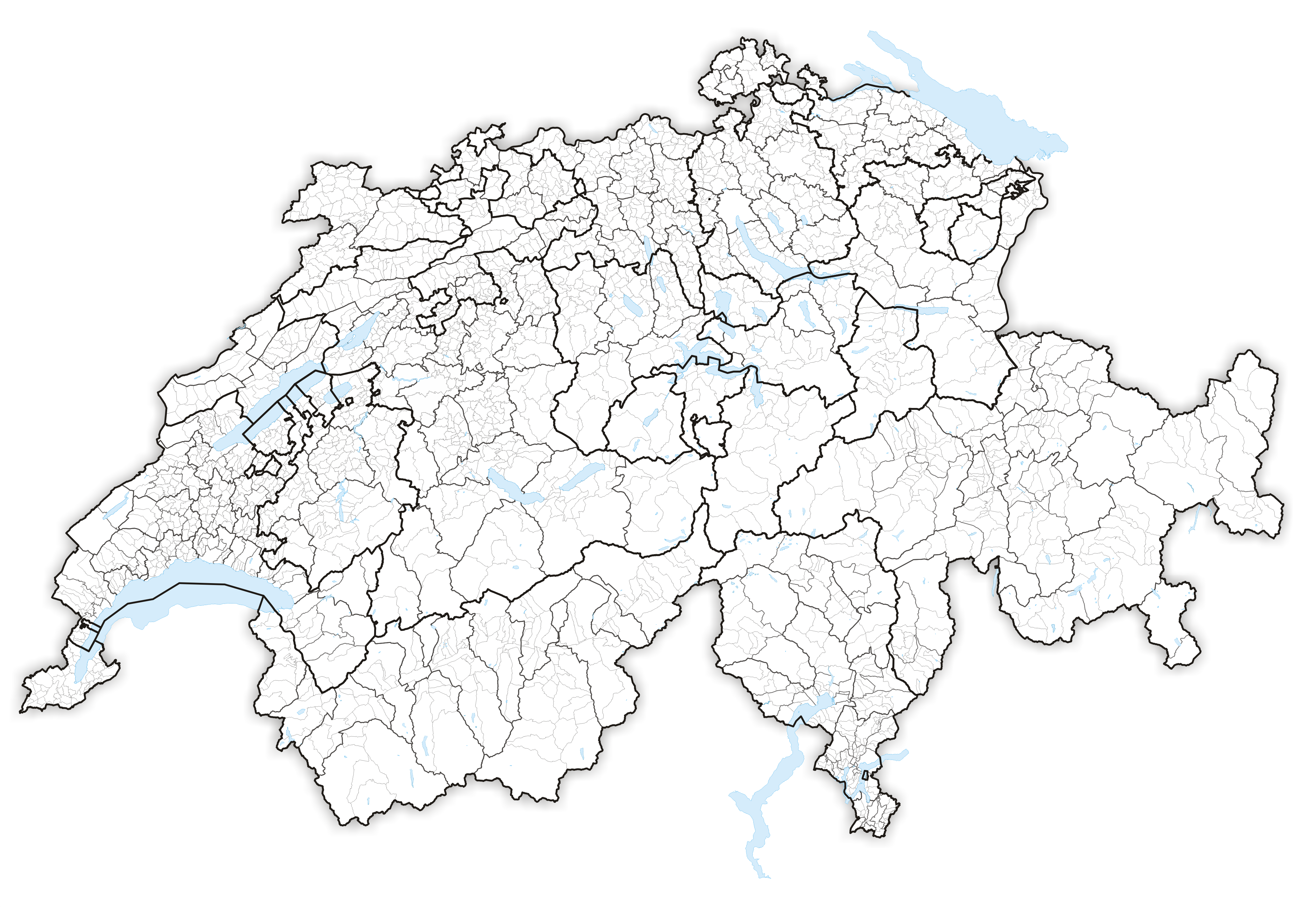
1 lipca 2006 do 21 października 2006
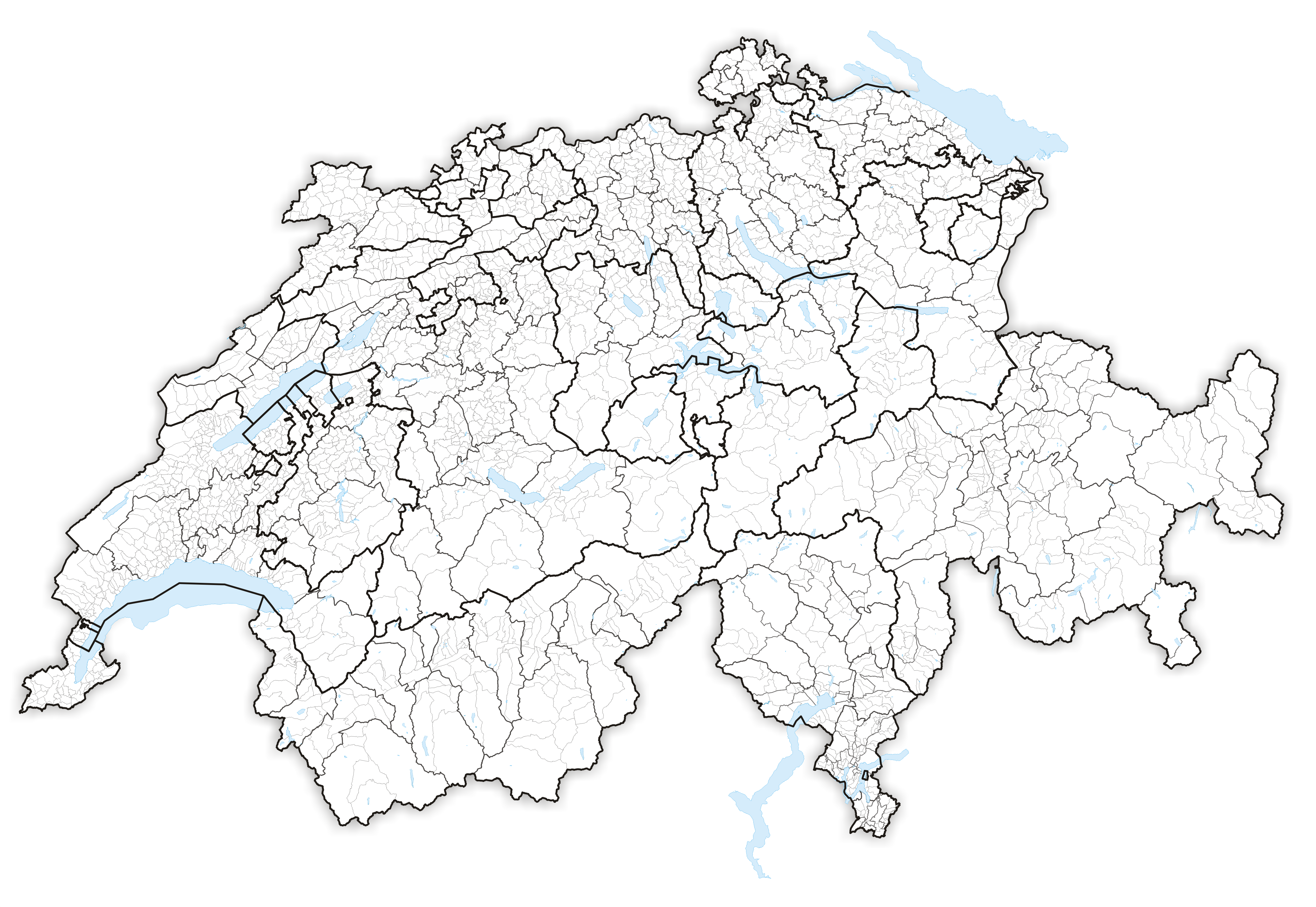
22 października 2006 do 31 grudnia 2006
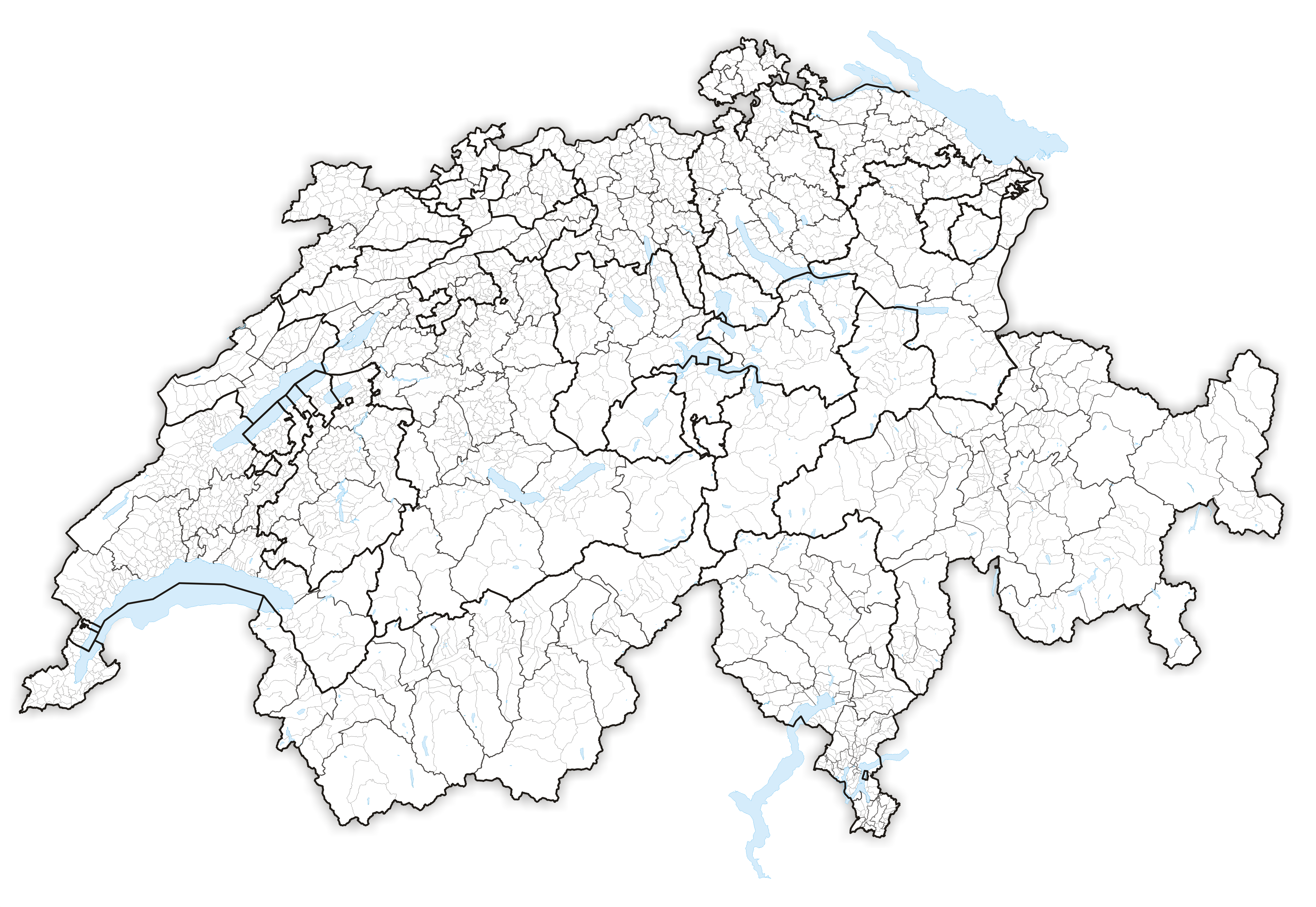
1 stycznia 2007 do 31 grudnia 2007
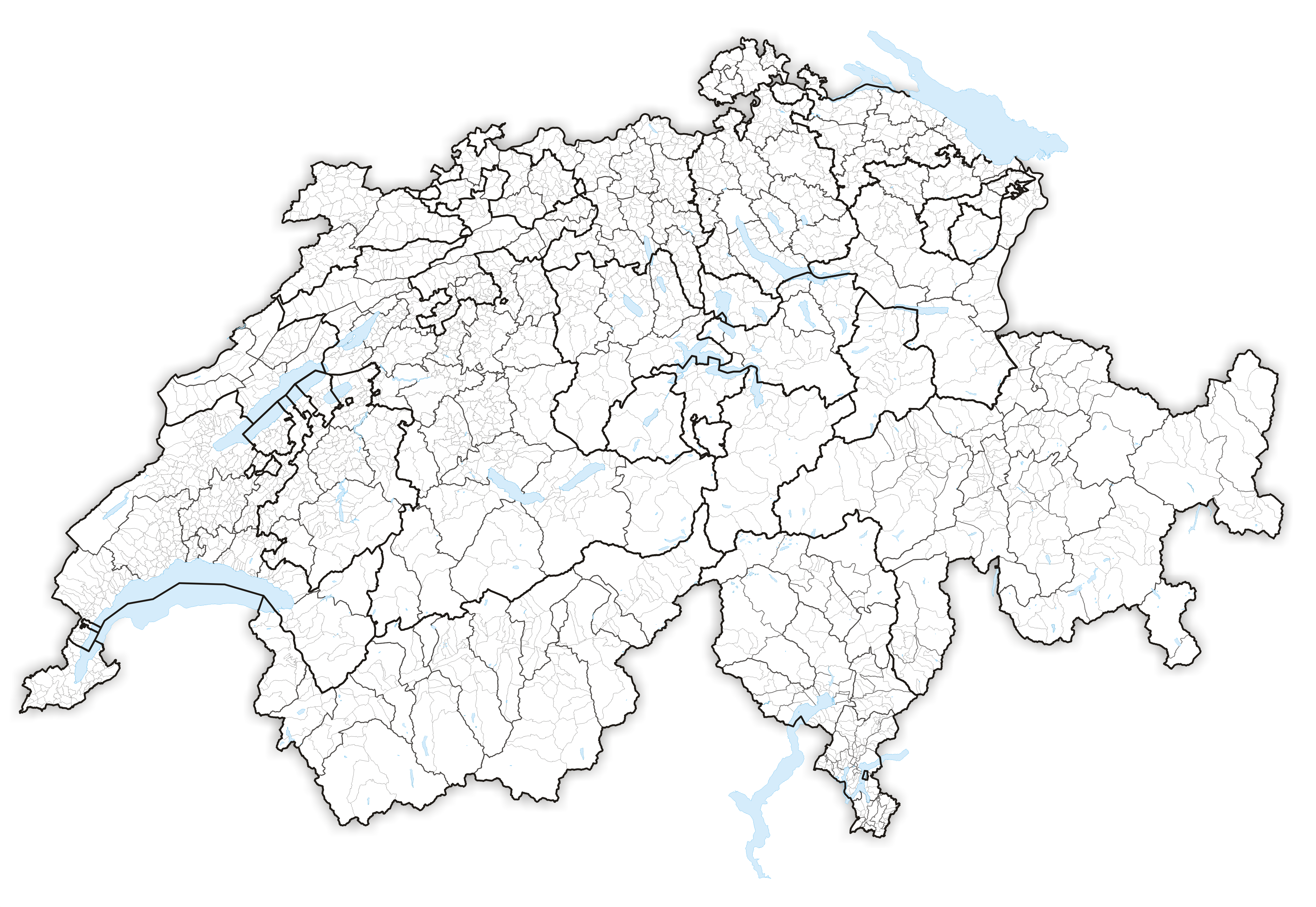
1 stycznia 2008 do 20 kwietnia 2008
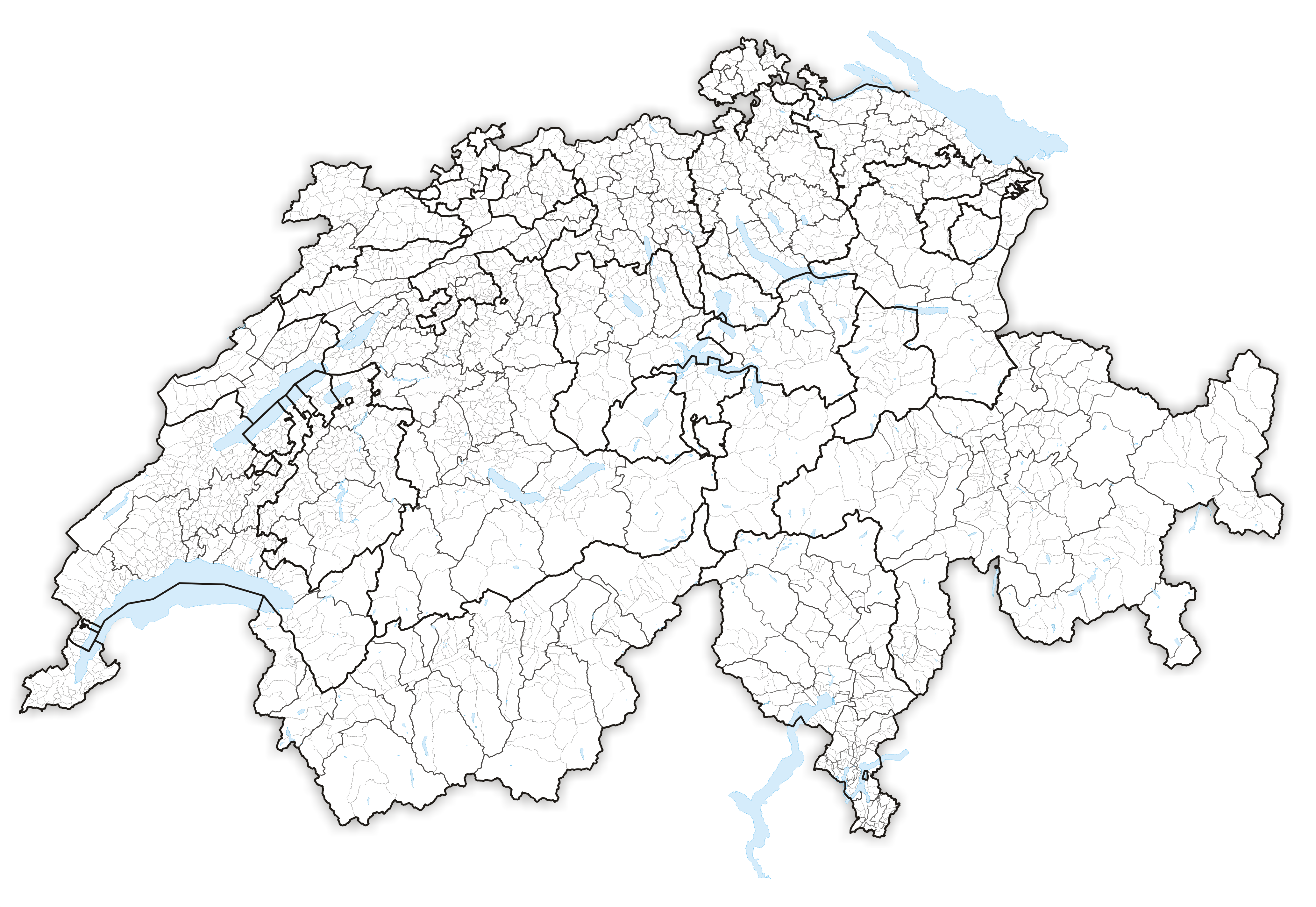
20 kwietnia 2008 do 31 grudnia 2008
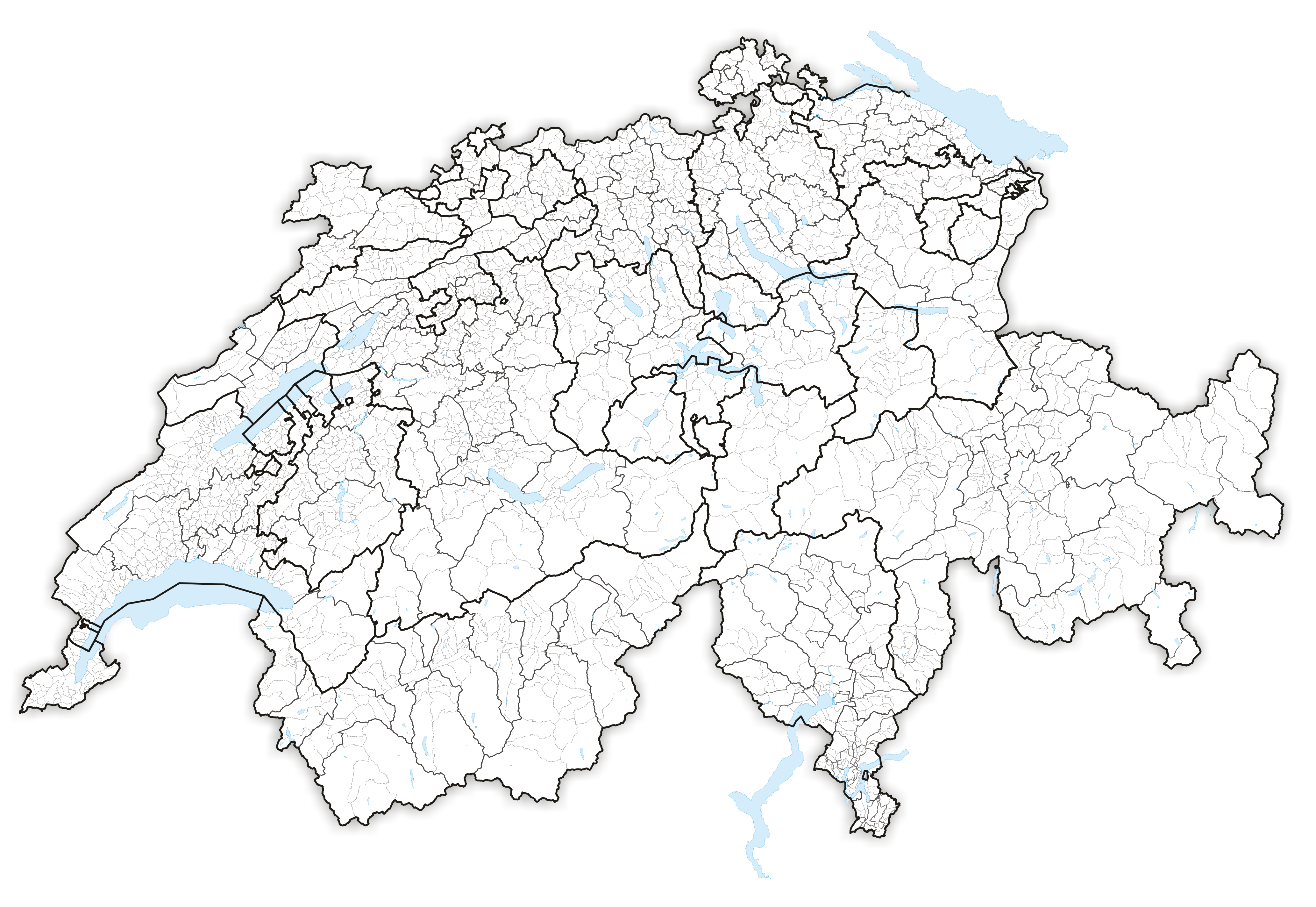
1 stycznia 2009 do 4 kwietnia 2009
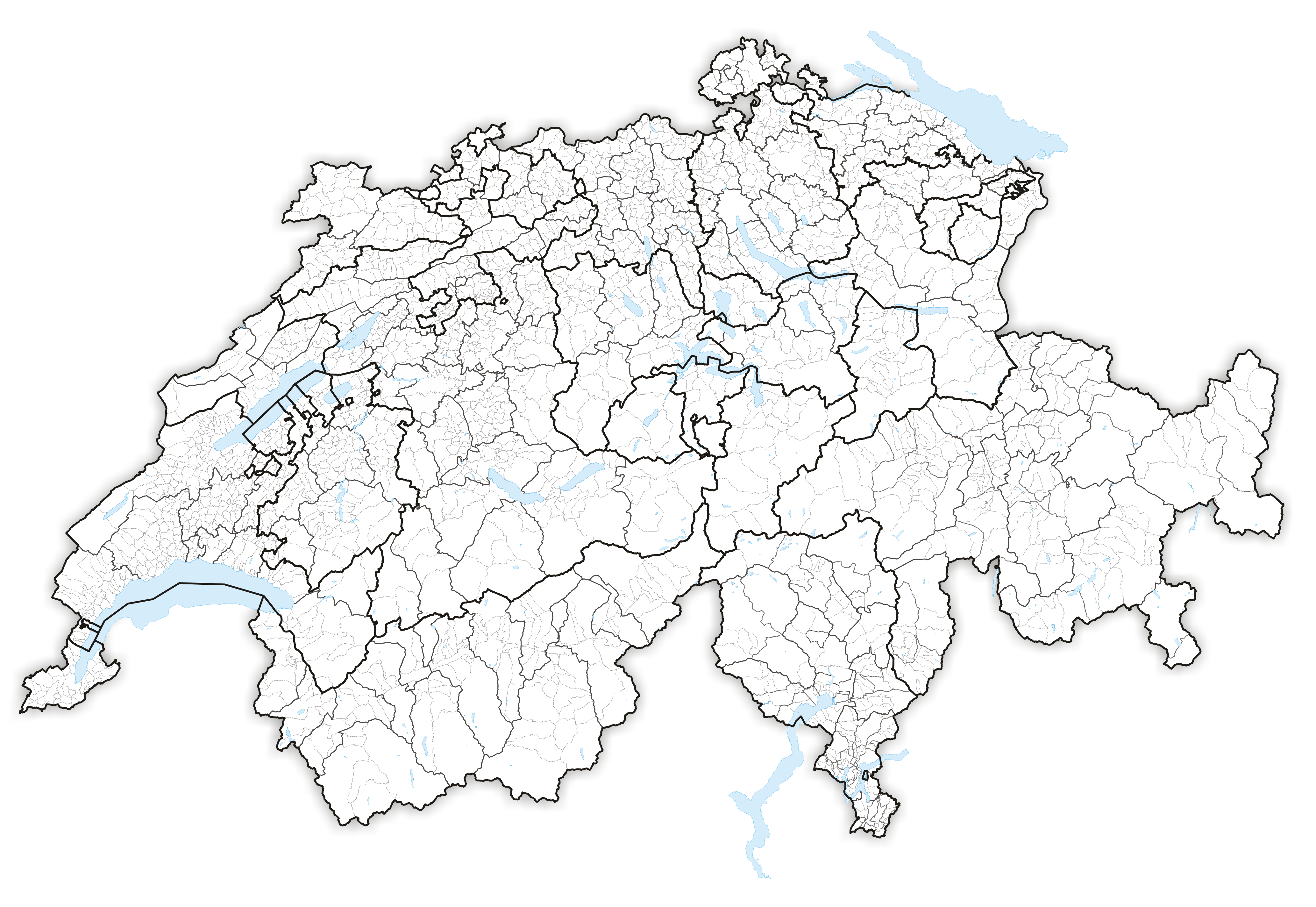
5 kwietnia 2009 do 24 października 2009
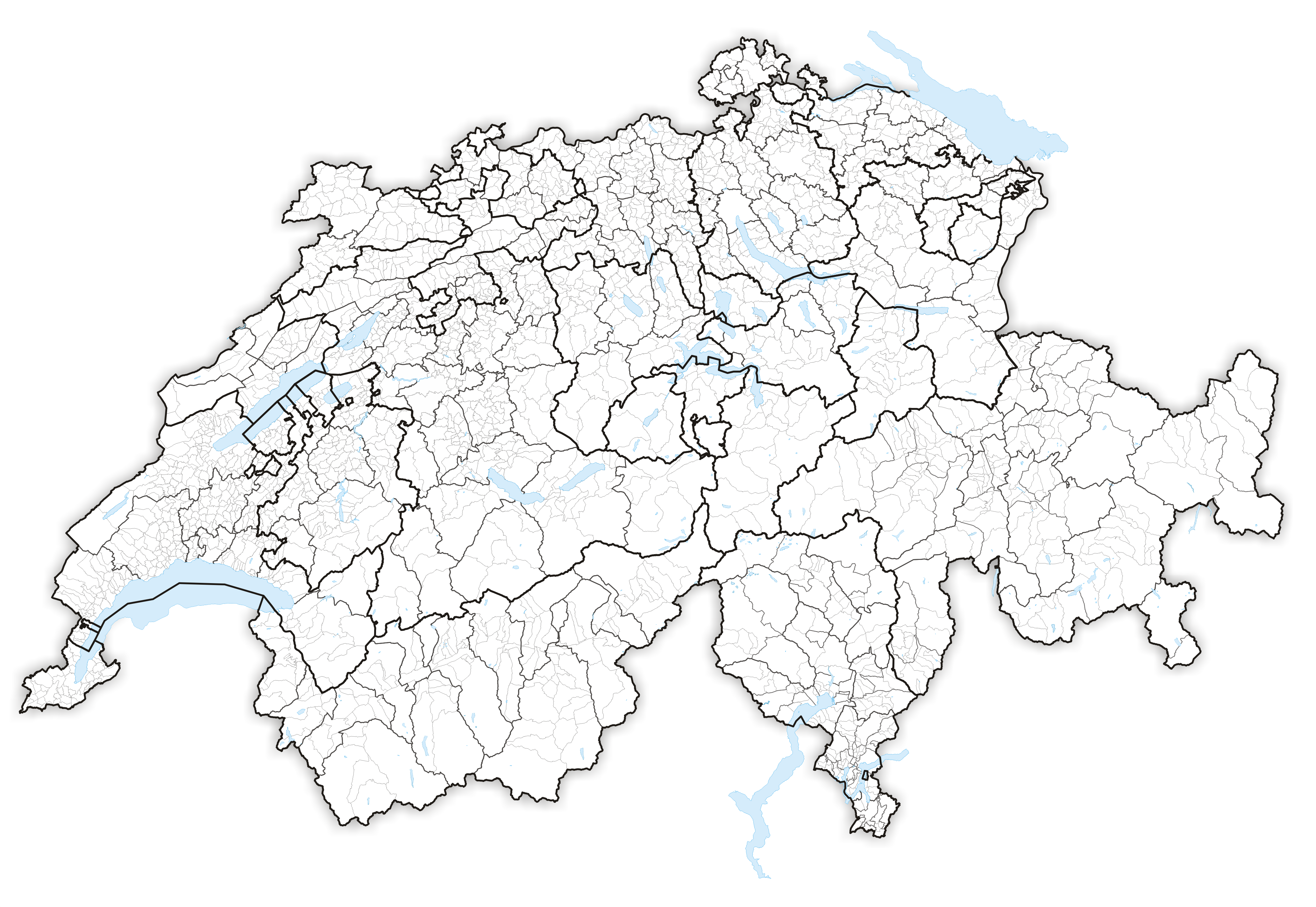
25 października 2009 do 31 grudnia 2009
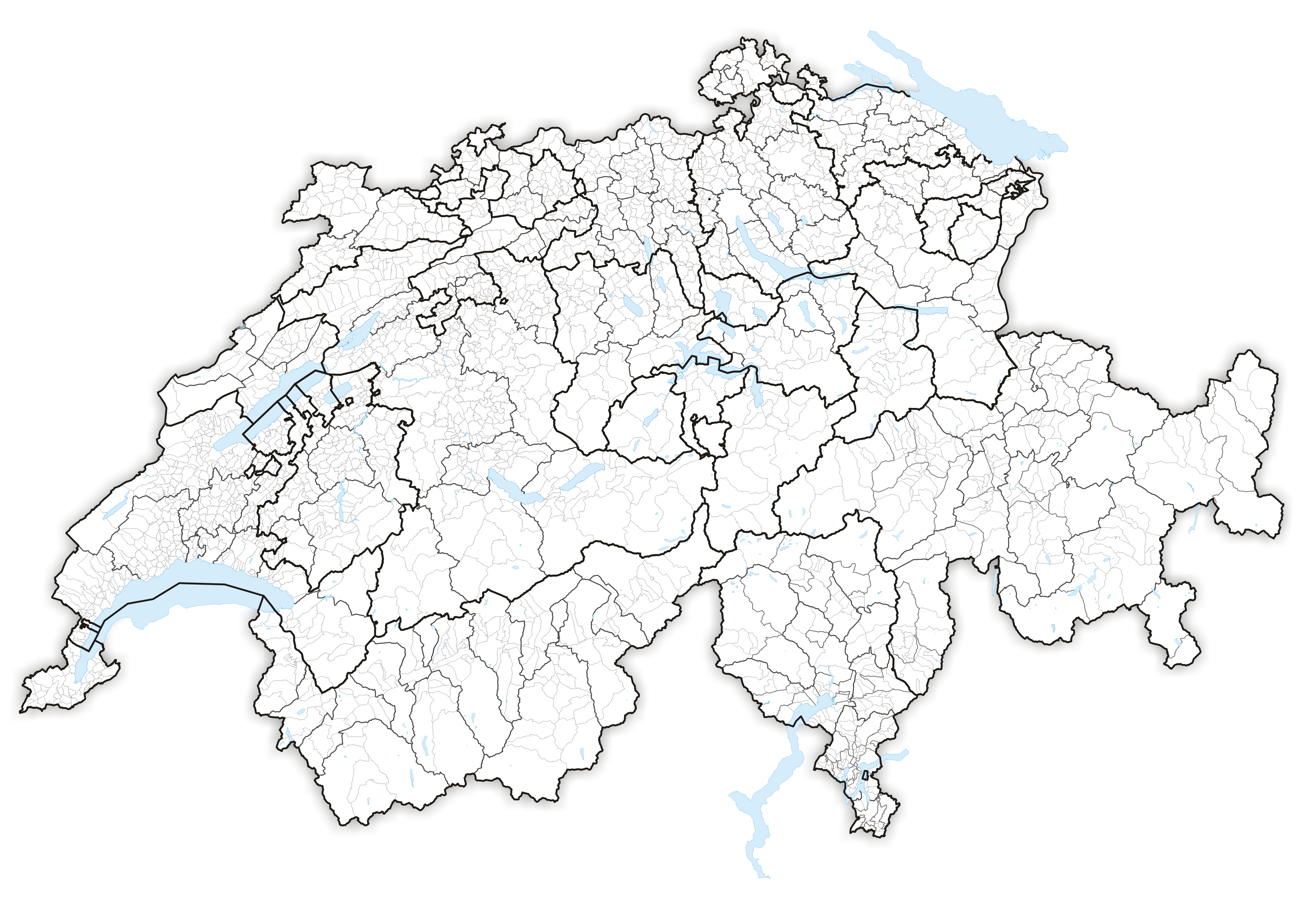
1 stycznia 2010 do 24 kwietnia 2010
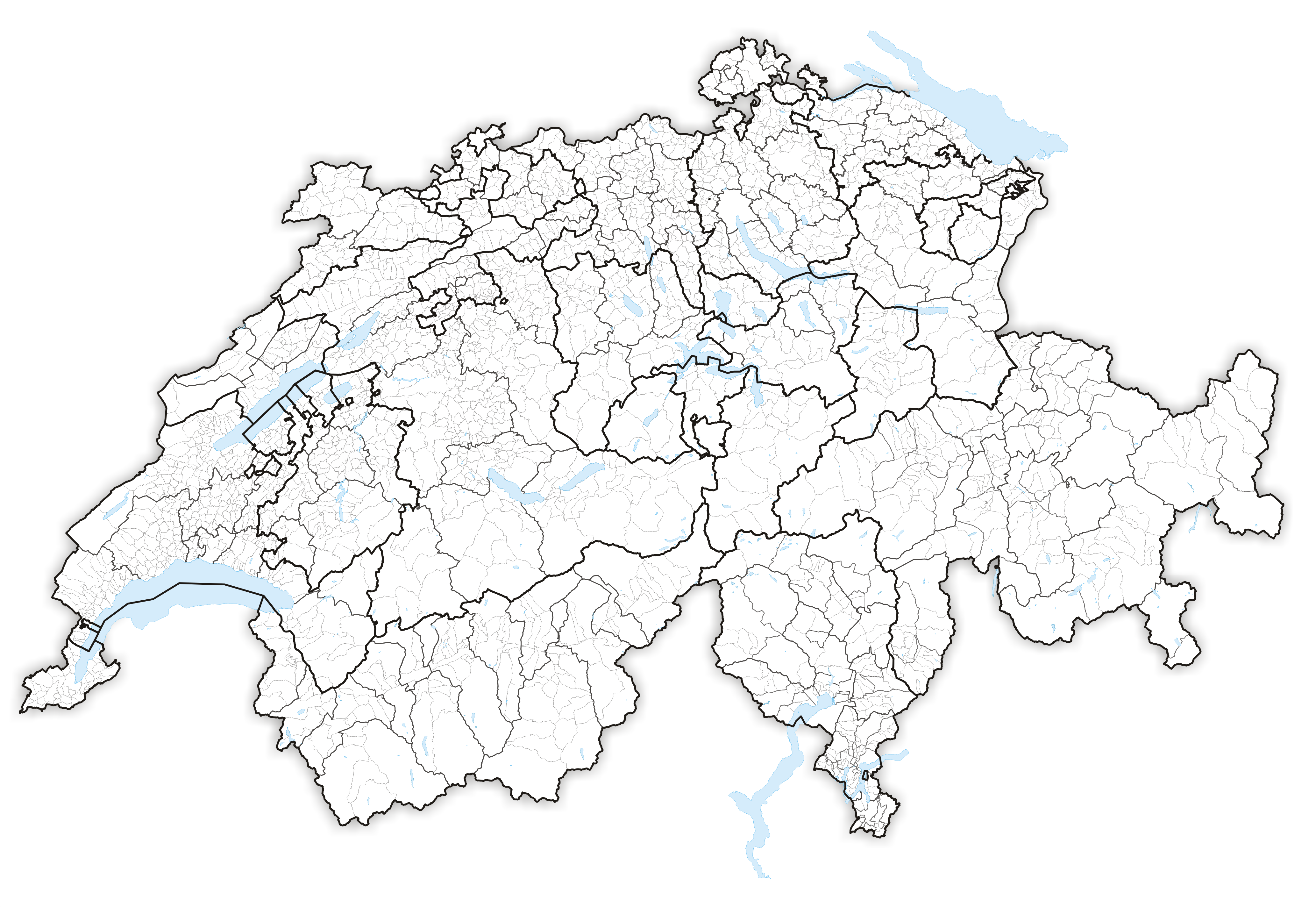
25 kwietnia 2010 do 20 listopada 2010
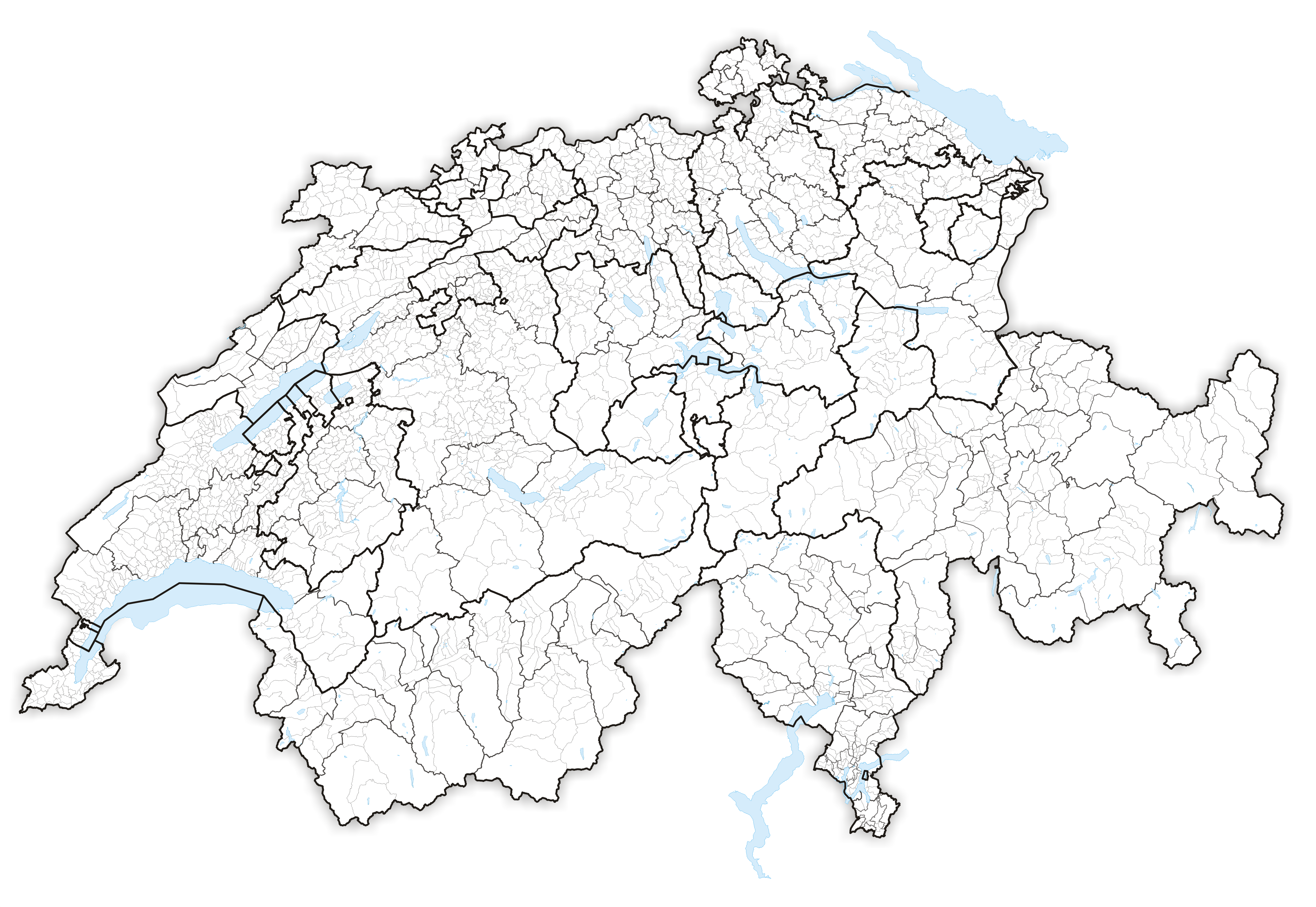
21 listopada 2010 do 31 grudnia 2010
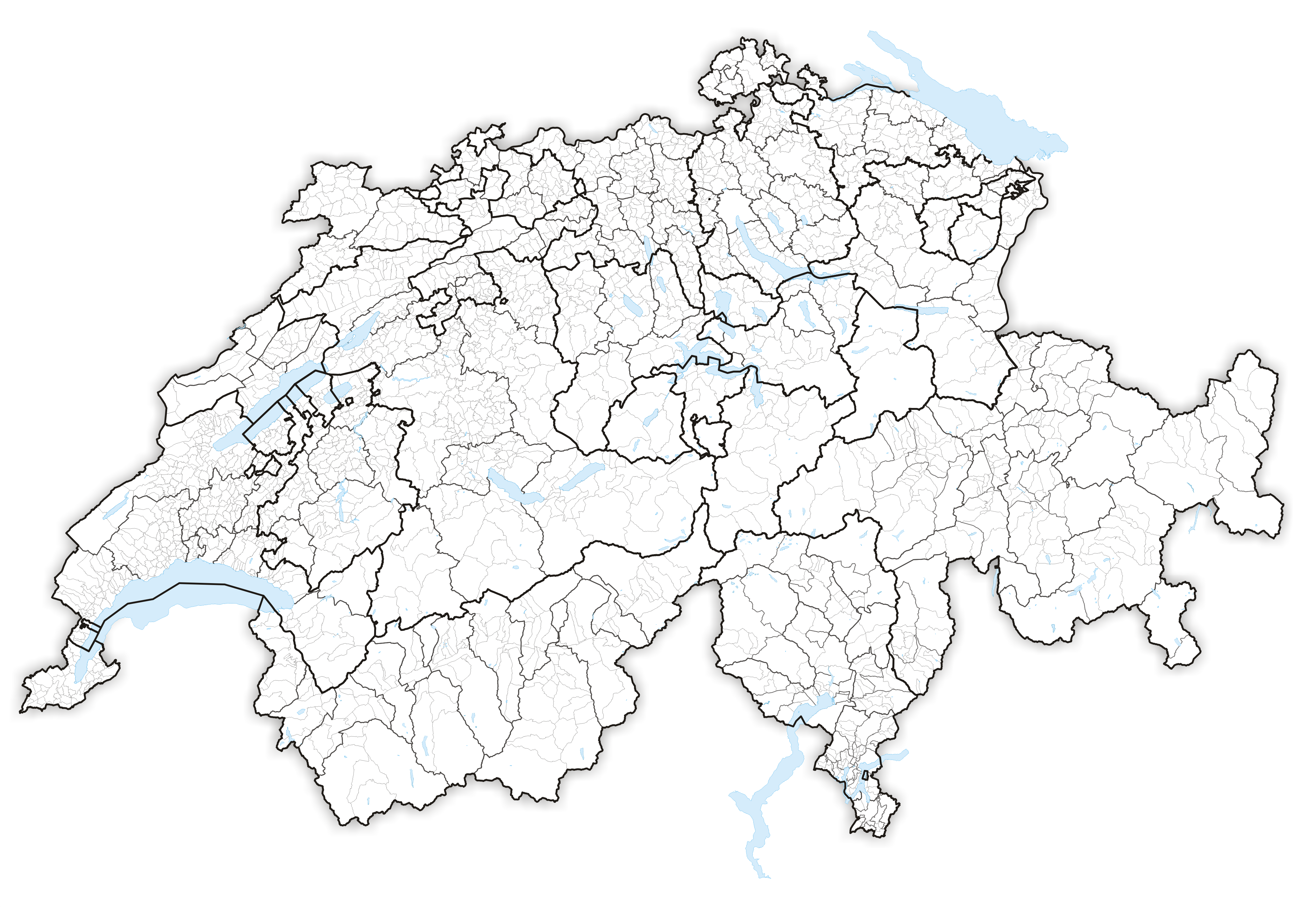
1 stycznia 2011 do 30 czerwca 2011
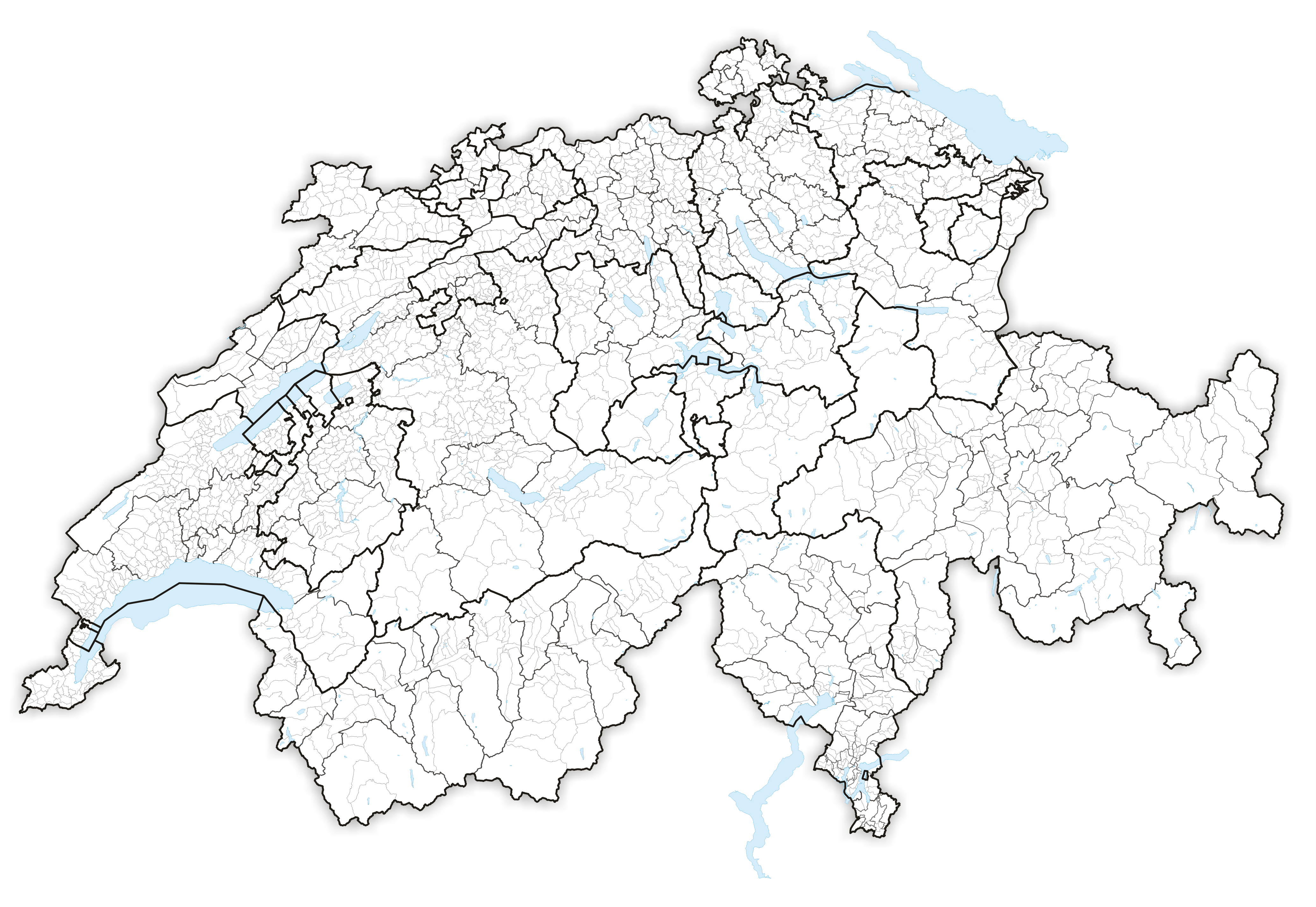
1 lipca 2011 do 31 grudnia 2011
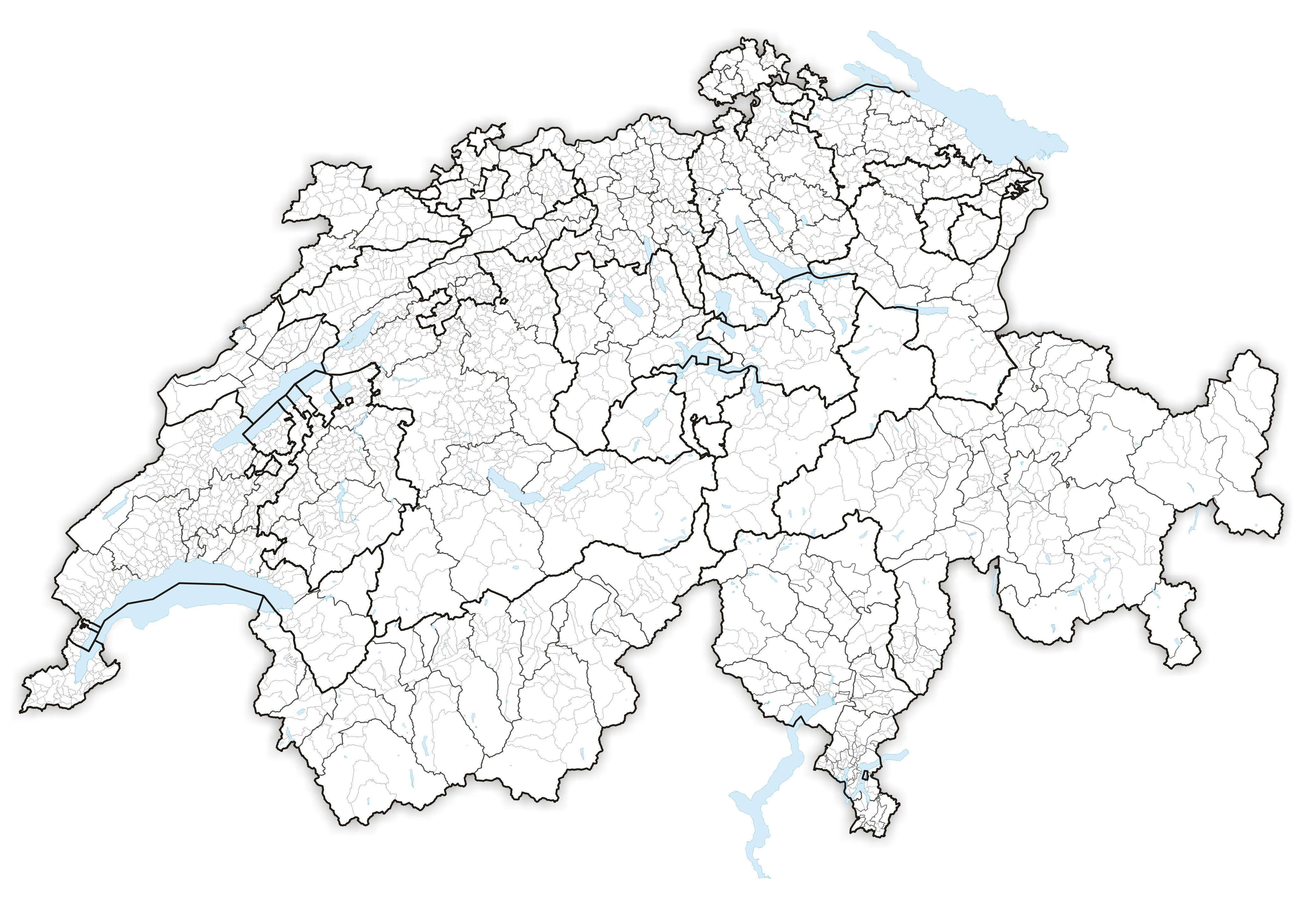
1 stycznia 2012 do 31 marca 2012
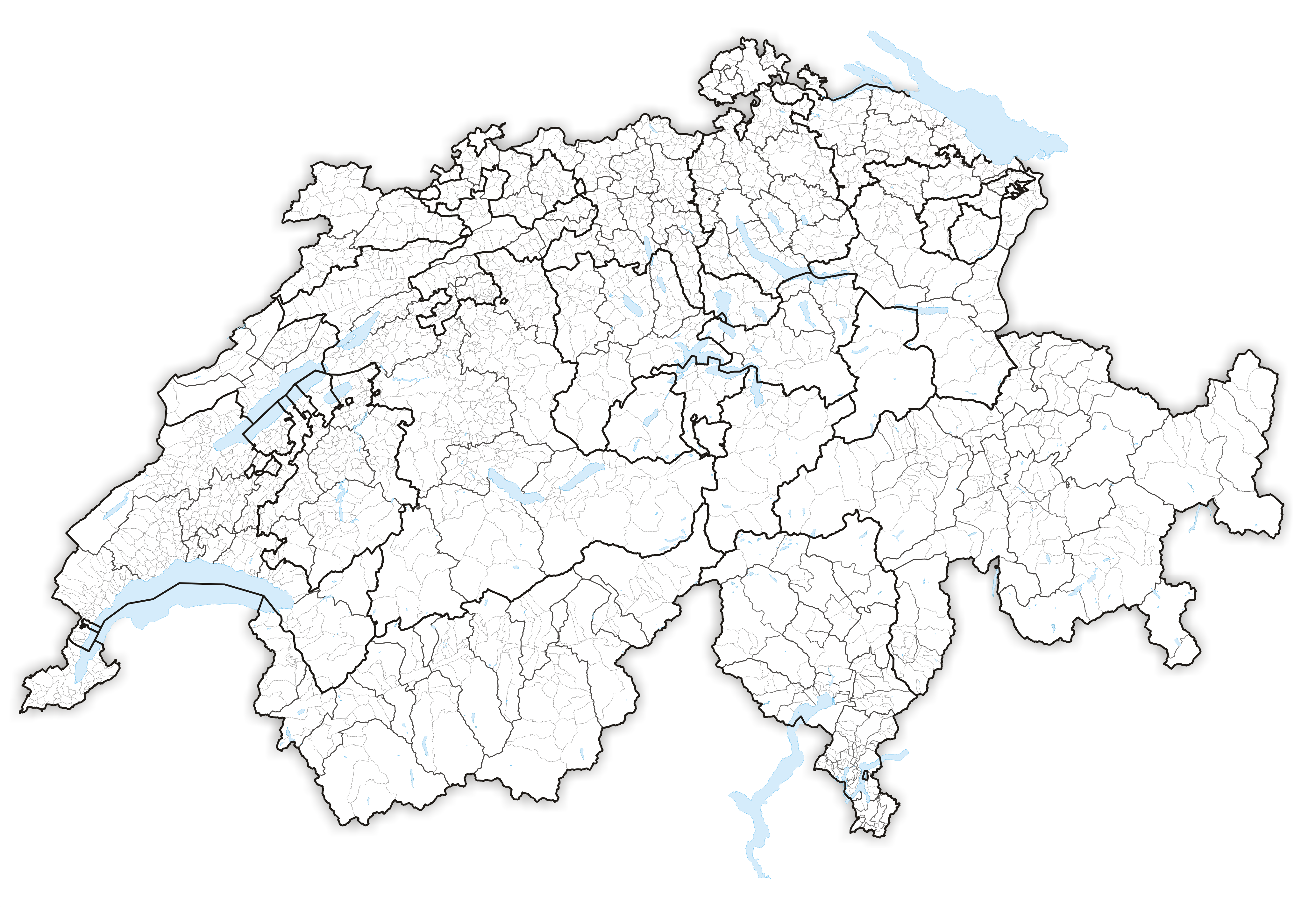
1 kwietnia 2012 do 31 grudnia 2012
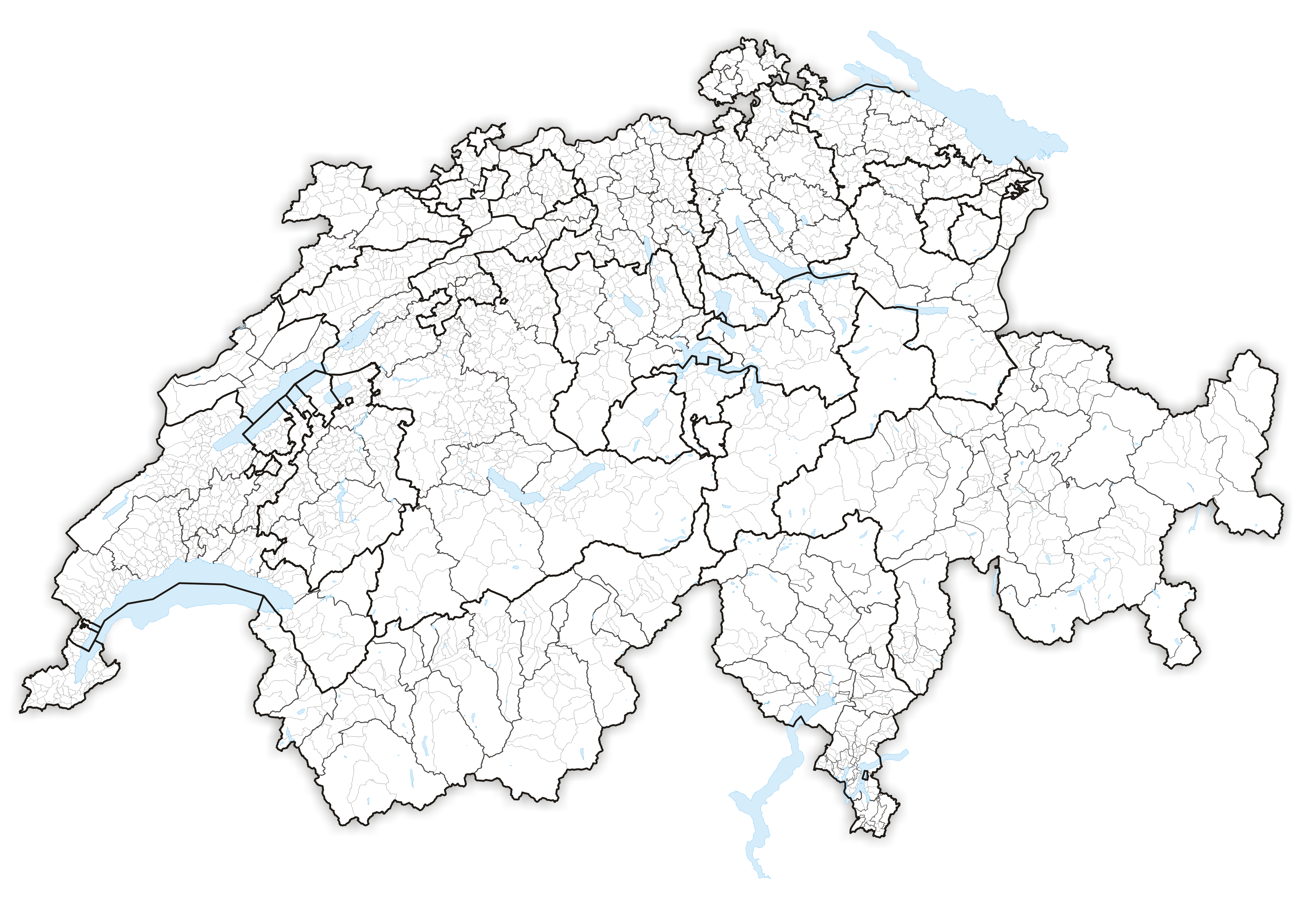
1 stycznia 2013 do 13 kwietnia 2013
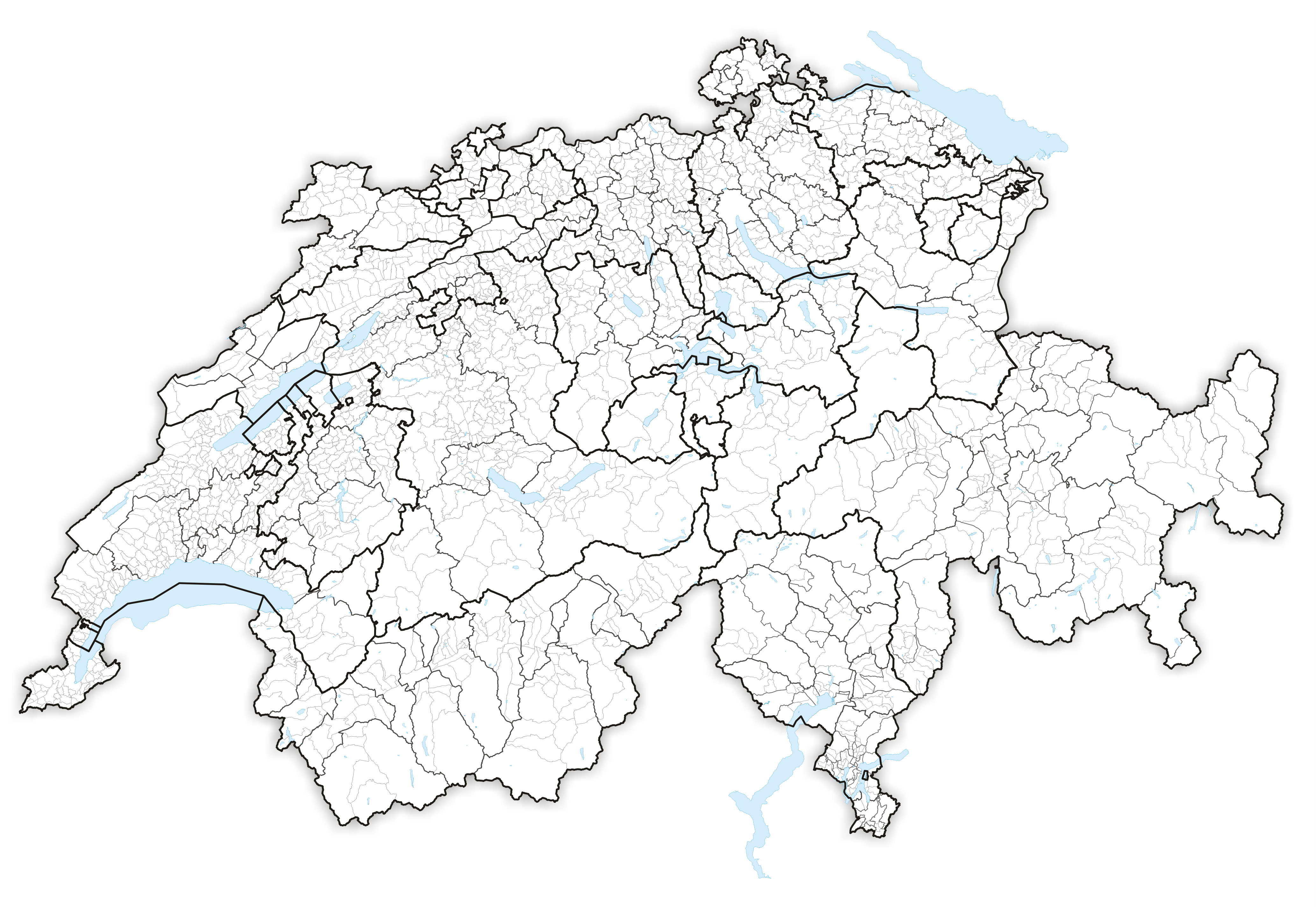
14 kwietnia 2013 do 31 grudnia 2013
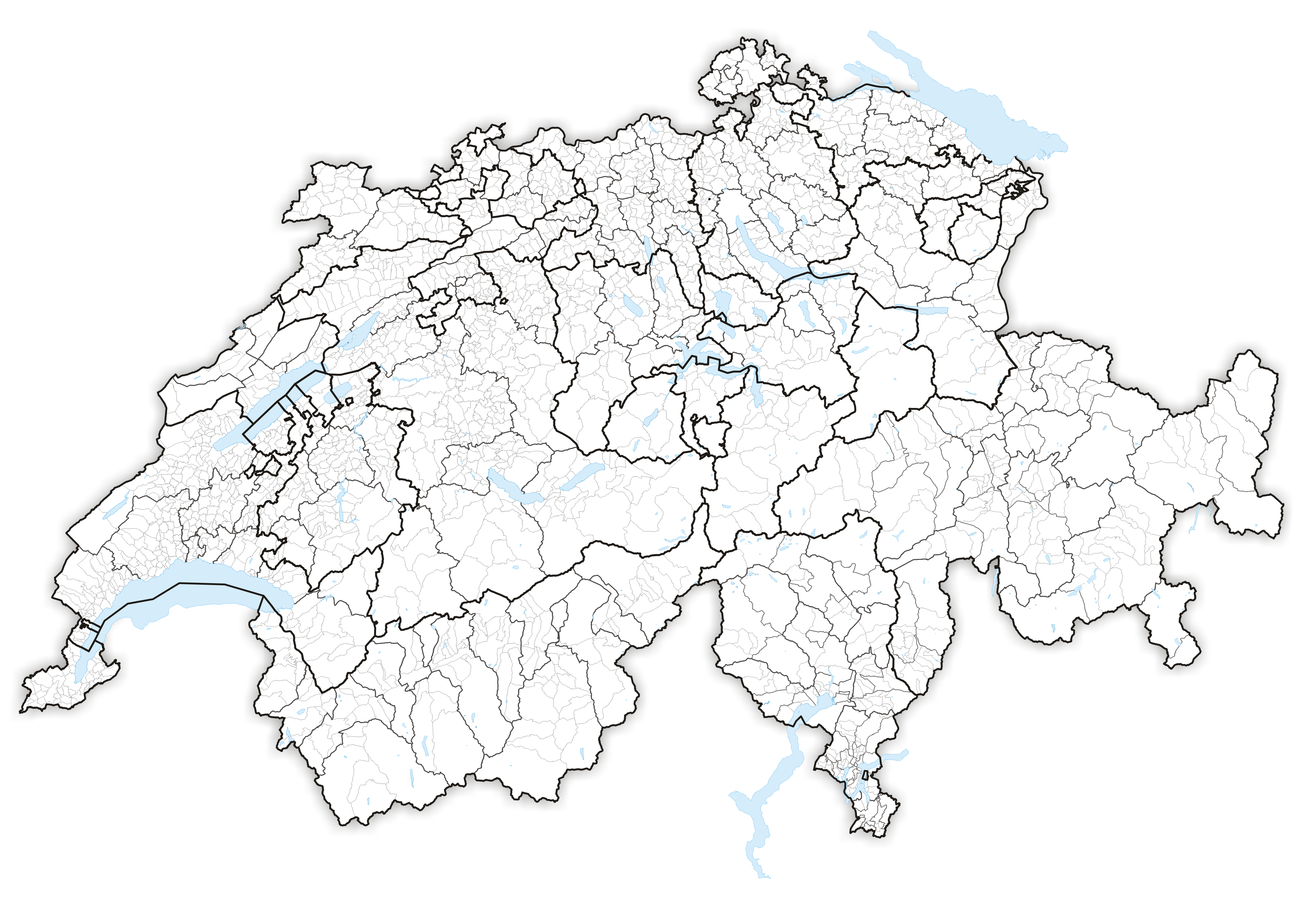
1 stycznia 2014 do 31 grudnia 2014
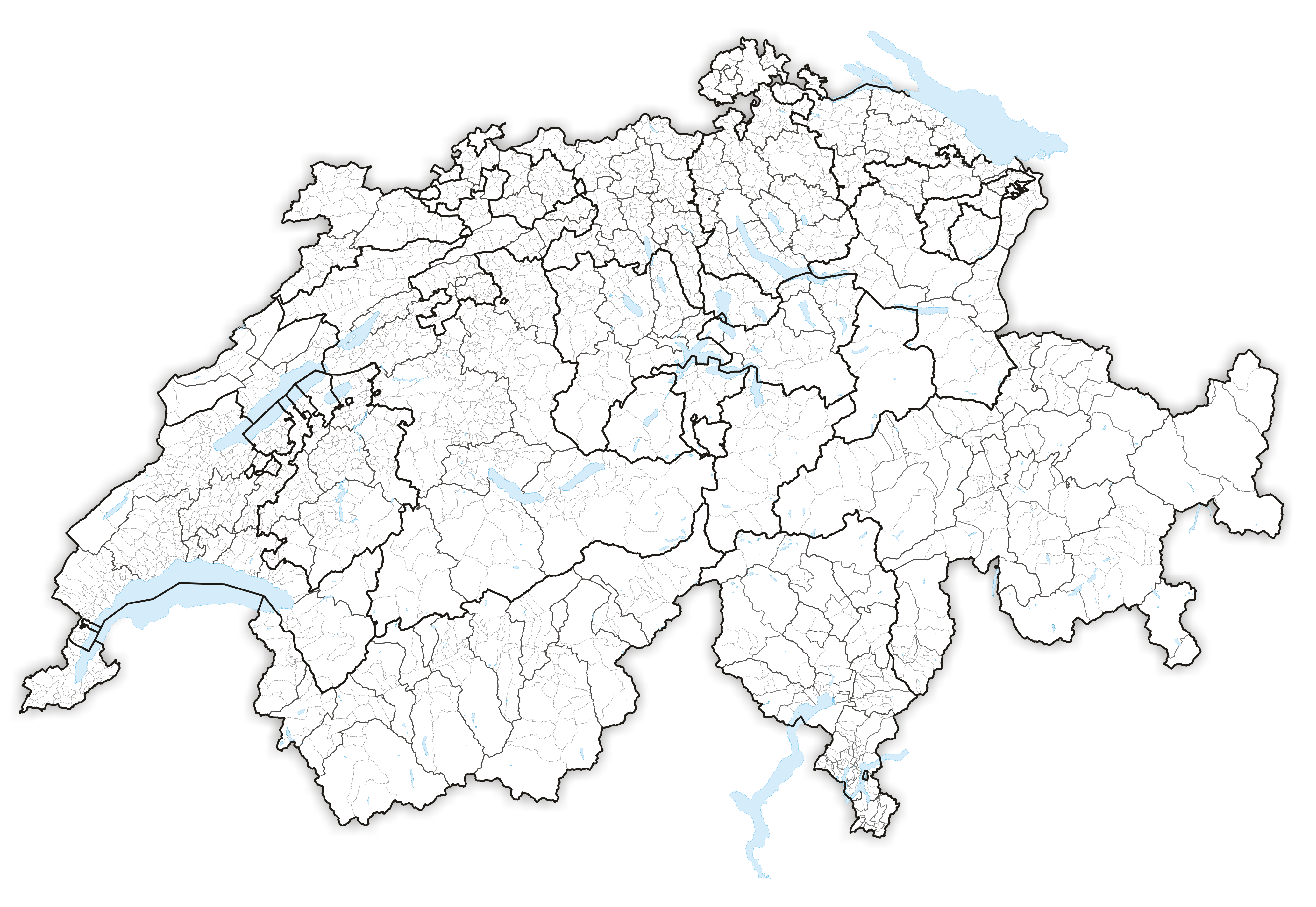
1 stycznia 2014 do 31 grudnia 2015
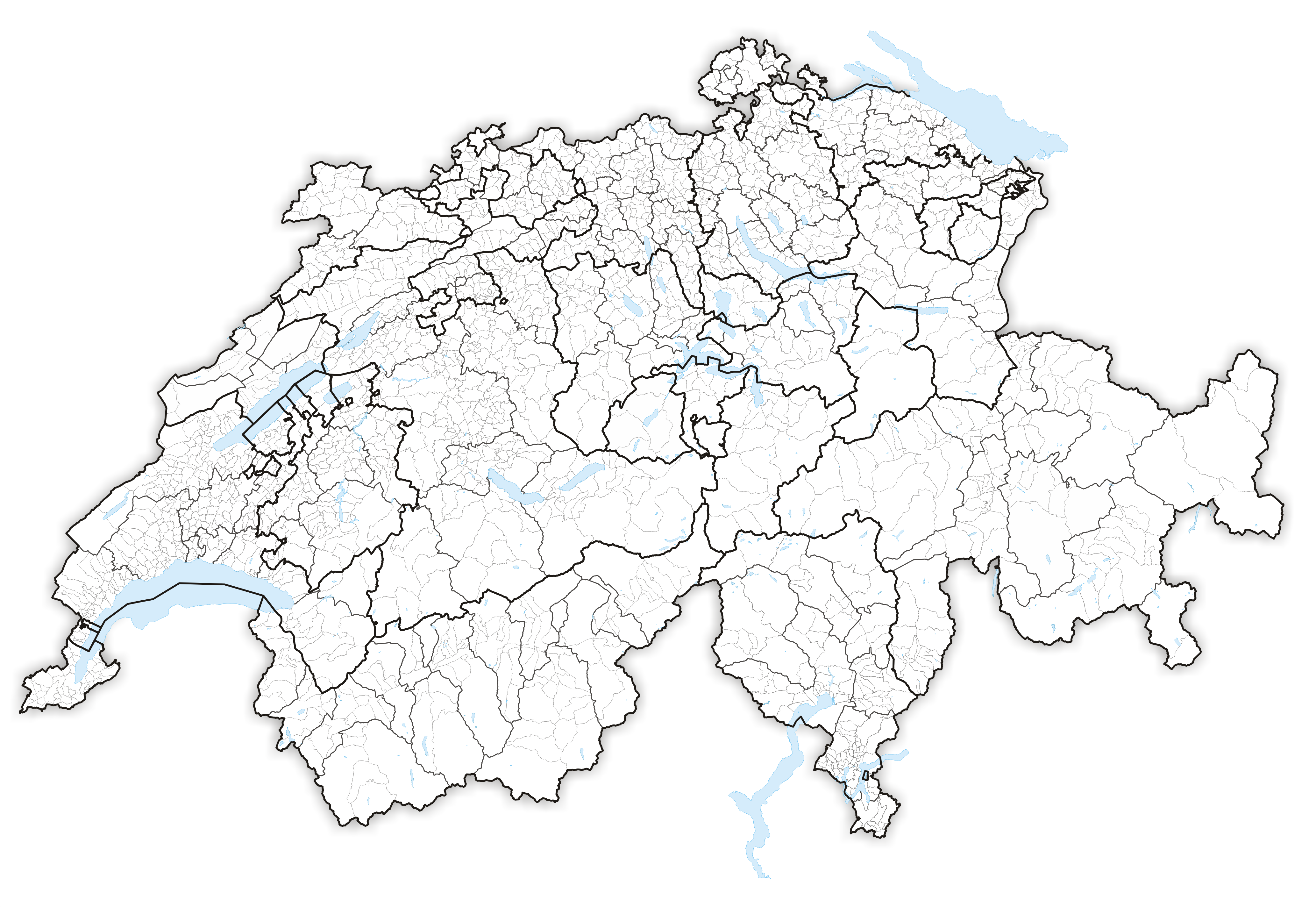
1 stycznia 2016 do 9 kwietnia 2016
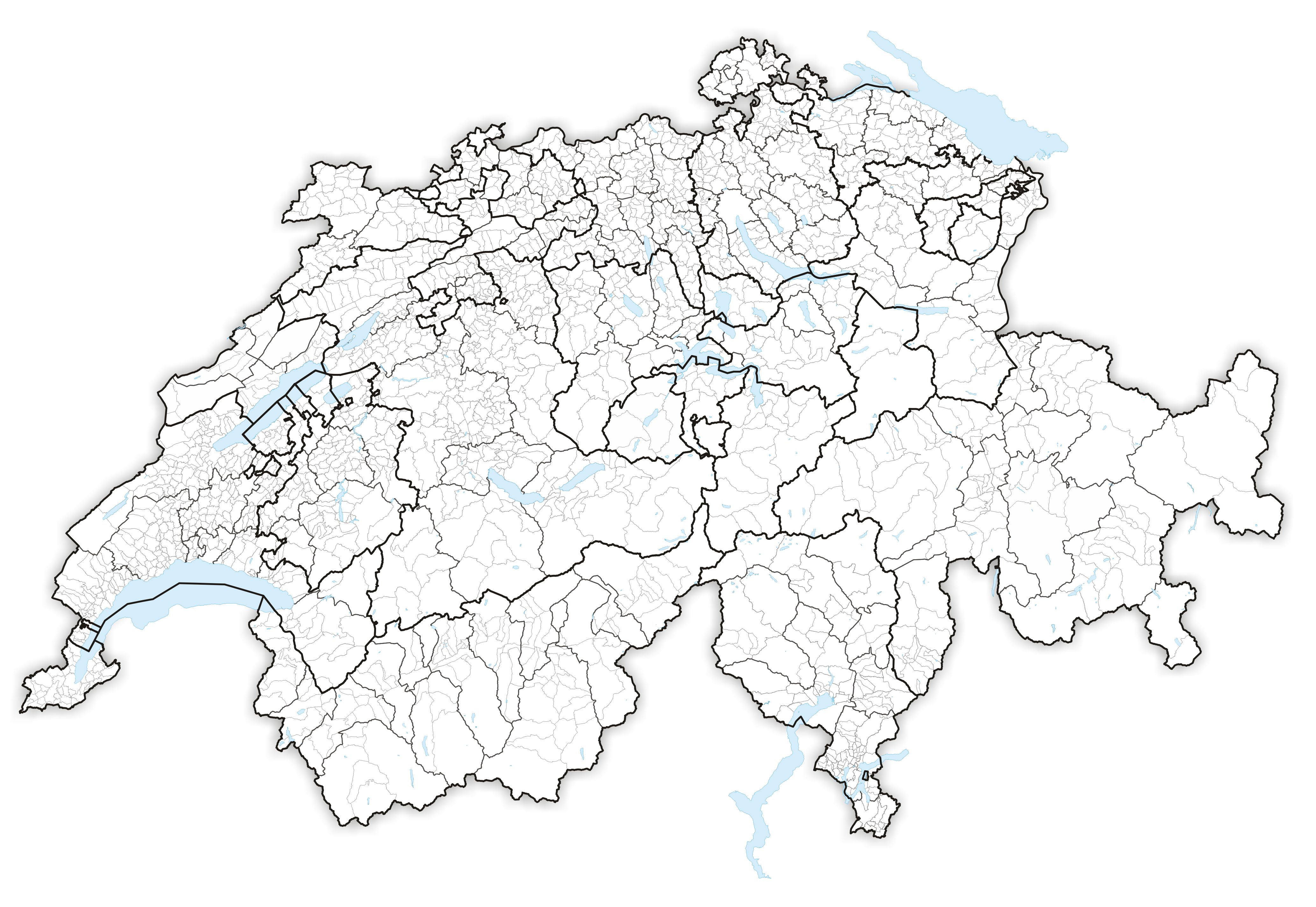
10 kwietnia 2016 do 30 czerwca 2016
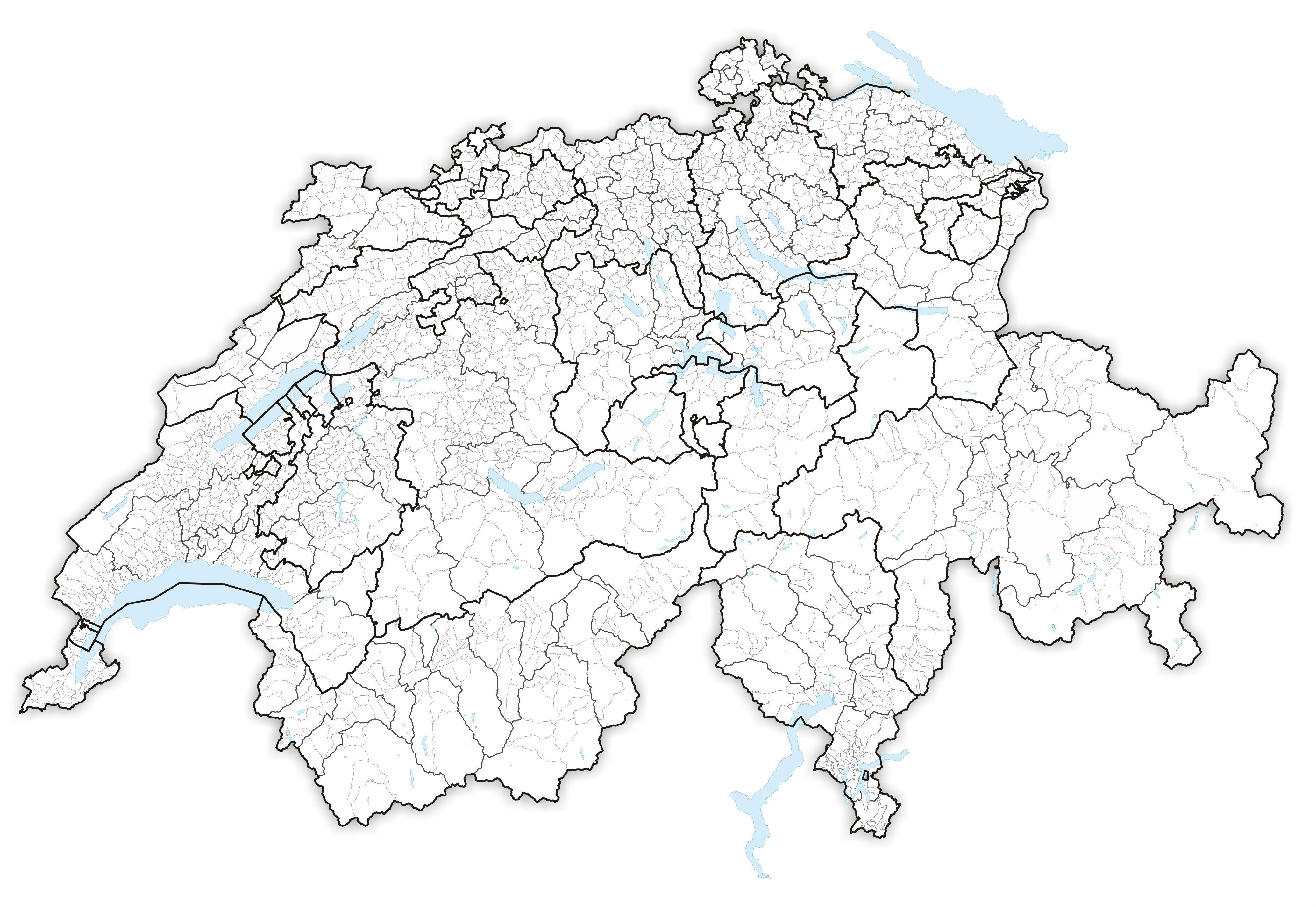
1 lipca 2016 do 31 grudnia 2016
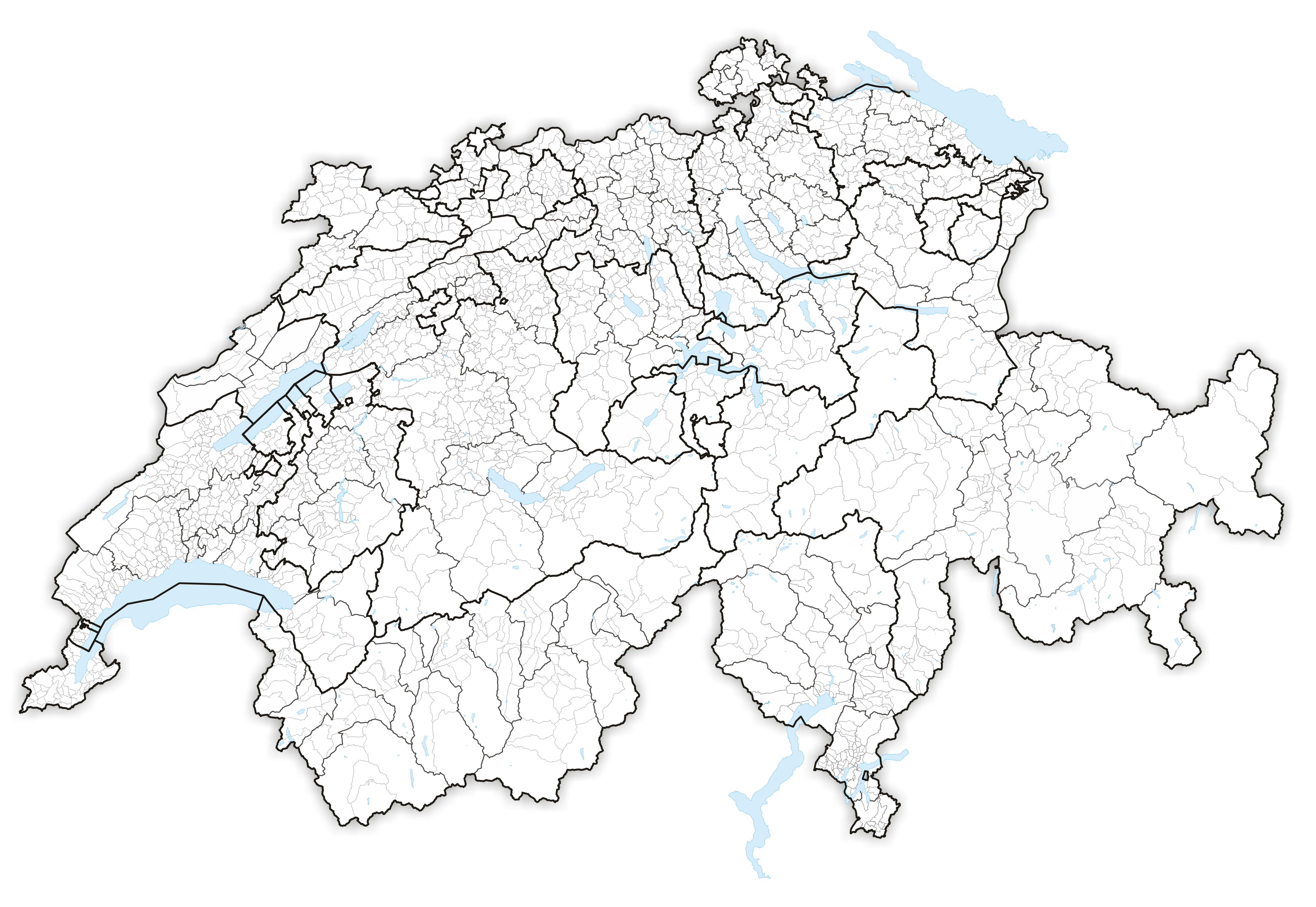
1 stycznia 2017 do 1 kwietnia 2017
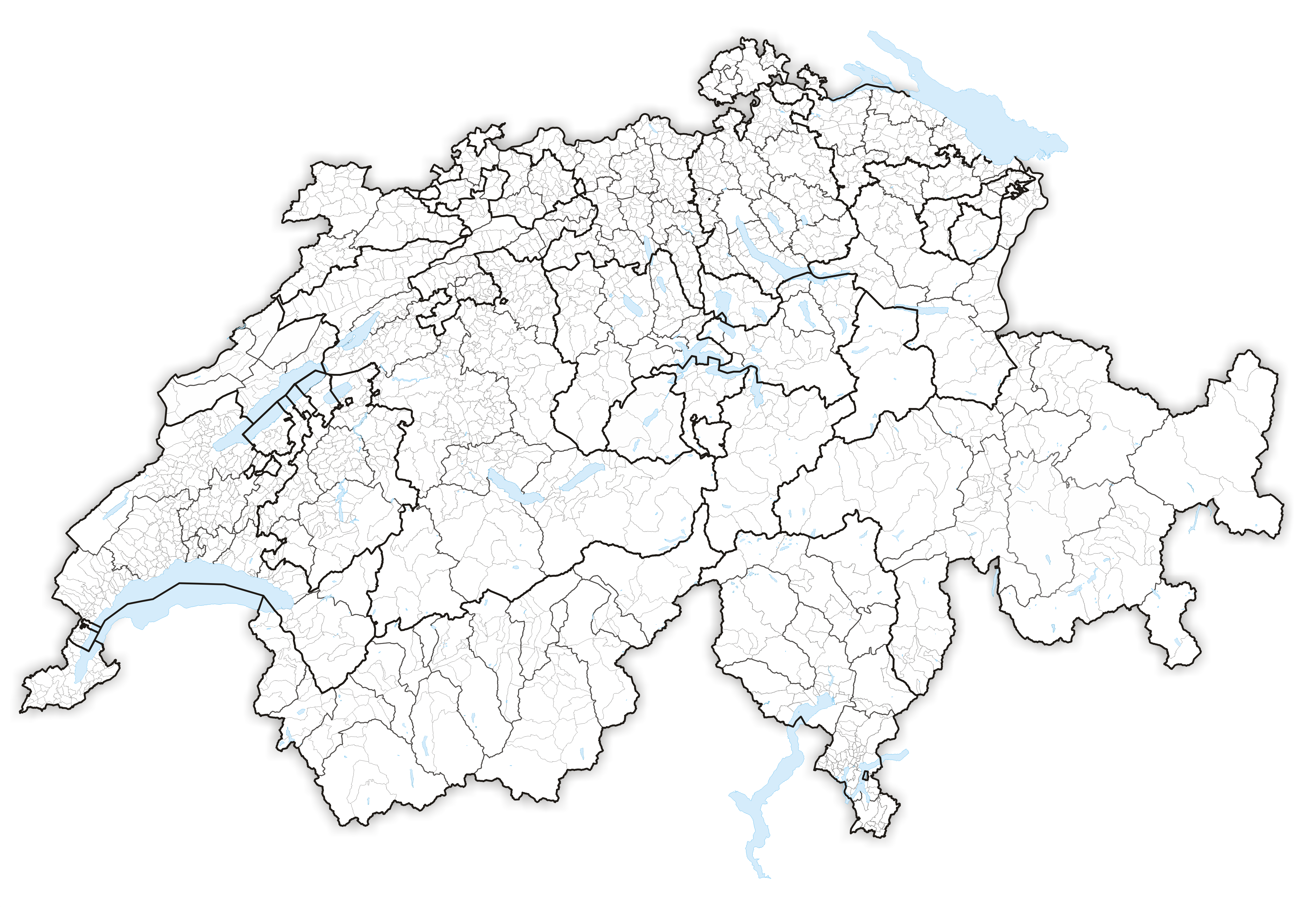
2 kwietnia 2017 do 31 grudnia 2017
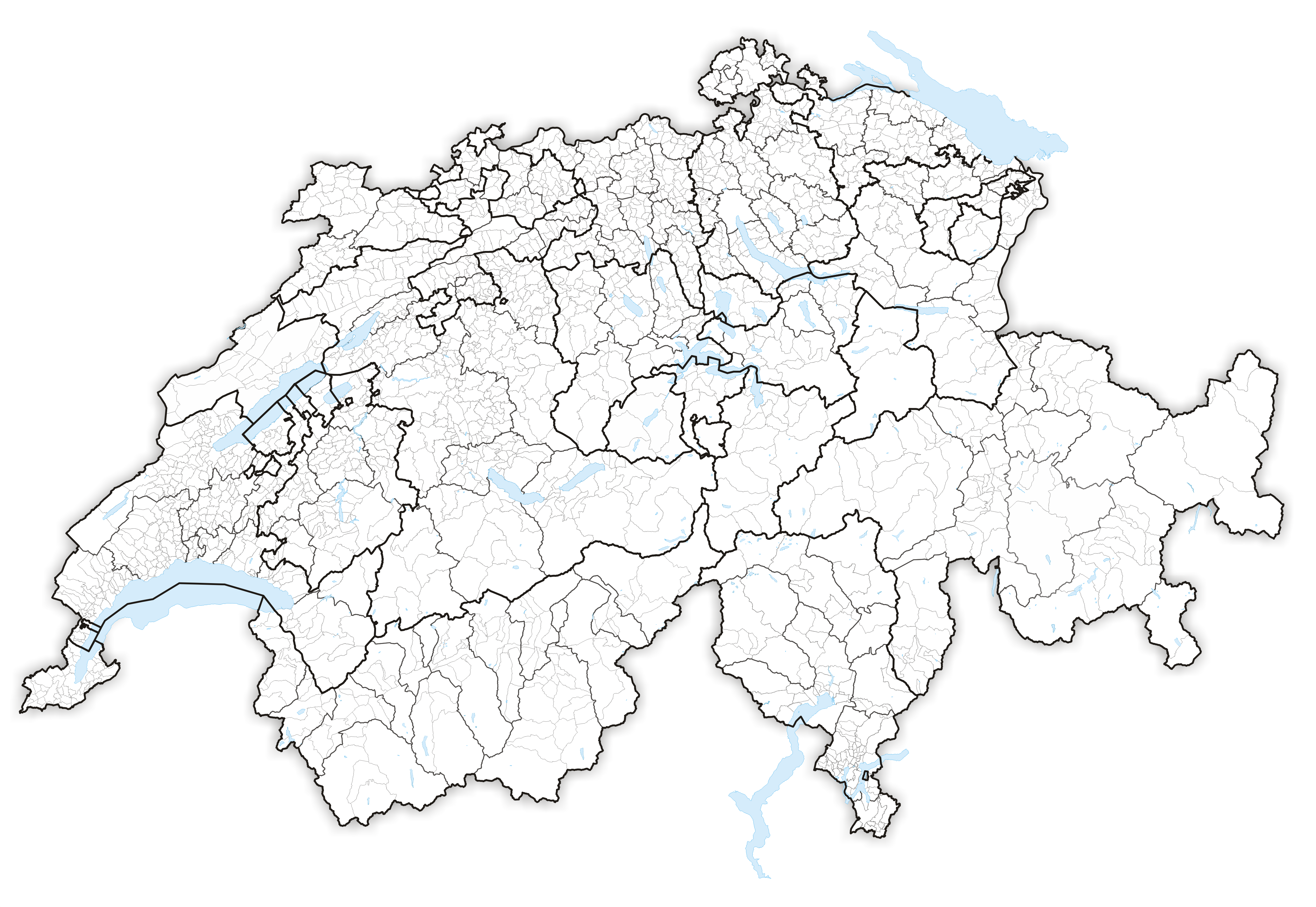
1 stycznia 2018 do 31 grudnia 2018
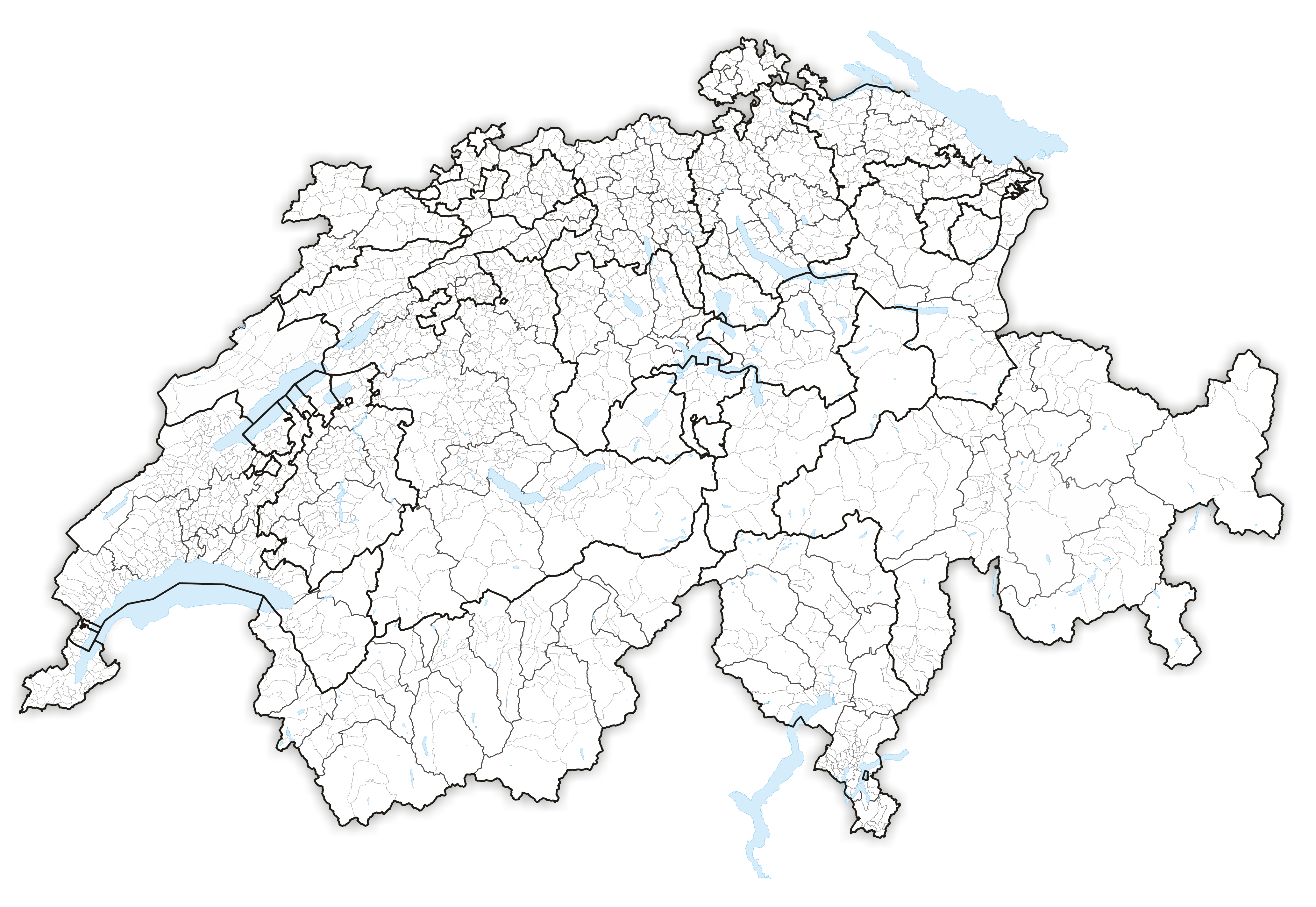
1 stycznia 2019 do 31 grudnia 2019

| Rok    | 1950 | 1960 | 1970 | 1980 | 1990 | 1991 | 1992 | 1993 | 1994 | 1995 | 1996 | 1997 | 1998 | 1999 | 2000 (1 I) | 2000 (spis) |
| ------ | ---- | ---- | ---- | ---- | ---- | ---- | ---- | ---- | ---- | ---- | ---- | ---- | ---- | ---- | ---------- | ----------- |
| Liczba | 3101 | 3095 | 3074 | 3029 | 3021 | 3018 | 3017 | 3015 | 3013 | 2975 | 2940 | 2929 | 2915 | 2903 | 2899       | 2896        |

| Rok    | 2001 | 2002 | 2003 | 2004 | 2005 | 2006 | 2007 | 2008 | 2009 | 2010 (1 I) | 2010 (spis) | 2011 | 2012 | 2013 | 2014 | 2015 | 2016 | 2017 | 2018 | 2019 | 2020 |
| ------ | ---- | ---- | ---- | ---- | ---- | ---- | ---- | ---- | ---- | ---------- | ----------- | ---- | ---- | ---- | ---- | ---- | ---- | ---- | ---- | ---- | ---- |
| Liczba | 2880 | 2865 | 2842 | 2815 | 2763 | 2740 | 2721 | 2715 | 2636 | 2596       | 2584        | 2551 | 2495 | 2408 | 2352 | 2324 | 2294 | 2255 | 2222 | 2212 | 2202 |

| Zmiany w podziale terytorialnym Szwajcarii między 1 stycznia 1959, a 31 grudnia 2019 |
| --- |
| - 1 stycznia 1959 do 31 Grudnia 1960 - 1 stycznia 1961 do 31 marca 1961 - 1 kwietnia 1961 do 31 grudnia 1961 - 1 stycznia 1962 do 23 maja 1963 - 24 maja 1963 do 31 grudnia 1963 - 1 stycznia 1964 do 31 maja 1964 - 1 czerwca 1964 do 31 lipca 1964 - 1 sierpnia 1964 do 31 grudnia 1965 - 1 stycznia 1966 do 31 maja 1967 - 1 czerwca 1967 do 31 grudnia 1967 - 1 stycznia 1968 do 16 listopada 1968 - 17 listopada 1968 do 31 grudnia 1968 - 1 stycznia 1969 do 28 lutego 1969 - 1 marca 1969 do 31 grudnia 1969 - 1 stycznia 1970 do 2 stycznia 1970 - 26 stycznia 1970 do 13 marca 1970 - 14 marca 1970 do 31 grudnia 1970 - 1 stycznia 1971 do 23 lutego 1971 - 24 lutego 1971 do 31 maja 1971 - 1 czerwca 1971 do 31 grudnia 1971 - 1 stycznia 1972 do 22 kwietnia 1972 - 23 kwietnia 1972 do 31 maja 1972 - 1 czerwca 1972 do 30 września 1972 - 1 października 1972 do 31 grudnia 1972 - 1 stycznia 1973 do 14 lutego 1974 - 15 lutego 1974 do 31 grudnia 1974 - 1 stycznia 1975 do 31 maja 1975 - 1 czerwca 1975 do 31 grudnia 1975 - 1 stycznia 1976 do 3 kwietnia 1976 - 4 kwietnia 1976 do 31 grudnia 1976 - 1 stycznia 1977 do 23 października 1977 - 24 października 1977 do 31 grudnia 1977 - 1 stycznia 1978 do 31 grudnia 1978 - 1 stycznia 1979 do 31 maja 1979 - 1 czerwca 1979 do 31 grudnia 1979 - 1 stycznia 1980 do 31 grudnia 1980 - 1 stycznia 1981 do 31 grudnia 1981 - 1 stycznia 1982 do 24 lutego 1982 - 25 lutego 1982 do 31 grudnia 1982 - 1 stycznia 1983 do 31 maja 1983 - 1 czerwca 1983 do 31 grudnia 1983 - 1 stycznia 1984 do 31 grudnia 1985 - 1 stycznia 1986 do 31 grudnia 1988 - 1 stycznia 1989 do 31 grudnia 1989 - 1 stycznia 1990 do 31 grudnia 1990 - 1 stycznia 1991 do 31 grudnia 1991 - 1 stycznia 1992 do 31 grudnia 1992 - 1 stycznia 1993 do 31 grudnia 1993 - 1 stycznia 1994 do 31 sierpnia 1994 - 1 września 1994 do 31 grudnia 1994 - 1 stycznia 1995 do 31 maja 1995 - 1 czerwca 1995 do 31 grudnia 1995 - 1 stycznia 1996 do 30 czerwca 1996 - 1 lipca 1996 do 31 grudnia 1996 - 1 stycznia 1997 do 31 grudnia 1997 - 1 stycznia 1998 do 30 czerwca 1998 - 1 lipca 1998 do 31 grudnia 1998 - 1 stycznia 1999 do 31 grudnia 1999 - 1 stycznia 2000 do 30 września 2000 - 1 października 2000 do 31 grudnia 2000 - 1 stycznia 2001 do 12 kwietnia 2001 - 13 kwietnia 2001 do 17 października 2001 - 18 października 2001 do 31 grudnia 2001 - 1 stycznia 2002 do 31 grudnia 2002 - 1 stycznia 2003 do 31 października 2003 - 1 listopada 2003 do 31 grudnia 2003 - 1 stycznia 2004 do 3 kwietnia 2004 - 4 kwietnia 2004 do 30 września 2004 - 1 października 2004 do 31 grudnia 2004 - 1 stycznia 2005 do 12 marca 2005 - 1 marca 2005 do 31 grudnia 2005 - 1 stycznia 2006 do 28 stycznia 2006 - 29 stycznia 2006 do 30 czerwca 2006 - 1 lipca 2006 do 21 października 2006 - 22 października 2006 do 31 grudnia 2006 - 1 stycznia 2007 do 31 grudnia 2007 - 1 stycznia 2008 do 20 kwietnia 2008 - 20 kwietnia 2008 do 31 grudnia 2008 - 1 stycznia 2009 do 4 kwietnia 2009 - 5 kwietnia 2009 do 24 października 2009 - 25 października 2009 do 31 grudnia 2009 - 1 stycznia 2010 do 24 kwietnia 2010 - 25 kwietnia 2010 do 20 listopada 2010 - 21 listopada 2010 do 31 grudnia 2010 - 1 stycznia 2011 do 30 czerwca 2011 - 1 lipca 2011 do 31 grudnia 2011 - 1 stycznia 2012 do 31 marca 2012 - 1 kwietnia 2012 do 31 grudnia 2012 - 1 stycznia 2013 do 13 kwietnia 2013 - 14 kwietnia 2013 do 31 grudnia 2013 - 1 stycznia 2014 do 31 grudnia 2014 - 1 stycznia 2014 do 31 grudnia 2015 - 1 stycznia 2016 do 9 kwietnia 2016 - 10 kwietnia 2016 do 30 czerwca 2016 - 1 lipca 2016 do 31 grudnia 2016 - 1 stycznia 2017 do 1 kwietnia 2017 - 2 kwietnia 2017 do 31 grudnia 2017 - 1 stycznia 2018 do 31 grudnia 2018 - 1 stycznia 2019 do 31 grudnia 2019 |

### Liczba ludności w gminach
| Populacja     | Liczba gmin w 2004 |
| ------------- | ------------------ |
| pow. 20 000   | 30 (1,1%)          |
| 10 000–19 999 | 89 (3,2%)          |
| 5 000–9 999   | 180 (6,6%)         |
| 1 000–4 999   | 1025 (37,4%)       |
| 500–999       | 555 (20,3%)        |
| poniżej 500   | 861 (31,4%)        |
| Suma          | 2740               |

### Numeracja
Gminy są numerowane przez szwajcarskie Federalne Biuro Statystyczne zgodnie z podziałem na kantony:
| Kanton                 | Numeracja |
| ---------------------- | --------- |
| Zurych                 | 0001–0261 |
| Berno                  | 0301–0996 |
| Lucerna                | 1001–1150 |
| Uri                    | 1201–1220 |
| Schwyz                 | 1301–1375 |
| Obwalden               | 1401–1407 |
| Nidwalden              | 1501–1511 |
| Glarus                 | 1601–1629 |
| Zug                    | 1701–1711 |
| Fryburg                | 2001–2336 |
| Solura                 | 2401–2622 |
| Bazylea-Miasto         | 2701–2703 |
| Bazylea-Okręg          | 2761–2895 |
| Szafuza                | 2901–2974 |
| Appenzell Ausserrhoden | 3001–3038 |
| Appenzell Innerrhoden  | 3101–3111 |
| Sankt Gallen           | 3201–3444 |
| Gryzonia               | 3501–3987 |
| Argowia                | 4001–4323 |
| Turgowia               | 4401–4951 |
| Ticino                 | 5001–5322 |
| Vaud                   | 5401–5939 |
| Valais                 | 6001–6300 |
| Neuchâtel              | 6401–6511 |
| Genewa                 | 6601–6645 |
| Jura                   | 6701–6806 |

### Lista gmin względem liczby ludności
| Lp. | Gmina       | Kanton         | Pop.    |
| --- | ----------- | -------------- | ------- |
| 1   | Zurych      | Zurych         | 376 990 |
| 2   | Genewa      | Genewa         | 188 234 |
| 3   | Bazylea     | Bazylea-Miasto | 164 516 |
| 4   | Lozanna     | Vaud           | 129 383 |
| 5   | Berno       | Berno          | 125 681 |
| 6   | Winterthur  | Zurych         | 103 075 |
| 7   | Lucerna     | Lucerna        | 78 093  |
| 8   | St. Gallen  | St. Gallen     | 73 505  |
| 9   | Lugano      | Ticino         | 55 151  |
| 10  | Biel/Bienne | Berno          | 51 635  |

| Lp. | Gmina       | Kanton   | Pop. |
| --- | ----------- | -------- | ---- |
| 1   | Corippo     | Ticino   | 13   |
| 2   | Kammersrohr | Solura   | 30   |
| 3   | Bister      | Valais   | 31   |
| 4   | Schelten    | Berno    | 38   |
| 5   | Rebévelier  | Berno    | 43   |
| 6   | Lohn        | Gryzonia | 44   |
| 7   | Berken      | Berno    | 44   |
| 8   | Niederwald  | Valais   | 45   |
| 9   | Linescio    | Ticino   | 45   |
| 10  | Clavaleyres | Berno    | 49   |

## Gminy w kantonach
Liczba gmin różni się w zależności od kantonu. Na dzień 1 stycznia 2020 liczba gmin w kantonach prezentowała się następująco:
| Herb          | Kod | Kanton                 | Liczba gmin |
| ------------- | --- | ---------------------- | ----------- |
| Flaga kantonu | ZH  | Zurych                 | 162         |
| Flaga kantonu | BE  | Berno                  | 342         |
| Flaga kantonu | LU  | Lucerna                | 82          |
| Flaga kantonu | UR  | Uri                    | 20          |
| Flaga kantonu | SZ  | Schwyz                 | 30          |
| Flaga kantonu | OW  | Obwalden               | 7           |
| Flaga kantonu | NW  | Nidwalden              | 11          |
| Flaga kantonu | GL  | Glarus                 | 3           |
| Flaga kantonu | ZG  | Zug                    | 11          |
| Flaga kantonu | FR  | Fryburg                | 133         |
| Flaga kantonu | SO  | Solura                 | 109         |
| Flaga kantonu | BS  | Bazylea-Miasto         | 3           |
| Flaga kantonu | BL  | Bazylea-Okręg          | 86          |
| Flaga kantonu | SH  | Szafuza                | 26          |
| Flaga kantonu | AR  | Appenzell Ausserrhoden | 20          |
| Flaga kantonu | AI  | Appenzell Innerrhoden  | 6           |
| Flaga kantonu | SG  | Sankt Gallen           | 77          |
| Flaga kantonu | GR  | Gryzonia               | 105         |
| Flaga kantonu | AG  | Argowia                | 210         |
| Flaga kantonu | TG  | Turgowia               | 80          |
| Flaga kantonu | TI  | Ticino                 | 115         |
| Flaga kantonu | VD  | Vaud                   | 309         |
| Flaga kantonu | VS  | Valais                 | 126         |
| Flaga kantonu | NE  | Neuchâtel              | 31          |
| Flaga kantonu | GE  | Genewa                 | 45          |
| Flaga kantonu | JU  | Jura                   | 53          |
|               | CH  | Szwajcaria             | 2 212       |